# Przedstawiciele dyplomatyczni Polski

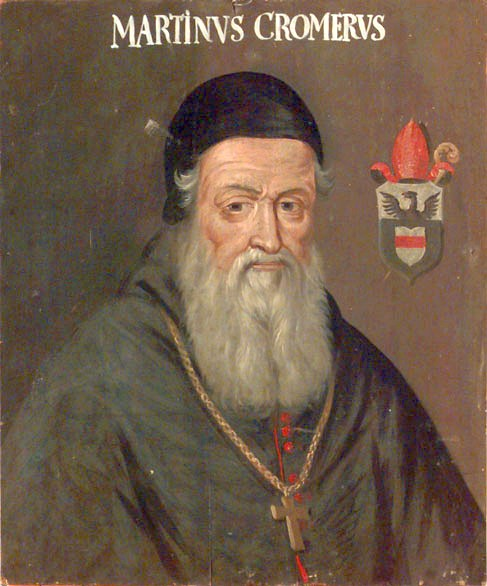
Marcin Kromer – Wiedeń (1558–1564)

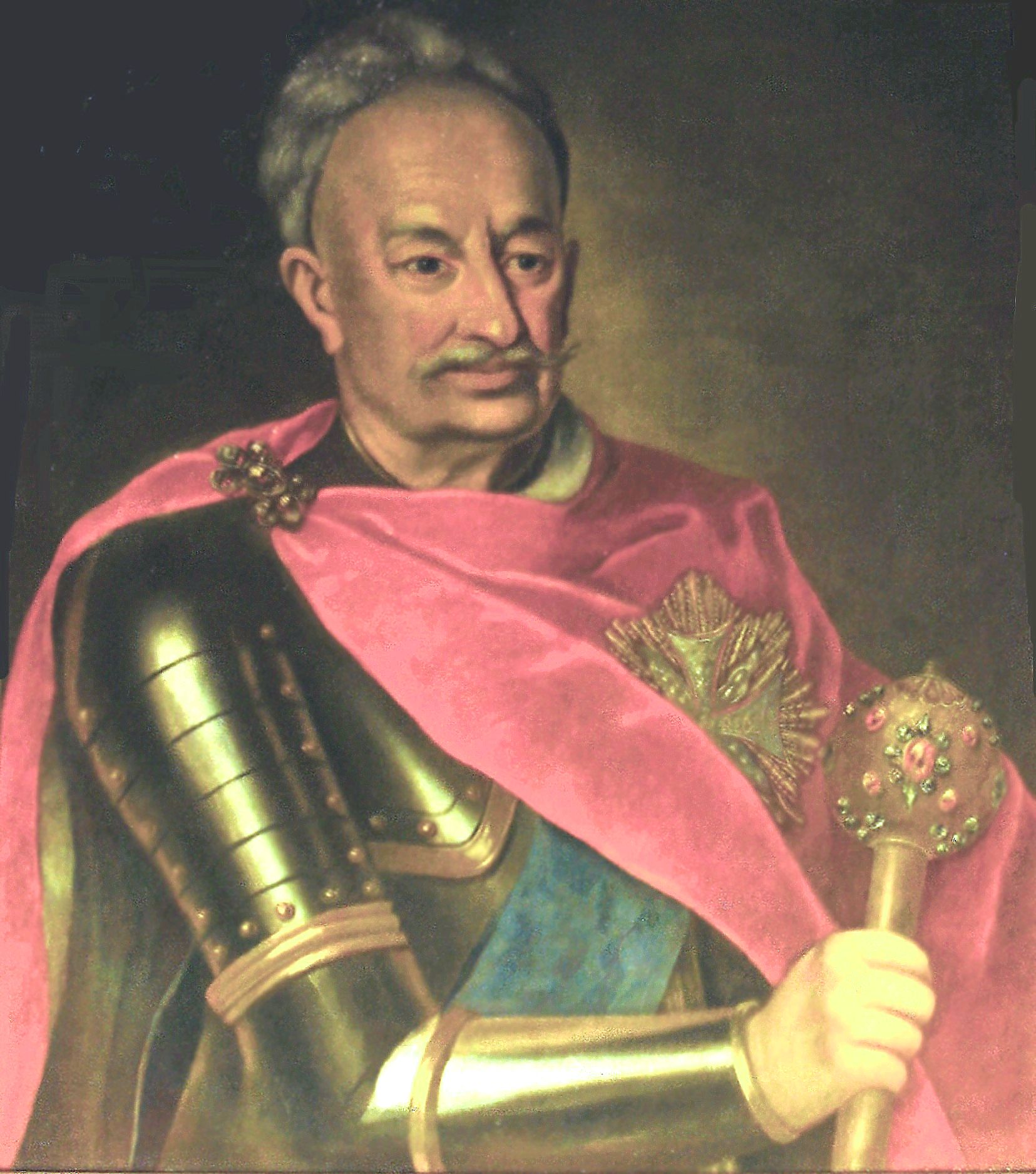
Stanisław Chomętowski – Stambuł (1712–1714), Petersburg (1719–1720)

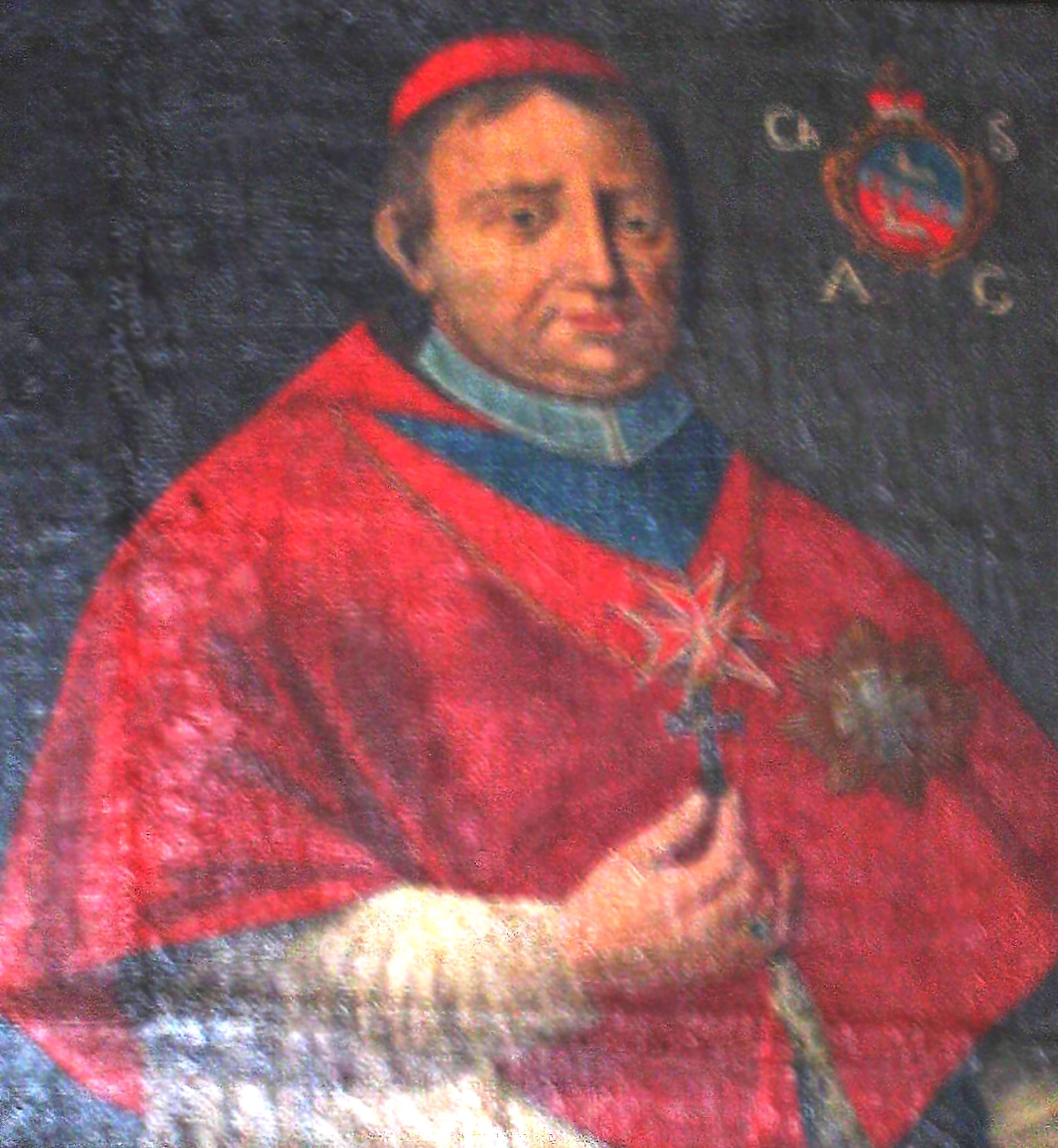
Krzysztof Antoni Szembek – Wiedeń (1713–1714)

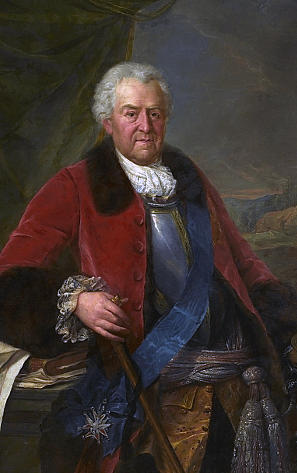
Stanisław Poniatowski – Berlin (1733)

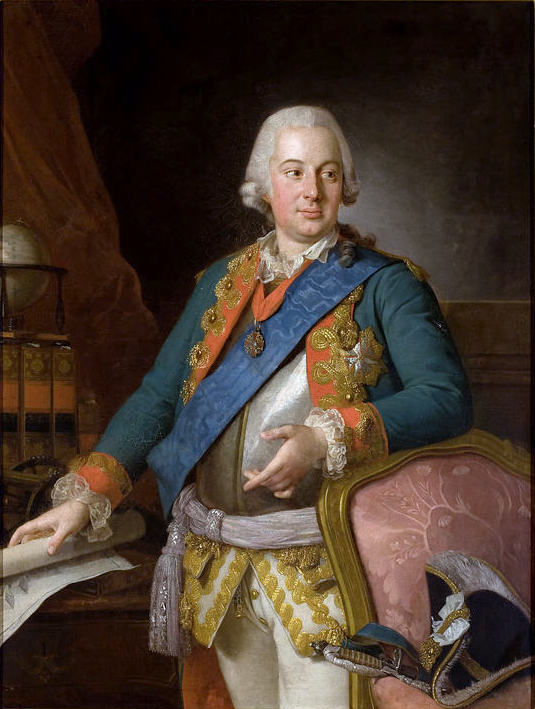
Alojzy Fryderyk von Brühl – Petersburg (1762)

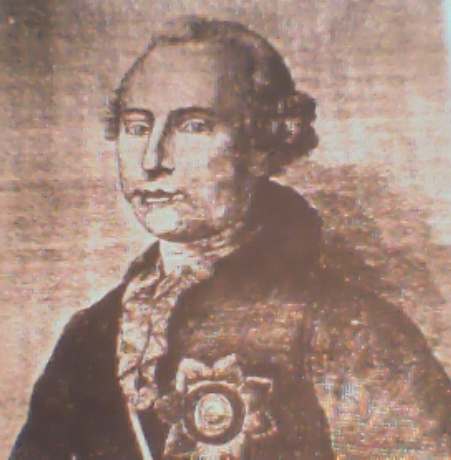
Feliks Franciszek Łoyko – Paryż (1766)

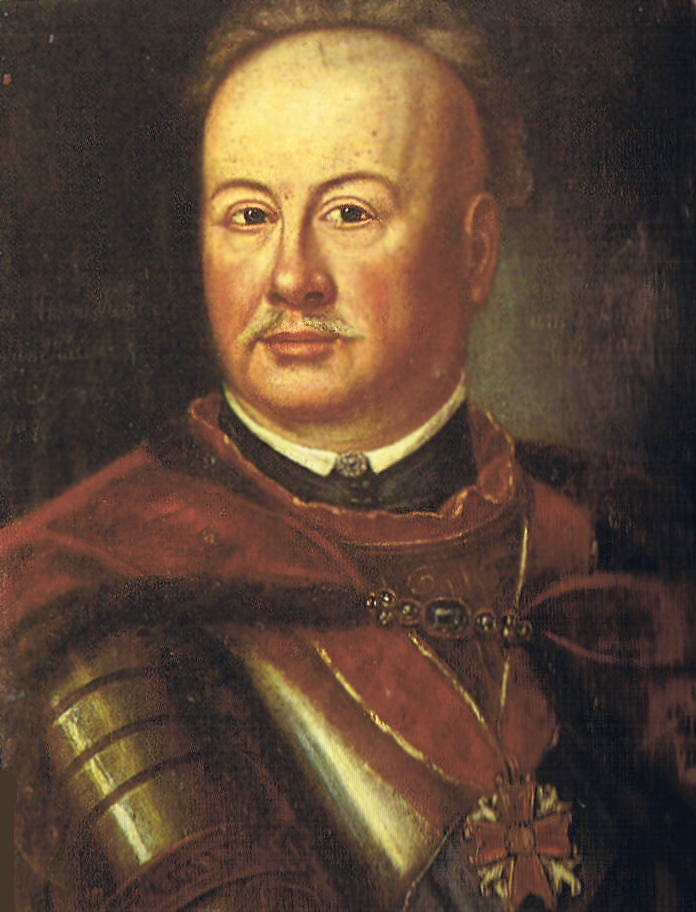
Franciszek Antoni Kwilecki – Berlin (1771–1776)

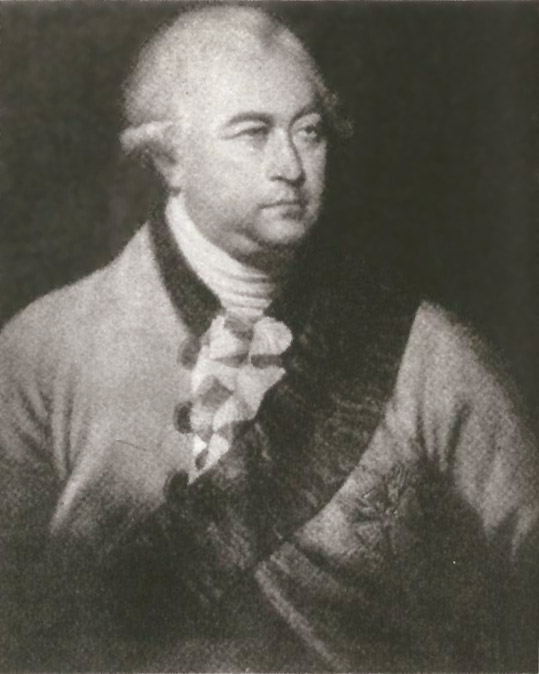
Franciszek Bukaty – Londyn (1772–1785)

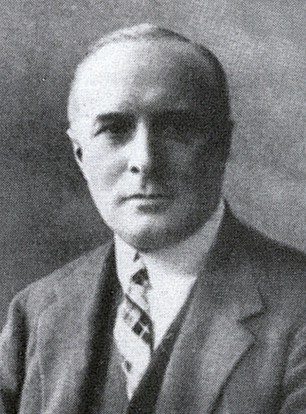
Eustachy Sapieha – Wielka Brytania (1919–1920)

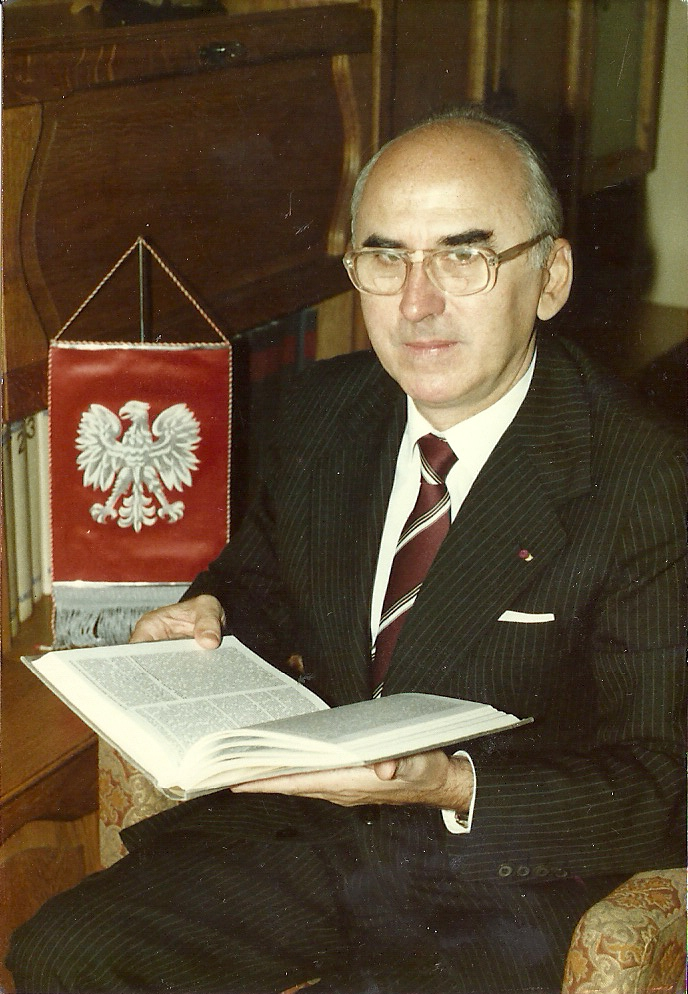
Witold Jurasz – Wenezuela (1968–1973), Nigeria (1978–1983), Irak (1986–1990), Libia (1996–2001)

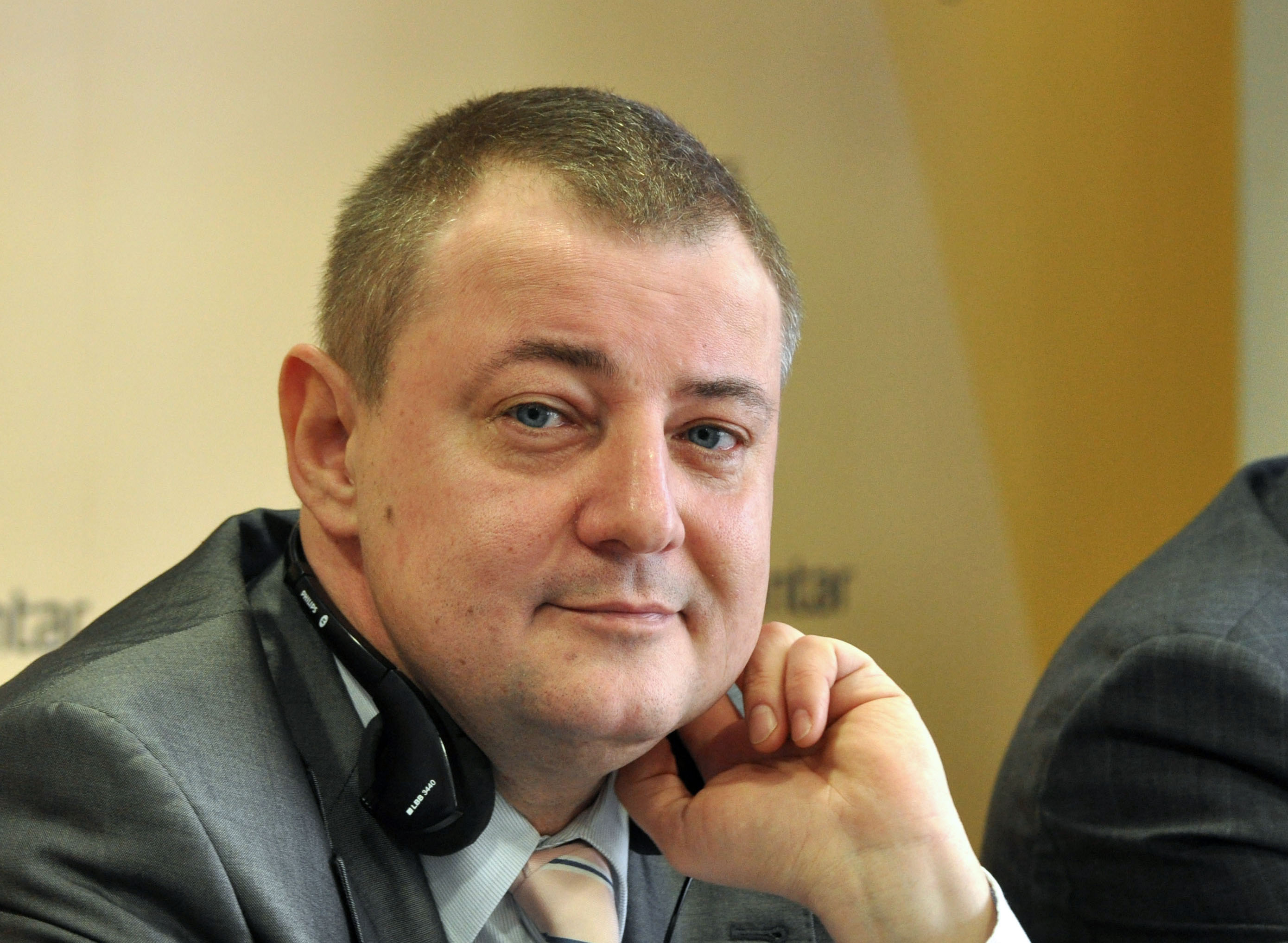
Andrzej Jasionowski – Serbia (2009–2014), Chorwacja (2017–2023), Bośnia i Hercegowina (od 2023), 2008

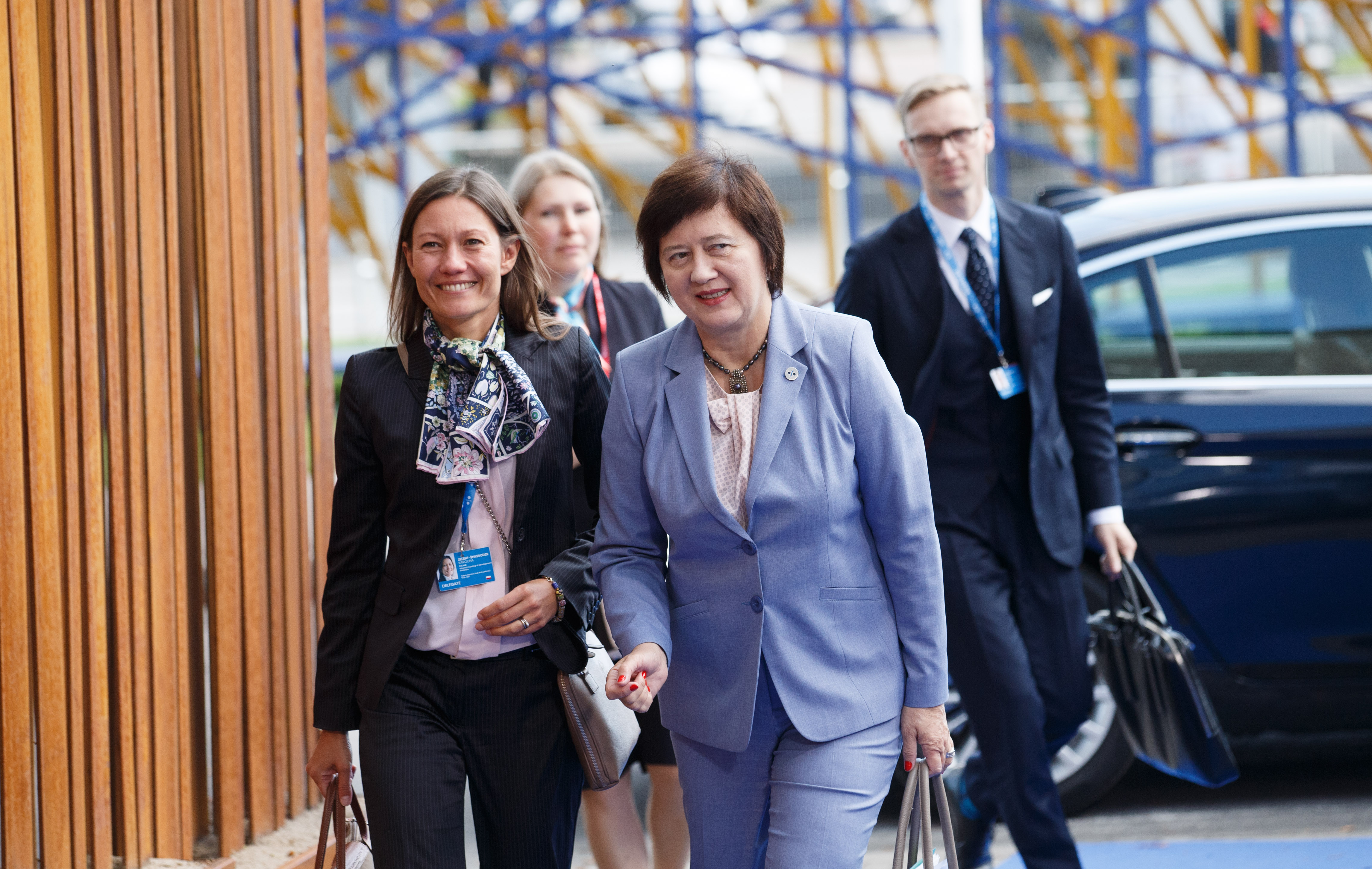
Joanna Wronecka (z prawej) – Egipt (1999–2003), Maroko (2005–2010), Jordania (2010–2015), ONZ (2017–2021), 2017

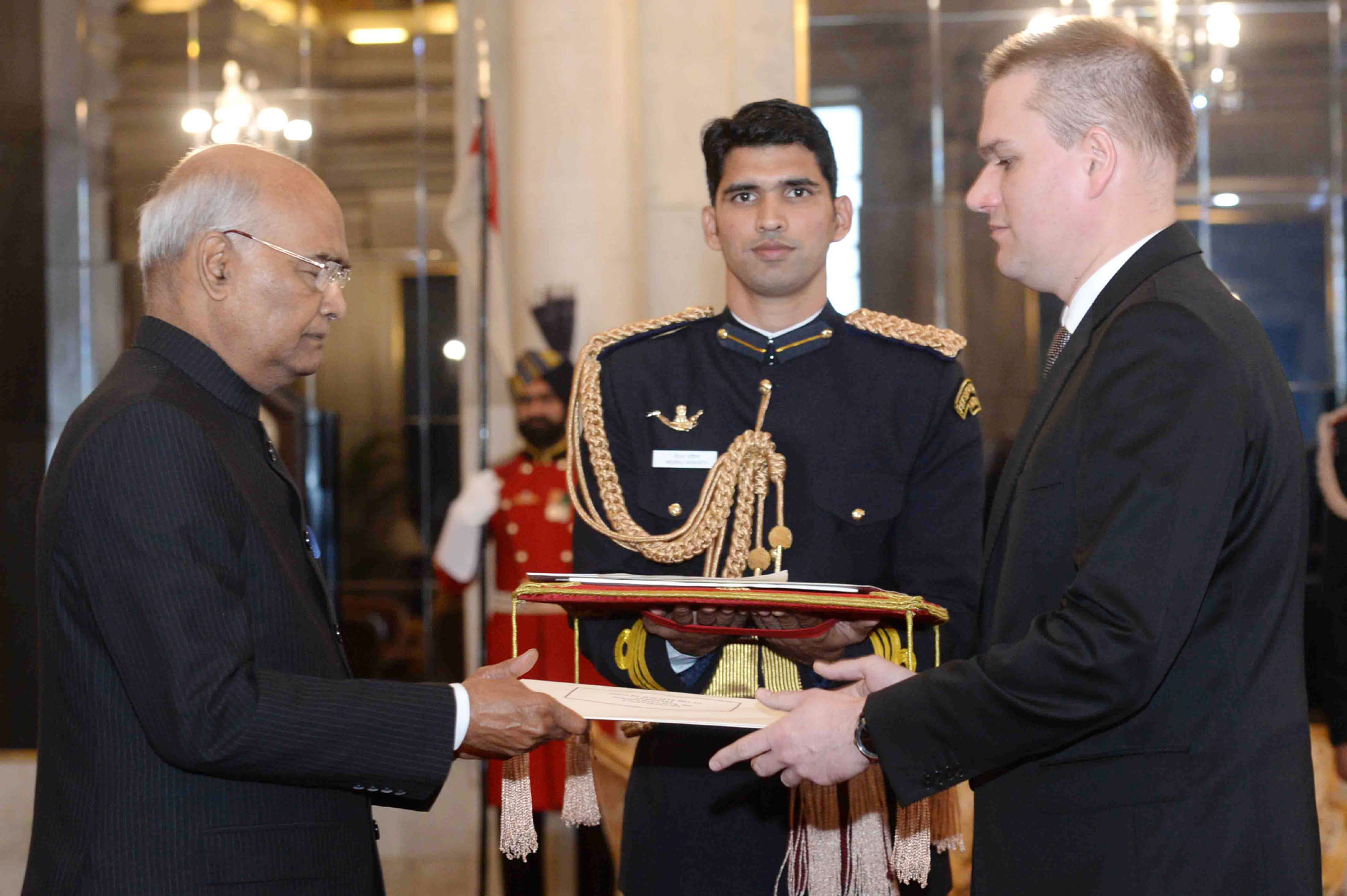
Adam Burakowski (z prawej) – Indie (2017–2023), RPA (od 2023), 2017

Przedstawiciele dyplomatyczni Polski – I RP, II RP, PRL i III RP, według nazw państw oraz organizacji międzynarodowych, w których pełnili lub pełnią misję dyplomatyczną. Lista obejmuje przedstawicieli dyplomatycznych niezależnie od posiadanych tytułów i rang dyplomatycznych (domyślnie jest to ambasador, w innym przypadku funkcja została podana w nawiasie). Data rozpoczęcia funkcji to dzień złożenia listów uwierzytelniających lub wprowadzających (chargé d’affaires a.i.).

## Afganistan
| Okres                | Okres               | Przedstawiciel        | Stopień                | Akredytacje |
| Od                   | Do                  | Przedstawiciel        | Stopień                | Akredytacje |
| -------------------- | ------------------- | --------------------- | ---------------------- | ----------- |
| 1 grudnia 1938       | 30 czerwca 1942     | Jan Karszo-Siedlewski | poseł                  | Irak, Iran  |
| 1 sierpnia 1924      | 30 listopada 1946   | Karol Bader           | poseł                  | Irak, Iran  |
| 1 grudnia 1946       | luty 1948           | Eugeniusz Milnikiel   | chargé d’affaires      |             |
| luty 1948            | 25 lutego 1957      | Kazimierz Śmiganowski | chargé d’affaires      | Iran        |
| 26 lutego 1957       | 1957                | Kazimierz Sidor       | poseł                  | Iran        |
| 1957                 | 24 kwietnia 1961    | Tadeusz Martynowicz   | chargé d’affaires      |             |
| 25 kwietnia 1961     | kwiecień 1965       | Edward Kołek          | ambasador              |             |
| kwiecień 1965        | 22 kwietnia 1966    | Wacław Tomkowski      | chargé d’affaires a.i. |             |
| 29 czerwca 1966      | 22 lutego 1972      | Jan Petrus            | ambasador              |             |
| 23 lutego 1972       | 23 grudnia 1975     | Tadeusz Martynowicz   | ambasador              |             |
| 24 grudnia 1975      | 5 listopada 1978    | Bogusław Paszek       | ambasador              |             |
| 6 listopada 1978     | 17 stycznia 1983    | Edward Baradziej      | ambasador              |             |
| 21 listopada 1982    | 18 stycznia 1983    | Paweł Piątkowski      | chargé d’affaires a.i. |             |
| 18 stycznia 1983     | 2 lutego 1987       | Stanisław Gugała      | ambasador              |             |
| 3 lutego 1987        | 22 września 1990    | Edward Poradko        | ambasador              |             |
| 23 września 1990     | 1993                | Andrzej Wawrzyniak    | ambasador              |             |
| 22 października 2002 | 25 września 2003    | Tomasz Kozłowski      | ambasador              |             |
| 5 maja 2005          | 17 września 2006    | Bogdan Marczewski     | ambasador              |             |
| 18 września 2006     | 30 września 2006    | Wiesław Kucharek      | chargé d’affaires      |             |
| 1 października 2006  | 8 marca 2007        | Robert Krzyżanowski   | chargé d’affaires      |             |
| 11 kwietnia 2007     | 31 grudnia 2008     | Jacek Najder          | ambasador              |             |
| 22 września 2008     | 6 października 2009 | Jerzy Więcław         | ambasador              |             |
| 7 października 2009  | 11 czerwca 2012     | Maciej Lang           | ambasador              |             |
| 12 czerwca 2012      | 31 grudnia 2014     | Piotr Łukasiewicz     | ambasador              |             |

## Algieria
| Okres                | Okres                | Przedstawiciel                            | Stopień           | Akredytacje        |
| Od                   | Do                   | Przedstawiciel                            | Stopień           | Akredytacje        |
| -------------------- | -------------------- | ----------------------------------------- | ----------------- | ------------------ |
| 10 sierpnia 1962     | 21 sierpnia 1962     | Jan Słowiński                             | chargé d’affaires |                    |
| 21 sierpnia 1962     | 29 listopada 1962    | Ryszard Deperasiński                      | chargé d’affaires |                    |
| 15 grudnia 1962      | 30 października 1966 | Tadeusz Matysiak                          | ambasador         |                    |
| 31 października 1966 | 5 sierpnia 1971      | Edward Wychowaniec                        | ambasador         |                    |
| 6 sierpnia 1971      | 30 września 1971     | Grzegorz Korczyński                       | ambasador         |                    |
| 1 października 1971  | 7 grudnia 1972       | Stanisław Matosek                         | chargé d’affaires |                    |
| 8 grudnia 1972       | 13 grudnia 1977      | Antoni Karaś                              | ambasador         |                    |
| 14 grudnia 1977      | 31 lipca 1981        | Bogdan Wasilewski                         | ambasador         |                    |
| 1 sierpnia 1981      | 29 marca 1983        | Tadeusz Kumanek                           | chargé d’affaires |                    |
| 30 marca 1983        | 8 września 1986      | Tadeusz Mulicki                           | ambasador         |                    |
| 9 września 1986      | 29 października 1990 | Stanisław Pichla                          | ambasador         |                    |
| 30 października 1990 | 25 sierpnia 1996     | Stanisław Stawiarski                      | ambasador         |                    |
| 26 sierpnia 1996     | 31 grudnia 1997      | Andrzej Bilik                             | ambasador         |                    |
| 1 stycznia 1998      | 20 czerwca 1999      | Antoni Gruca                              | chargé d’affaires |                    |
| 21 czerwca 1999      | 27 stycznia 2003     | Andrzej Łupina                            | ambasador         |                    |
| 28 stycznia 2003     | 31 marca 2006        | Janusz Mrowiec                            | ambasador         |                    |
| 1 kwietnia 2006      | 3 lutego 2007        | Sławomir Klimkiewicz                      | chargé d’affaires |                    |
| 4 lutego 2007        | 28 lutego 2011       | Lidia Milka-Wieczorkiewicz                | ambasador         | Burkina Faso, Mali |
| 1 marca 2011         | 31 grudnia 2015      | Michał Radlicki                           | ambasador         | Burkina Faso, Mali |
| 1 stycznia 2016      | 5 lipca 2016         | Zbigniew Powałka                          | chargé d’affaires | Czad, Niger        |
| 6 lipca 2016         | 10 marca 2023        | Witold Spirydowicz                        | ambasador         | Czad, Niger        |
| 11 marca 2023        | czerwiec 2025        | Jan Linkowski / Patrycja Özcan-Karolewska | chargé d’affaires | Czad, Niger        |
| od czerwca 2025      |                      | Krzysztof Kopytko                         | chargé d’affaires | Czad, Niger        |

## Angola
- 12 kwietnia 1976 – 1976 – Kazimierz Wojewoda (chargé d’affaires a.i.)
- 9 listopada 1976 – 1980 – Roman Paszkowski (od 1979 akredytowany również w Republice Wysp Św. Tomasza i Książęcej)
- 11 września 1980 – 3 października 1984 – Roman Czyżycki
- 4 października 1984 – 1985 – Andrzej Szyc (chargé d’affaires a.i.)[3]
- 23 marca 1985 – 1988 – Jan Bojko
- 8 września 1988 – 1991 – Henryk Sobieski
- 10 kwietnia 1991 – 1993 – Marek Kryński (chargé d’affaires a.i.)
- 7 stycznia 1993 – 2003 – Andrzej Braiter (chargé d’affaires a.i., od 28 czerwca 1999 ambasador)
- 3 marca 2003 – 2006 – Eugeniusz Rzewuski
- 1 sierpnia 2006 – 2010 – Piotr Myśliwiec (chargé d’affaires a.i., od 14 listopada 2007 ambasador, akredytowany również w Republice Wysp Św. Tomasza i Książęcej, od 2009 po likwidacji placówki w Kinszasie przejął obowiązki ambasadora w Demokratycznej Republice Konga, czyli został akredytowany w Gabonie, Demokratycznej Republice Konga, Republice Środkowoafrykańskiej i Republice Konga)[6]
- 2010–2015 – Marek Rohr-Garztecki
- 2015–2023 – Piotr Myśliwiec
- 2023–2024 – Jan Pawelec
- od 2024 – Robert Ambroziak (chargé d’affaires a.i.)

## Arabia Saudyjska
- 8 lipca 1998 – 2000 – Stanisław Smoleń (chargé d’affaires a.i.)
- 25 kwietnia 2000 – 2004 – Krzysztof Płomiński
- 10 października 2004 – 2011 – Adam Kułach[7]
- 2011 – 2017 – Witold Śmidowski (od 2011 akredytowany w Omanie)[8]
- 2018 – 31 maja 2022 – Jan Stanisław Bury (z akredytacją także na Oman i Jemen)
- od 2023 – Robert Rostek

## Argentyna
- 1 kwietnia 1922 – 30 czerwca 1936 – Władysław Mazurkiewicz (chargé d’affaires a.i., od 28 maja 1925 poseł)
- 1 lipca 1936 – 28 lutego 1937 – Wacław Dostal (chargé d’affaires a.i.)
- 1 marca 1937 – 1 stycznia 1941 – Kazimierz Kurnikowski (poseł; także w Boliwii, Chile, Ekwadorze, Peru i Urugwaju)
- 1 stycznia 1941 – 1941 – Mieczysław Chałupczyński (chargé d’affaires a.i.)
- 1 stycznia 1942 – 1947 – Mirosław Arciszewski (z jednoczesną akredytacją w Boliwii, i Urugwaju)
- 1947[3]/1948[9] – 1951 – Stefan Szumowski
- 31 marca 1951 – 1953 – Michał Żółkoś (chargé d’affaires a.i.)
- 17 września 1953 – 1954 – Romuald Spasowski (poseł)
- 11 grudnia 1954 – 1956 – Wiktor Lerczak (chargé d’affaires a.i.)
- 3 października 1956 – 1958 – Mieczysław Włodarek (poseł)
- 5 marca 1958 – 1962 – Edward Bartol (poseł)
- 1 marca 1962 – 1966 – Waldemar Rómmel (chargé d’affaires a.i.)
- 21 września 1966 – 1971 – Bernard Bogdański
- 7 października 1971 – 1976 – Mieczysław Włodarek
- 10 stycznia – 6 maja 1976 Leon Janulewicz (chargé d’affaires a.i.)[3]
- 6 maja 1976–1980 – Henryk Skrobisz
- 14 października 1980 – 1984 – Czesław Limont
- 2 lipca 1984 – 1988 – Jan Janiszewski
- 31 sierpnia 1988 – 1992 – Janusz Balewski
- 1 czerwca 1992 – 1995 – Andrzej Wróbel
- 1996–2000 – Eugeniusz Noworyta
- 2001–2005 – Sławomir Ratajski
- 2005–2006 – Stanisław Stefan Paszczyk
- 1 października 2006 – 11 lipca 2007 – Tomasz Gos (chargé d’affaires a.i.)
- 2007 – 30 czerwca 2008[10] – Zdzisław Jan Ryn
- 30 czerwca 2008 – 2009 – Izabela Matusz (chargé d’affaires a.i.)
- 15 sierpnia 2009 – 2010 – Michał Faryś (chargé d’affaires a.i.)
- 13 stycznia 2010 – 30 stycznia 2015 – Jacek Bazański
- w 2015 – Ewa Majkut (chargé d’affaires a.i.)[11]
- 12 stycznia 2016 – czerwiec 2018 – Marek Pernal
- 27 czerwca 2019 – lipiec 2024 – Aleksandra Piątkowska
- 2024–2025 – Adam Rymsza (chargé d’affaires a.i.)
- od 2025 – Bogna Ruminowicz (chargé d’affaires a.i.)

Ambasador w Argentynie akredytowany jest także na Paragwaj i od 2008 na Urugwaj.

## Armenia
- 13 czerwca 2001–2003 – Piotr Iwaszkiewicz (chargé d’affaires)
- 23 września 2003–2004 – Wiktor Ross
- 13 sierpnia 2004–2009 – Tomasz Knothe
- 2010–2014 – Zdzisław Raczyński[12]
- 2014– lipiec 2017 – Jerzy Marek Nowakowski[13]
- luty 2018 – 30 kwietnia 2023 – Paweł Cieplak
- 2023–2024 – Piotr Skwieciński
- Marcin Różycki (chargé d’affaires)

## Australia
- 1933–1945 – Władysław Noskowski (konsul generalny honorowy; akredytowany również w Nowej Zelandii)
- 1941–1945 – Sylwester Gruszka (konsul generalny zawodowy)
- 13 grudnia 1972 – 14 listopada 1973 – Ryszard Hoszowski (chargé d’affaires a.i.)
- 15 listopada 1973 – 9 marca 1978 – Eugeniusz Wiśniewski
- marzec – kwiecień 1978 – Wacław Kapuściński (chargé d’affaires a.i.)[3]
- 27 kwietnia 1978 – 20 października 1983 – Ryszard Frąckiewicz
- 21 października 1983–1987 – Ireneusz Kossakowski
- 2 listopada – 17 grudnia 1987 – Wojciech Kałuża (chargé d’affaires a.i.)[3]
- 7 grudnia 1987 – 24 marca 1992 – Antoni Pierzchała
- 25 marca 1993 –1997 – Agnieszka Morawińska
- 27 listopada 1997 – 2001 – Tadeusz Szumowski
- 30 stycznia 2003 – 31 lipca 2007 – Jerzy Więcław[14]
- 1 sierpnia 2007 – 30 września 2007 – Bogumiła Więcław (chargé d’affaires a.i.)
- 1 października 2007 – 7 stycznia 2008 – Grzegorz Sokół (chargé d’affaires a.i.)
- 7 stycznia 2008 – 23 października 2008 – Witold Krzesiński (chargé d’affaires a.i.)
- 30 października 2008–2013 – Andrzej Jaroszyński (akredytowany na Papuę Nową-Gwineę)
- 2013–2017 – Paweł Milewski
- 26 listopada 2017 – 15 sierpnia 2022 – Michał Kołodziejski
- 2023–2024 – Maciej Chmieliński
- od 2024 – Marcin Kawałowski (chargé d’affaires a.i.)

Ambasador w Australii od 2017 akredytowany jest także na Papuę Nową-Gwineę, Wyspy Salomona, Mikronezję, Fidżi, Nauru, Vanuatu i Wyspy Marshalla.

## Azerbejdżan
- 21 maja 1996 – 10 lipca 1997[15] – Wojciech Hensel
- 4 września 1998 – 8 kwietnia 2000[15] – Mirosław Pałasz
- 21 września 1998 – Stanisław Stawiarski (chargé d’affaires a.i.)
- 23 sierpnia 2001–2005 – Marcin Nawrot
- 13 września 2005–2010 – Krzysztof Krajewski
- 2010–2014 – Michał Łabenda[16]
- 2015–2019 – Marek Całka[17]
- 2020–2024 – Rafał Poborski
- od 2025 – Paweł Radomski

Ambasador w Azerbejdżanie od 2012 akredytowany jest także na Turkmenistan.

## Bahrajn
- 17 stycznia 1996 – 2001 – Jan Natkański
- 14 sierpnia 2001 – 2005 – Wojciech Bożek
- 7 października 2005[18] – 2009 – Kazimierz Romański
- 25 maja 2009 – Janusz Szwedo

W Bahrajnie akredytowani są ambasadorowie rezydujący w Kuwejcie.

## Bangladesz
- 6 kwietnia 1972 – Jerzy Szpunar (chargé d’affaires a.i.)
- 17 lipca 1972–1976 – Zbigniew Byszewski
- 14 stycznia 1976–1978 – Stanisław Gugała
- 3 grudnia 1978–1982 – Władysław Domagała
- 17 lipca 1982 – Tadeusz Grzybowski (chargé d’affaires a.i.)
- 18 kwietnia 1984 – 1986 – Ryszard Fijałkowski
- 10 grudnia 1986 – 1991 – Edward Baradziej
- 12 września 1991 – Jan Głuchowski
- 15 października 1991–1997 – Piotr Opaliński (chargé d’affaires a.i.)
- 16 lipca 1997 – 2002 – Jerzy Sadowski (chargé d’affaires a.i.)
- 5 czerwca 2002 – 2005 – Zbigniew Smuga
- 16 lipca 2009[19] – Piotr Kłodkowski

Od 2002 w Bangladeszu akredytowani są ambasadorowie rezydujący w Nowym Delhi. Do 2005 funkcjonowała ambasada w Dhace kierowana przez chargé d’affaires.

## Benin
- 11 kwietnia 1964 – 1969 – Eugeniusz Kułaga
- 15 marca 1969 – 1973 – Aleksy Dębnicki (chargé d’affaires a.i.)
- 29 marca 1973 – 1977 – Józef Filipowicz
- 20 czerwca 1977[20] – 1979 – Zbigniew Sołuba
- 22 listopada 1979 – 1984 – Witold Jurasz
- 17 sierpnia 1984 – 1990 – Mieczysław Cielecki
- 2 lutego 1990 – 1993 – Józef Filipowicz
- 26 marca 1993 – 1999 – Kazimierz Gutkowski
- 19 lutego 1999 – 2003 – Jan Padlewski
- 16 czerwca 2003 – Grzegorz Waliński
- 2009 – Przemysław Niesiołowski

W Beninie akredytowani są ambasadorowie rezydujący w Nigerii.

## Besarabia
- 1461 – Michał Mużyło Buczacki

## Białoruś
- 1 czerwca 1992 – 1 października 1995 – Elżbieta Smułkowa (do 1 października 1992 jako chargé d’affaires)
- 1 października 1995 – 22 września 1996 – Marek Ziółkowski (chargé d’affaires)
- 1 listopada 1996 – 28 lutego 1998 – Ewa Spychalska
- 28 lutego 1998 – 9 czerwca 1998 – Piotr Żochowski(inne języki) (chargé d’affaires)
- 9 czerwca 1998 – 10 grudnia 2002 – Mariusz Maszkiewicz
- 10 grudnia 2002 – 5 sierpnia 2005 – Tadeusz Pawlak
- 5 sierpnia 2005 – 12 października 2005 – Marian Siemakowicz (chargé d’affaires)
- 13 października 2005 – 13 listopada 2005 – Tadeusz Pawlak
- 14 listopada 2005 – luty 2006 – Aleksander Wasilewski (chargé d’affaires)
- luty 2006 – kwiecień 2010 – Henryk Litwin
- kwiecień 2010 – luty 2011 – Witold Jurasz (chargé d’affaires)
- luty 2011 – 15 sierpnia 2015 – Leszek Szerepka[21][22]
- luty 2016 – styczeń 2018 – Konrad Pawlik[23]
- 1 lutego 2018 – 14 maja 2018 – Michał Chabros (chargé d’affaires)
- 15 maja 2018 – 31 sierpnia 2023 – Artur Michalski (od 6 października 2020 faktycznym kierownikiem placówki był Marcin Wojciechowski jako chargé d’affaires)
- 1 września 2023 – styczeń 2024 – Marcin Wojciechowski (chargé d’affaires)
- od stycznia 2024 – Krzysztof Ożanna (chargé d’affaires)[24]

## Boliwia
Na podstawie źródła:
- 4 października 1970 – 3 czerwca/5 lipca 1971 – Bernard Bogdański
- 1 stycznia 1971 – 1972 – Zbigniew Szymonowicz (chargé d’affaires a.i.)
- 11 stycznia 1972 – 5 lutego 1976 – Mieczysław Włodarek
- 4 października 1973 – 15 listopada 1977 – Ryszard Jacoby (chargé d’affaires a.i.)
- 28 maja 1976 – czerwiec 1980 – Stanisław Jarząbek
- 19 maja 1983 – luty/marzec 1987 – Bolesław Polak (chargé d’affaires a.i.)
- 9 marca 1987 – 1993 – Bernard Bogdański

## Bośnia i Hercegowina
- 12 sierpnia 1996 – 12 stycznia 1999 – Jan Tombiński
- 12 stycznia 1999 – 21 listopada 2001 – Maciej Szymański
- 21 listopada 2001 – 9 września 2005 – Leszek Hensel
- 9 września 2005 – 2010 – Andrzej Tyszkiewicz
- luty 2011 – 2012 – Jerzy Chmielewski[26]
- 28 maja 2013 – 2018 – Andrzej Krawczyk
- sierpień 2018 – 9 września 2023 – Jarosław Lindenberg
- od 2023 – Andrzej Jasionowski

## Botswana
- 15 marca 1988 – 1989 – Mirosław Dackiewicz
- 8 stycznia 1989 – 1996 – Jan Rudkowski (chargé d’affaires a.i.)
- 12 kwietnia 1996[27] – 1999 – Stanisław Cieniuch
- 7 czerwca 1999 – Zofia Kuratowska
- 9 czerwca 1999 – Tomasz Wasilewski (chargé d’affaires a.i.)
- 20 maja 2002[28] – 2009 – Krzysztof Śliwiński
- 15 grudnia 2009 – Marcin Kubiak

## Brazylia
- 1919–1921 – Ksawery Orłowski (poseł)
- 1922–1924 – Czesław Pruszyński
- 1924 – Jerzy Warchałowski (chargé d’affaires)
- 1924–1927 – Mikołaj Jurystowski
- 1927–1938 – Tadeusz Grabowski
- 1938–1945 – Tadeusz Skowroński
- 1946–1950 – Wojciech Wrzosek (poseł)
- 1950–1953 – Euzebiusz Dworkin (chargé d’affaires a.i.)
- 1953–1956 – Wacław Frankowski (poseł)
- 1956–1965 – Wojciech Chabasiński (poseł, ambasador od 1961)
- 1965–1970 – Aleksander Krajewski
- 1970–1974 – Eugeniusz Ciuruś
- 1974–1977 – Edward Wychowaniec
- 1977–1982 – Jan Kinast
- 1982–1986 – Janusz Rymwid-Mickiewicz[29]
- 1986–1991 – Stanisław Pawliszewski
- 1991–1992 – Andrzej Tadeusz Jedynak (chargé d’affaires a.i.)[30]
- 1992–1996 – Katarzyna Skórzyńska
- 1996–2001 – Bogusław Zakrzewski
- 2001–2005 – Krzysztof Jacek Hinz
- 2005–2006 – Paweł Kulka Kulpiowski
- 2007–2013 – Jacek Junosza Kisielewski
- 2013–2017 – Andrzej Braiter
- 2017–2020 – Marta Olkowska (chargé d’affaires a.i.)[31]
- 2020–2023 – Jakub Skiba
- 2023–2024 – Bogna Janke
- od 2024 – Andrzej Cieszkowski (chargé d’affaires a.i.)

## Brunei
- 13 maja 1997 – 2005 – Marek Paszucha
- 31 marca 2005 – 2009 – Eugeniusz Sawicki
- 1 października 2009 – Katarzyna Wilkowiecka (chargé d’affaires a.i.)

## Burkina Faso
- 8 lipca 1976 – 15 sierpnia 1977 – Mirosław Żuławski
- 20 listopada 2002[32] – 2004 – Tomasz Niegodzisz
- 1 października 2004 – 2009 – Bogusław Bojanowicz (chargé d’affaires a.i.)
- 22 lipca 2009 – Lidia Milka-Wieczorkiewicz

## Burundi
- 22 lutego 1963 – 1973 – Janusz Lewandowski (chargé d’affaires a.i.)
- 27 marca 1973 – 20 grudnia 1979 – Jan Witek[33]
- 20 grudnia 1979 – 5 sierpnia 1984 – Jan Witek[34]
- 5 sierpnia 1984 – 1988 – Eugeniusz Wiśniewski
- 21 maja 1988 – 1993[35] – Tadeusz Janicki
- 7 maja 1993 – 1999 – Adam Kowalewski
- 4 marca 1999 – 2005 – Andrzej Olszówka
- 9 sierpnia 2005 – 2010 – Wojciech Jasiński
- 1 lipca 2010[36] – Anna Grupińska

## Cesarstwo Mandżukuo
- 1939–1942 – Jerzy Litewski (konsul generalny)

## Chanat Krymski
- 1522 – Eustachy Daszkiewicz
- 1726 – Adam Rostkowski

## Chile
- 1919–1922 – Ksawery Orłowski (poseł)
- 1922–1937 – Władysław Mazurkiewicz (do 1925 chargé d’affaires a.i., po 1925 poseł)
- 1937–1941 – Kazimierz Kurnikowski (poseł)
- 1941–1942 – Mieczysław Chałupczyński (chargé d’affaires a.i.)
- 1942–1945 – Władysław Mazurkiewicz (poseł)
- 1965–1966 – Damian Silski (chargé d’affaires a.i.)
- 1966–1971 – Jerzy Dudziński
- 1969–1971 – Zygmunt Wołowiec (chargé d’affaires a.i.)[37]
- 1971 – Olgierd Podobiński (chargé d’affaires a.i.)[37]
- 1971–1973 – Eugeniusz Noworyta
- 1990–1991 – Zenon Rządziński (chargé d’affaires a.i.)
- 1991–1996 – Zdzisław Jan Ryn
- 1996–1997 – Andrzej Tadeusz Jedynak (chargé d’affaires a.i.)
- 1997–2002 – Daniel Passent
- 2002–2007 – Jarosław Spyra
- 2007–2009 – Maciej Ziętara (chargé d’affaires a.i.)
- 2009–2012 – Ryszard Piasecki[38]
- 2012–2017 – Aleksandra Piątkowska
- 2017–2024 – Jacek Gawryszewski
- od 2024 – Milena Łukasiewicz (chargé d’affaires a.i.)

## Chiny
- 1920–1921 – Józef Targowski (delegat pełnomocny rządu)
- 1921–1922 – Otton Sas-Hubicki (konsul w Szanghaju)
- 1922–1928 – Karol Pindór (konsul, delegat pełnomocny, od 1926 ambasador)[39][40]
- 1928–1930 – Konstanty Symonolewicz
- 11 listopada 1931 – 16 stycznia 1934 dr Jerzy Barthel de Weydenthal (chargé d’affaires)
- 17 stycznia 1934 – maj 1939 – Jerzy Barthel de Weydenthal (poseł)
- 1939 – Andrzej Bohomolec (chargé d’affaires a.i)
- 1 września 1939–1942 – Stanisław de Rosset (chargé d’affaires a.i.)
- 1942–1943 – Zygmunt Karpiński (chargé d’affaires a.i.)
- 1943–1945 – Alfred Poniński
- 1945–1949 – Jan Fryling (nieoficjalny przedstawiciel Rządu RP na Uchodźstwie)
- 12 grudnia 1945–1946 – Michał Derenicz (chargé d’affaires a.i.)
- 1946–1948 – Stanisław Kostarski (chargé d’affaires)
- 13 lipca 1948–1949 – Konstanty Symonolewicz (chargé d’affaires a.i.)
- 27 października 1949 – 12 czerwca 1950 – Jan Jerzy Piankowski (chargé d’affaires a.i.)
- 12 czerwca 1950 – 1951 – Juliusz Burgin
- 1952 – Stanisław Dodin (chargé d’affaires a.i.)
- 9 czerwca 1952–1959 – Stanisław Kiryluk
- 1959 – 1960 – Stanisław Flato (chargé d’affaires a.i.)
- 11 stycznia 1960 – 15 czerwca 1966 – Jerzy Knothe
- 1 listopada 1966–1969 – Witold Rodziński
- 1967 – 1969 – Stefan Kwiatkowski (chargé d’affaires a.i.)
- wrzesień 1969 – 1970 – Eugeniusz Wiśniewski (chargé d’affaires a.i.)
- 17 listopada 1970 – 1975 – Franciszek Stachowiak
- 16 kwietnia 1975 – Bogusław Rękas (chargé d’affaires a.i.)
- 22 listopada 1975 – 1980 – Bogumił Rychłowski
- lipiec – 20 listopada 1980 – Mieczysław Cielecki (chargé d’affaires a.i.)[37]
- 20 listopada 1980 – 1984 – Władysław Wojtasik
- 26 listopada 1984–1988 – Zbigniew Dembowski
- 9 stycznia 1989–1990 – Marian Woźniak
- 9 września 1990–1994 – Zbigniew Dembowski
- 26 sierpnia 1994–1999 – Zdzisław Góralczyk
- 25 stycznia 2000–2004 – Ksawery Burski
- 26 października 2004 – Agnieszka Łobacz (chargé d’affaires a.i.)
- 1 sierpnia 2005 – Krzysztof Ciebień (chargé d’affaires a.i.)
- 24 października 2005–2009 – Krzysztof Szumski
- 11 stycznia 2010 – 30 czerwca 2015 – Tadeusz Chomicki
- lipiec 2015–2017 – Mirosław Gajewski
- 1 kwietnia 2017 - 11 stycznia 2018 - Piotr Gillert (chargé d’affaires a.i.)
- styczeń 2018 – 18 sierpnia 2023 – Wojciech Zajączkowski
- od 2023 – Jakub Kumoch

## Chorwacja
- 9 maja 1992 – 14 listopada 1997 – Wiesław Walkiewicz (do 13 lipca 1993 jako chargé d’affaires)
- 14 listopada 1997 – 1 kwietnia 2003 – Jerzy Chmielewski
- 1 kwietnia 2003 – 20 maja 2003 – Hanna Dalewska-Greń (chargé d’affaires)
- 20 maja 2003 – 31 marca 2007 – Kazimierz Kopyra
- 1 kwietnia 2007 – 16 października 2008 – Dariusz Wiśniewski (chargé d’affaires)
- 17 października 2008 – 31 lipca 2012 – Wiesław Tarka
- 29 stycznia 2013 – 31 lipca 2017 – Maciej Szymański
- 1 stycznia 2018 – 31 sierpnia 2023 – Andrzej Jasionowski
- od 2023 – Paweł Czerwiński

## Cypr
- 1940–1945 – Stefan Fiedler-Alberti (konsul generalny RP)
- 14 czerwca 1961 – grudzień 1963 – Zygmunt Dworakowski (poseł)
- grudzień 1963 – 18 listopada 1966 – Wiktor Mikoszko (chargé d’affaires)
- 18 listopada 1966 – styczeń 1968 – Henryk Golański
- styczeń 1968 – 10 sierpnia 1971 – Zygmunt Goć (chargé d’affaires)
- 10 sierpnia 1971 – 17 kwietnia 1973 – Tadeusz Wujek
- 17 kwietnia 1973 – 15 października 1974 – Wacław Zalewski (chargé d’affaires)
- 15 października 1974 – 1 czerwca 1978 – Stanisław Goliszek (chargé d’affaires)
- 1 czerwca 1978 – 16 lutego 1982 – Władysław Wieczorek (chargé d’affaires)
- 16 lutego 1982 – 16 listopada 1984 – Janusz Lewandowski
- 16 listopada 1984 – 18 października 1988 – Józef Tejchma
- 18 października 1988 – 19 maja 1989 – Bolesław Fedorowicz (chargé d’affaires)
- 19 maja 1989 – 3 lipca 1992 – Janusz Lewandowski
- 3 lipca 1992 – 1 sierpnia 1993 – Ryszard Żółtaniecki
- 1 sierpnia 1993 – 29 września 1997 – Janusz Jesionek (chargé d’affaires)
- 29 września 1997 – 16 maja 2000 – Wojciech Lamentowicz
- 16 maja 2000 – 31 grudnia 2003 – Tomasz Lis
- 22 października 2004 – 2008 – Zbigniew Szymański
- 2008 – 2014 – Paweł Dobrowolski
- 2014 – wrzesień 2018 – Barbara Tuge-Erecińska
- 5 września 2018 – 18 sierpnia 2023 – Irena Lichnerowicz-Augustyn
- od 2023 – Marek Szczepanowski

## Czad
- 1997? – Jan Sławiński (chargé d’affaires a.i.)
- 29 listopada 2006 – 31 stycznia 2009 – Józef Osas

## Czarnogóra
- 26 lipca 2006 – 2011 Jarosław Lindenberg (chargé d’affaires a.i.)
- sierpień – wrzesień 2010 – Paulina Kapuścińska (chargé d’affaires a.i.)
- od 8 listopada 2011 – 2015 – Grażyna Sikorska[41]
- marzec 2015 – lipiec 2015 – Paweł Łącki (chargé d’affaires a.i.)
- od 15 lipca 2015 – 2017 – Irena Tatarzyńska
- 2017–2018 – Anna Kasprzak (chargé d’affaires a.i.)
- 31 sierpnia 2018 – 31 maja 2023 – Artur Dmochowski
- 2023–2024 – Andrzej Papierz
- od 2024 – Małgorzata Łakota-Micker (chargé d’affaires a.i.)

## Czechy
W latach 1918–1992 – Czechosłowacja
- 24 maja 1919 – Stanisław Patek (nie objął urzędu, poseł)
- 30 maja 1919 – 14 października 1920 – Alfred Wysocki (chargé d’affaires)
- 15 października 1920 – 31 grudnia 1922 – Erazm Piltz (poseł) (funkcję objął 1 lipca 1921)
- 1 lutego 1922 – 1 stycznia 1923 – Leszek Malczewski (chargé d’affaires a.i.)
- 1 stycznia 1923 – 18 lipca 1924 – Karol Bader (chargé d’affaires)
- 18 lipca 1924 – 21 listopada 1924 – Stanisław Hempel (chargé d’affaires)
- 1 grudnia 1924 – 30 kwietnia 1927 – Zygmunt Lasocki (poseł)
- 1 maja 1927 – 30 sierpnia 1927 – Jan Karszo-Siedlewski (chargé d’affaires)
- 31 sierpnia 1927 – 31 października 1935 – Wacław Grzybowski (poseł)
- 1 listopada 1935 – 15 grudnia 1936 – Marian Chodacki (chargé d’affaires)
- 16 grudnia 1936 – 20 marca 1939 – Kazimierz Papée (poseł)

20 marca 1939 – likwidacja placówki w związku z powstaniem Protektoratu Czech i Moraw i ustaniem stosunków dyplomatycznych.
- 26 listopada 1940 – 1 maja 1941 – Aleksander Zawisza (chargé d’affaires) przy rządzie Czechosłowacji w Londynie
- 1 maja 1941 – 27 września 1941 – Kajetan Dzierżykraj-Morawski (poseł) j.w.
- 1 października 1941 – 29 listopada 1944 – Adam Tarnowski (poseł) j.w.
- 30 listopada 1944 – styczeń 1945 – Stanisław Baliński (chargé d’affaires) j.w.
- 22 czerwca 1945 – 1 kwietnia 1947 – Stefan Wierbłowski (poseł)
- 1 kwietnia 1947 – 28 listopada 1947 – Stefan Wierbłowski
- 28 listopada 1947 – 9 marca 1948 – Roman Adam Staniewicz (chargé d’affaires)
- 9 marca 1948 – 7 marca 1949 – Józef Olszewski
- 7 marca 1949 – 6 marca 1950 – Leonard Borkowicz
- 6 marca 1950 – 30 czerwca 1954 – Wiktor Grosz
- styczeń – maj 1954 – Kazimierz Gumkowski (chargé d’affaires a.i.)[42]
- 30 czerwca 1954 – 2 listopada 1957 – Adam Cuber
- 2 listopada 1957 – 1965 – Franciszek Mazur
- 19 sierpnia 1966 – 25 listopada 1971 – Włodzimierz Janiurek
- 25 listopada 1971 – 29 kwietnia 1975 – Lucjan Motyka
- 29 kwietnia 1975 – 29 listopada 1982 – Jan Mitręga
- 29 listopada 1982 – 17 listopada 1988 – Andrzej Jedynak
- 17 listopada 1988 – 5 kwietnia 1990 – Włodzimierz Mokrzyszczak
- 5 kwietnia 1990 – 12 września 1995 – Jacek Baluch
- 12 września 1995 – 15 lutego 2001 – Marek Pernal
- 16 lutego 2001 – 8 lipca 2005 – Andrzej Krawczyk
- 8 lipca 2005 – 1 kwietnia 2006 – Andrzej Załucki
- 1 kwietnia 2006–2007 – Stanisław Borek (chargé d’affaires)
- 26 marca 2007 – 30 czerwca 2012 – Jan Pastwa
- 2013 – 20 grudnia 2017 – Grażyna Bernatowicz
- 20 grudnia 2017 – 11 września 2018 – Jarosław Strejczek (chargé d’affaires)
- 11 września 2018 – 30 września 2020 – Barbara Ćwioro
- 2020–2021 – Antoni Wręga (chargé d’affaires)
- 2021–2022 – Mirosław Jasiński
- 2022 – Antoni Wręga (chargé d’affaires)
- 16 września 2022 – 31 lipca 2024 – Mateusz Gniazdowski
- sierpień 2024 – marzec 2025 – Jacek Gajewski[43]
- od kwietnia 2025 – Barbara Tuge-Erecińska (chargé d’affaires)

## Dania
- 24 maja 1919 – 15 stycznia 1924 – Aleksander Maria Dzieduszycki (poseł)
- 14 stycznia 1924 – 1 grudnia 1924 – Kazimierz Papée (chargé d’affaires)
- 15 września 1924 – 13 czerwca 1928 – Konstanty Rozwadowski (poseł)
- 3 września 1928 – 1 sierpnia 1931 – Zygmunt Michałowski (poseł)
- 1 sierpnia 1931 – 31 maja 1936 – Michał Sokolnicki (poseł)
- 1 czerwca 1936 – 9 kwietnia 1940 – Jan Starzewski (poseł)

9 kwietnia 1940 – likwidacja placówki w związku z okupacją Danii przez III Rzeszę
- 25 listopada 1945 – 16 kwietnia 1946 – Piotr Szamański (chargé d’affaires)
- 16 kwietnia 1946 – 2 kwietnia 1954 – Stanisław Kelles-Krauz (poseł)
- 2 kwietnia 1954 – 30 sierpnia 1957 – Józef Dryglas (poseł)
- 30 sierpnia 1957 – 26 lutego 1963 – Stanisław Dobrowolski
- 26 lutego 1963 – 17 września 1968 – Romuald Poleszczuk
- 17 września 1968 – 13 września 1973 – Henryk Wendrowski
- 13 września 1973 – 28 września 1978 – Stanisław Pichla
- 28 września 1978 – 17 września 1981 – Bohdan Trąmpczyński
- 17 września 1981 – 21 czerwca 1984 – Tadeusz Wujek
- 21 czerwca 1984 – 13 listopada 1989 – Lucjan Piątkowski
- 13 listopada 1989 – 20 kwietnia 1991 – Janusz Roszkowski
- 20 kwietnia 1991 – 4 lutego 1997 – Jerzy Sito
- 4 lutego 1997 – 31 lipca 2001 – Jan Górecki
- 10 sierpnia 2001 – 25 lipca 2005 – Barbara Tuge-Erecińska
- 25 lipca 2005 – 1 kwietnia 2006 – Jakub Wolski
- 2006–2010 – Adam Halamski
- 2010–2015 – Rafał Wiśniewski
- 13 listopada 2015 – 15 września 2020 – Henryka Mościcka-Dendys
- 2020–2022 – Mateusz Mońko (chargé d’affaires a.i.)
- 2022 – lipiec 2024 – Antoni Fałkowski
- od października 2024 – Ewa Dębska (chargé d’affaires a.i.)

## Demokratyczna Republika Konga
- 1 grudnia 1961 – 13 września 1964 – Bogdan Wasilewski (chargé d’affaires a.i.)
- 13 września 1964 – 1 sierpnia 1966 – Emil Hachulski (chargé d’affaires a.i.)
- 1 sierpnia 1966 – 4 lipca 1967 – Eugeniusz Wiśniewski (chargé d’affaires a.i.)
- 4 lipca 1967 – 9 czerwca 1971 – Wacław Klimas (chargé d’affaires a.i.)
- 9 czerwca 1971 – 27 grudnia 1976 – Lucjan Wolniewicz
- 27 grudnia 1976 – 11 października 1979 – Jerzy Wiechecki
- 11 października 1979 – 1982 – Mieczysław Dedo
- 1982 – 1 lipca 1983 – Krzysztof Rolnik (chargé d’affaires a.i.)[44]
- 26 lipca 1983 – grudzień 1986 – Jerzy Fijałkowski (chargé d’affaires a.i.)[44]
- 1986–1988 – Bogdan Wasilewski
- 9 czerwca 1989 – 6 lutego 1992 – Teofil Stanisławski
- 6 lutego 1992 – 21 grudnia 1996 – Andrzej Łupina
- 21 grudnia 1996 – 2 sierpnia 1997 – Bronisław Klimaszewski
- 2 sierpnia 1997 – 26 maja 2000 – Jan Słowiński (chargé d’affaires a.i.)
- 26 maja 2000 – 4 września 2000 – Marian Piaszczyński (chargé d’affaires a.i.)
- 4 września 2000 – 29 kwietnia 2001 – Sławomir Krajczyński (chargé d’affaires a.i.)
- 29 kwietnia 2001[45] – 7 listopada 2002 – Tadeusz Kołodziej
- 7 listopada 2002 – 1 września 2003 – Waldemar Figaj (chargé d’affaires a.i.)
- 1 września 2003 – 31 grudnia 2008 – Bogusław Nowakowski (do 12 października 2004 chargé d’affaires a.i.; akredytowany także w Kongu, Republice Środkowoafrykańskiej, Gabonie i na Wybrzeżu Kości Słoniowej)[46])

DR Konga do 1997 funkcjonowała jako Zair. W 2008 zlikwidowano ambasadę RP w Kinszasie.

## Dominikana
- 1947 – 1951 – Jan Marceli Drohojowski[42]

## Dżibuti
- 25 października 1993 – 1997 – Mieczysław Stępiński
- 15 września 1997[36] – 2007 – Krzysztof Suprowicz
- 21 września 2007[36] – Jarosław Szczepankiewicz

## Egipt
- 16 maja 1928 – 31 grudnia 1932 – Juliusz Dzieduszycki (chargé d’affaires)
- 20 maja 1933 – 28 sierpnia 1934 – Tadeusz Jaroszewicz (chargé d’affaires)

W latach 1934–1938 nie było kierownika Poselstwa RP w Egipcie w randze oficjalnego przedstawiciela dyplomatycznego. Na czele placówki stał Alfons Kula – I sekretarz poselstwa i kierownik Wydziału Konsularnego.
- 1939 – 1 września 1944 – Tadeusz Zażuliński (chargé d’affaires)
- 1 września 1944 – 1945 – Tadeusz Zażuliński (poseł)
- 31 stycznia 1946 – 1946 – Janusz Makarczyk (chargé d’affaires a.i.)
- 20 lipca 1946 – listopad 1949 – Zygmunt Kuligowski (poseł)
- 13 listopada 1949 – wrzesień 1951 – Stanisław Bartnik (chargé d’affaires a.i.)[42]
- 26 września 1951 – 1952 – Jan Drohojowski (poseł)
- marzec 1952 – 1956 – Włodzimierz Paszkowski (chargé d’affaires a.i.)
- 28 maja 1956 – 1960 – Aleksander Krajewski
- 21 grudnia 1960 – 1966 – Kazimierz Sidor
- grudzień 1965 – 3 lutego 1966 – J. Twaróg (chargé d’affaires a.i.)[47]
- 28 marca 1966 – 1971 – Albert Morski
- 15 marca 1971 – 1974 – Janusz Lewandowski
- 30 października 1974 – 1976 – Tadeusz Olechowski
- 27 czerwca 1976 – 1979 – Stanisław Turbański
- 1979 – Mieczysław Klimek (chargé d’affaires a.i.)[47]
- 6 grudnia 1979 – 1984 – Antoni Pierzchała
- 2 sierpnia – 24 listopada 1984 – Ryszard Hoszowski (chargé d’affaires a.i.)[47]
- 28 listopada 1984 – 1988 – Tadeusz Zaręba
- 1988 – Jerzy Omietański (chargé d’affaires a.i.)[47]
- 23 października 1989 – 1994 – Roman Czyżycki
- 8 listopada 1994 – 1999 – Grzegorz Dziemidowicz
- 23 grudnia 1999 – 2004 – Joanna Wronecka
- 20 października 2004 – 2008[48] – Jan Natkański (i w Sudanie)
- 1 grudnia 2008 – 2009 – Grzegorz Olszak (chargé d’affaires a.i.)
- 2009 – Robert Dziedzic (chargé d’affaires a.i.)
- 17 listopada 2009 – 2014 – Piotr Puchta (akredytowany również w Sudanie i Erytrei)
- 2014 – 2018 – Michał Murkociński
- październik 2018 – 31 sierpnia 2023 – Michał Łabenda
- 1 września 2023 – luty 2025 – Michał Chabros (chargé d’affaires a.i.)[49]
- od marca 2025 – Michał Murkociński (do kwietnia 2025 jako chargé d’affaires a.i.)

W latach 1958–1971 Egipt funkcjonował pod nazwą Zjednoczona Republika Arabska i przy takim państwie akredytowany był ambasador w Kairze.

## Ekwador
- 1941–1946 – Kazimierz Eiger (chargé d’affaires)
- 1948–1951 – Jan Drohojowski (poseł)[47]
- 1951–1952 – Filip Katz (chargé d’affaires a.i.)[47]
- 1952 – Zygmunt Pietrusiński (chargé d’affaires a.i.)[47]
- 1952–1955 – Bolesław Jeleń (poseł)
- 1955–1958 – Bernard Bogdański (chargé d’affaires a.i.)[47]
- 1958–1959 – Aleksander Bekier (chargé d’affaires a.i.)[47]
- 1959–1961 – Mieczysław Włodarek (ambasador; do 1960 poseł)
- 1961 – Aleksander Bekier (chargé d’affaires a.i.)[47]
- 1961–1962 – Czesław Słowakiewicz (chargé d’affaires a.i.)[47]
- 1970–1971 – Bronisław Gajda (chargé d’affaires)
- 1971–1972 – Jan Naglik (chargé d’affaires)
- 1972–1974 – Jan Janiszewski (chargé d’affaires)
- 1974–1976 – Zdzisław Szewczyk (chargé d’affaires)
- 1976–1982 – Zygmunt Pietrusiński (ambasador)
- 1982–1983 – Czesław Bugajski (chargé d’affaires)[50]
- 1983–1987 – Andrzej Tadeusz Jedynak[47]
- 1987–1991 – Roman Bajorek (chargé d’affaires)[50]
- 1991–1993 – Bogusław Gajdamowicz (chargé d’affaires)[50]

## Erytrea
- 24 lutego 1995 – 1998 – Mieczysław Stępiński
- 8 października 1998 – 2005 – Krzysztof Suprowicz
- 10 lutego 2005 – 20009 – Tadeusz Strójwąs
- 2009 – Robert Dziedzic (chargé d’affaires)
- 15 września 2009[36] – Piotr Puchta

## Estonia
- 2 września 1919 – 15 lutego 1920 – Bronisław Bouffałł (delegat misji)
- 16 lutego 1920 – 2 grudnia 1921 – Leon Wasilewski (poseł)
- 2 grudnia 1921 – 1 października 1922 Michał Sokolnicki (poseł). Jednocześnie akredytowany w Finlandii, gdzie pełnił zasadniczą misję. Poselstwem w Tallinnie kierował jako chargé d’affaires od 16 grudnia 1921 do 1 października 1922 – Władysław Neuman
- 1 października 1922 – 31 grudnia 1924 – Wacław Tadeusz Dobrzyński (chargé d’affaires, od 23 października 1923 jako poseł)
- 31 grudnia 1924 – 9 września 1928 – Franciszek Charwat (chargé d’affaires; od 24 sierpnia 1926 jako poseł)
- 10 lipca 1928 – 15 stycznia 1929 – Józef Wołodkowicz (chargé d’affaires)
- 15 stycznia 1929 – 30 kwietnia 1929 – Kazimierz Papée (chargé d’affaires)
- 19 kwietnia 1929 – 1 lipca 1933 – Konrad Libicki (poseł)
- 1 lipca 1933 – 21 grudnia 1934 – Jan Starzewski (chargé d’affaires)
- 21 grudnia 1934 – 30 września 1939 – Wacław Przesmycki (poseł)

30 września 1939 – likwidacja placówki na żądanie ZSRR wobec rządu Estonii.
- 25 września 1991 – 29 października 1992 – Jarosław Lindenberg (chargé d’affaires)
- 29 października 1992 – 7 stycznia 1993 – Jan Kostrzak (chargé d’affaires)
- 7 stycznia 1993 – 6 lipca 1994 – Jarosław Lindenberg
- 6 lipca 1994 – 18 maja 2001 – Jakub Wołąsiewicz
- 19 maja 2001 – 11 lipca 2005 – Wojciech z Wróblewski
- 25 lipca 2005 – 31 sierpnia 2010 – Tomasz Chłoń
- 26 października 2010 – 31 lipca 2014 – Grzegorz Marek Poznański
- 18 września 2014 – 2018 – Robert Filipczak
- 14 lutego 2018 – 30 września 2023 – Grzegorz Kozłowski
- październik 2023 – październik 2024 – Marcin Żochowski / Anna Pełka
- od października 2024 – Artur Orzechowski (do kwietnia 2025 jako chargé d’affaires a.i.)

## Etiopia
- 1 września 1943 – 1 listopada 1944 – Witold Ryszard Korsak (chargé d’affaires)
- 3 października 1947 – 1952 – Zygmunt Wacław Kuligowski (poseł)
- 11 stycznia 1952 – 1952 – Jan Drohojowski (poseł)
- 6 czerwca 1952 – 1957 – Włodzimierz Paszkowski (chargé d’affaires a.i.)
- 4 czerwca 1957 – 1960 – Aleksander Krajewski (poseł)
- 16 kwietnia 1960 – październik 1960 – Stanisław Danielewski (chargé d’affaires a.i.)
- październik 1960 – kwiecień 1963 – Włodzimierz Wink (chargé d’affaires a.i.)
- kwiecień 1963 – 9 stycznia 1965 – Wiktor Górecki (chargé d’affaires a.i.)
- 9 stycznia 1965 – 16 grudnia 1969 – Jan Krzywicki
- 16 grudnia 1969 – 28 stycznia 1974 – Władysław Rólski
- 28 stycznia 1974 – 27 listopada 1976 – Stanisław Karkut
- 27 listopada 1976 – 20 grudnia 1980 – Kwiryn Grela
- 20 grudnia 1980 – 26 stycznia 1985 – Bogusław Ludwikowski
- 26 stycznia 1985 – 4 marca 1989 – Andrzej Konopacki
- 4 marca 1989 – 1992 – Tadeusz Wujek
- 3 marca 1994 – 10 grudnia 1997 – Mieczysław Stępiński
- 10 grudnia 1997 – 3 lipca 2003 – Krzysztof Suprowicz
- 3 lipca 2003 – 11 grudnia 2003 – Krzysztof Suprowicz (chargé d’affaires a.i.)
- 11 grudnia 2003 – 29 września 2005 – Piotr Myśliwiec (chargé d’affaires a.i.)
- 29 września 2005 – 17 lipca 2007 – Mariusz Woźniak
- 17 lipca 2007 – 21 września 2007 – Danuta Bolimowska (chargé d’affaires a.i.)
- 21 września 2007 – 15 stycznia 2008 – Zbigniew Młynarski (chargé d’affaires a.i.)
- 15 stycznia 2008 – 3 sierpnia 2012 – Jarosław Szczepankiewicz (z jednoczesną akredytacją na Unię Afrykańską i Dżibuti)
- 3 sierpnia 2012 – 2017 – Jacek Jankowski (z jednoczesną akredytacją na Unię Afrykańską i Dżibuti)
- 2017 – 2020 – Aleksander Kropiwnicki (z jednoczesną akredytacją na Unię Afrykańską, Dżibuti i Sudan Południowy)
- 2020 – lipiec 2024 – Przemysław Bobak (jw.)
- od 2025 – Ilona Korchut(inne języki) (chargé d’affaires a.i.)

## Filipiny
- 22 stycznia 1975 – 1977 – Zdzisław Regulski
- 22 marca 1977 – 1981 – Stefan Perkowicz
- 19 lutego 1981 – 1981 – Tadeusz Grzybowski (chargé d’ affaires a.i.)
- 9 listopada 1981 – 1984 – Zdzisław Rurarz
- 4 maja 1984 – 1987 – Andrzej Majkowski
- 23 listopada 1987 – 1991 – Lucjan Mieczkowski
- 19 kwietnia 1991 – 1991 – Janusz Rydzkowski (chargé d’ affaires a.i.)
- 12 listopada 1991–1994 – Krzysztof Szumski
- 23 lipca 1994 – 1994 – Władysław Wsiewołod Strażewski (chargé d’affaires a.i.)

W latach 1994–2018 ambasada RP w Manili była zamknięta.
- 10 kwietnia 2001 – 2004 – Jerzy Surdykowski
- 23 sierpnia 2004 – 2008 – Bogdan Jacek Góralczyk
- 30 sierpnia 2008 – 29 lipca 2009 – Jerzy Bayer
- 1 października 2009 – Katarzyna Wilkowiecka (chargé d’affaires a.i.)
- 2018–2024 – Jarosław Szczepankiewicz (chargé d’affaires a.i.)
- od 2025 – Adam Dyszlewski (chargé d’affaires a.i.)

## Finlandia
- 1 maja 1918 – 1 grudnia 1918 – Józef Ziabicki (delegat rządu)
- 1 grudnia 1918 – 1 stycznia 1920 – Mikołaj Himmelstjerna (chargé d’affaires)
- 1 stycznia 1920 – 1 października 1922 – Michał Sokolnicki (poseł)
- 27 października 1922 – 6 września 1927 – Tytus Filipowicz (poseł)
- 1 grudnia 1927 – 9 lipca 1928 – Tomasz Sariusz-Bielski (chargé d’affaires)
- 9 lipca 1928 – 31 grudnia 1935 – Franciszek Charwat (poseł)
- 1 stycznia 1936 – 23 czerwca 1941 – Henryk Sokolnicki (poseł)
- 23 czerwca 1941 – 18 stycznia 1942 – Józef Weyers (chargé d’affaires)

18 stycznia 1942 – likwidacja placówki w związku z zerwaniem stosunków dyplomatycznych
- 31 stycznia 1946 – 12 marca 1947 – Stefan Szumowski (poseł)
- 12 marca 1947 – 21 lutego 1949 – Jan Wasilewski (poseł)
- 21 lutego 1949 – 20 lutego 1950 – Włodzimierz Umiastowski (chargé d’affaires)
- 20 lutego 1950 – 27 października 1950 – Feliks Petruczynik (poseł)
- 27 października 1950 – 15 marca 1954 – Kazimierz Krawczyński(inne języki) (chargé d’affaires)
- 15 marca 1954 – 1 lutego 1957 – Jan Lato (do 10 stycznia 1955 jako poseł)
- 1 lutego 1957 – 19 listopada 1965 – Edward Pietkiewicz
- 19 listopada 1965 – 12 maja 1972 – Aleksander Juszkiewicz
- 12 maja 1972 – 22 września 1978 – Adam Willmann
- 22 września 1978 – 16 grudnia 1982 – Włodzimierz Wiśniewski
- 17 grudnia 1982 – 14 października 1983 – Józef Fajkowski[51]
- 15 października 1983 – 2 grudnia 1984 – Jan Załęski (zmarł)
- 2 lipca 1985 – poł. 1990 – Henryk Burczyk
- 15 kwietnia 1992 – 1995 – Andrzej Potworowski
- 12 lutego 1996 – 14 października 2000 – Józef Wiejacz
- 14 października 2000 – 4 lipca 2005 – Stanisław Stebelski
- 8 lipca 2005 – 31 marca 2007 – Andrzej Szynka
- 31 marca 2007 – 14 września 2007 – Stanisław Cios (chargé d’affaires)
- 14 września 2007 – 20 kwietnia 2011 – Joanna Hofman
- 2011–2015 – Janusz Niesyto
- sierpień 2015 – kwiecień 2017 – Przemysław Grudziński
- 1 maja 2017 – 4 września 2017 – Tomasz Kozłowski (chargé d’affaires)
- 5 września 2017 – 31 marca 2019 – Jarosław Suchoples
- 1 kwietnia 2019 – 8 października 2019 – Marcin Tatarzyński (chargé d’affaires)
- 9 października 2019 – sierpień 2023 – Piotr Rychlik
- 2023–2024 – Andrzej Mojkowski (chargé d’affaires a.i.)[52]
- od grudnia 2024 – Tomasz Chłoń (chargé d’affaires a.i.)

## Gabon
- 9 czerwca 1989[53] – Teofil Stanisławski
- 6 maja 1992 – 1997 – Andrzej Łupina
- 1997 – Jan Słowiński (chargé d’affaires a.i.)
- 7 września 2005[36] – Bogusław Nowakowski

## Gambia
- 9 maja 1977 – 1978 – Mirosław Żuławski
- 12 grudnia 1978 – Marian Stradowski
- 29 kwietnia 1997[36] – 2001 – Janusz Mrowiec
- 22 marca 2001[36] – Tomasz Niegodzisz

## Gdańsk i Wolne Miasto Gdańsk
- 1749 – Adam Stanisław Grabowski (komisarz królewski)
- od 1770 – Aleksy Husarzewski
- 1919–1920 – Mieczysław Jałowiecki (delegat rządu)
- 8 lutego 1920 – 5 lipca 1921 – Maciej Biesiadecki – (komisarz generalny Rzeczypospolitej Polskiej w Wolnym Mieście Gdańsku)
- 5 lipca 1921 – 1 października 1923 – Leon Pluciński
- 1 października 1923 – 28 lutego 1924 – Kajetan Dzierżykraj-Morawski – (pełniący obowiązki)
- 28 lutego 1924 – 1 marca 1932 – Henryk Strasburger
- 15 marca 1932 – 30 grudnia 1936 – Kazimierz Papée
- 30 grudnia 1936 – 1 września 1939 – Marian Chodacki

## Ghana
- 9 stycznia 1961 – 1962 – Stanisław Dembowski (chargé d’affaires a.i.)
- 26 lipca 1962 – 1964 – Eugeniusz Kułaga
- 10 września 1964 – 1968 – Stanisław Pawliszewski (chargé d’affaires a.i.)
- 1 maja 1968 – 1970 – Aleksy Dębnicki (chargé d’affaires a.i.)
- 18 maja 1970 – 1974 – Zygmunt Królak (chargé d’affaires a.i.)
- 4 października 1974 – 1979 – Mieczysław Kroker (chargé d’affaires a.i.)
- 12 grudnia 1979 – 1982 – Kazimierz Dąbrowski (chargé d’affaires a.i.)
- ? – 1987 – Eugeniusz Świątkiewicz (chargé d’affaires a.i.)
- wrzesień 1987 – 1991 – Klemens Walkowiak (chargé d’affaires a.i.)
- 19 czerwca 1991 – 30 września 1993 – Kazimierz Maurer (chargé d’affaires a.i.; zawieszenie działalności placówki)
- 12 września 1995 – 1998 – Kazimierz Gutkowski
- 15 września 1998[36] – 2003 – Jan Padlewski
- 25 kwietnia 2003[36] – 2009 – Grzegorz Waliński
- 6 maja 2009[35] – Przemysław Niesiołowski

## Gruzja
- 1919–1921 – Tytus Filipowicz (szef Polskiej Misji Dyplomatycznej na Kaukazie)
- 16 września 1997–2000 – Piotr Borawski (chargé d’ affaires a.i.), wcześniej przedstawiciel Ministra ds. powołania Ambasady RP w Tbilisi
- 8 grudnia 2000–2001 – Marek Martinek (chargé d’ affaires a.i.)
- 22 stycznia 2001 – 2003 – Piotr Iwaszkiewicz (chargé d’affaires a.i.)
- 26 marca 2003 – 31 października 2008[54] – Jacek Multanowski (chargé d’affaires a.i., od 16 marca 2005 ambasador)[55]
- 2008 – Maciej Dachowski (chargé d’affaires a.i.)
- 16 grudnia 2008 – 28 lutego 2013 – Urszula Doroszewska[56]
- 2013–2016 – Andrzej Cieszkowski
- listopad 2016 – lipiec 2024 – Mariusz Maszkiewicz
- od 2024 – Artur Gębal(inne języki) (chargé d’ affaires a.i.)

## Gwinea
- 15 listopada 1960 – 1961 – Tadeusz Kalinowski (chargé d’affaires a.i.)
- 1 lutego 1961 – 1962 – Władysław Domagała
- styczeń 1962 – 20 lipca 1962 – Jan Mańkowski (chargé d’affaires a.i.)
- 20 lipca 1962 – 1965 – Włodzimierz Migoń
- 15 sierpnia 1961–1966 – Kazimierz Śmiganowski (chargé d’affaires a.i.)[57]
- 1966 – Henryk Brzeziński (chargé d’affaires a.i.)
- 1967 – Tadeusz Kucharski (chargé d’affaires a.i.)
- 19 marca 1970 – 1973 – Tadeusz Matysiak
- 8 grudnia 1973 – 1977 – Tadeusz Kuźmiński
- 19 października 1977 – 1980 – Jan Krzywicki
- 9 października 1980 – 1981 – Zdzisław Francik (chargé d’affaires a.i.)[58]
- 23 stycznia 1992 – 1993 – Krzysztof Śliwiński
- 10 lipca 1993[35] – 2001 – Janusz Mrowiec
- 5 marca 2001 – 2004 – Tomasz Niegodzisz
- 1 października 2004 – Bogusław Bojanowicz (chargé d’affaires a.i.)

## Gwinea Bissau[59]
- 15 marca 1975 – 1979 – Tadeusz Kuźmiński
- 8 lutego 1979 – 9 października 1980 – Jan Krzywicki
- 2001 – 30 kwietnia 2004 – Tomasz Niegodzisz
- 1 października 2004 – Bogusław Bojanowicz (chargé d’ affaires a.i.)

## Gwinea Równikowa[60]
- 15 października 2003[36] – Grzegorz Waliński

## Hamburg
- 1695–1704 – Louis Abensur
- 1704–1713 – Louis Abensur (II raz)
- od 1768 – Wolf Heinrich Wickedé

## Hiszpania
- 1560–1570 – Piotr Dunin Wolski
- 1763 – Józef Poniński (do Hagi, Londynu, Madrytu, Lizbony i Turynu)
- 1791 – Tadeusz Morski
- 4 czerwca 1919 – 11 marca 1920 – Jerzy Tomaszewski (chargé d’affaires)
- 11 marca 1920 – 31 sierpnia 1921 – Władysław Skrzyński (poseł)
- 1 września 1921 – 31 maja 1923 – Ksawery Orłowski (poseł)
- 1 lipca 1923 – 1 grudnia 1924 – Konstanty Jeleński (chargé d’affaires)
- 2 października 1924 – 1 marca 1927 – Władysław Sobański (poseł)
- 1 marca 1927 – 1 marca 1935 – Jan Perłowski
- 1 marca 1935 – 7 marca 1944 – Marian Szumlakowski
- 1 czerwca 1944 – 5 lipca 1945 – Józef Alfred Potocki
- 6 lipca 1945 – listopad 1955 – Józef Alfred Potocki (chargé d’affaires Rządu RP na Uchodźstwie)
- listopad 1955–1961 – Marian Szumlakowski (jw.)
- 1961–1968 – Józef Alfred Potocki (jw.)
- 10 października 1969 – 20 kwietnia 1970 – Edward Polański (przedst. konsul-handl.)
- 20 kwietnia 1970 – 1 października 1973 – Andrzej Onacik(inne języki) (min. pełn.)
- 1 października 1973 – 7 lipca 1977 – Zygmunt Rut (min. pełn.)
- 7 lipca 1977 – 1 sierpnia 1981 – Eugeniusz Noworyta
- 1 sierpnia 1981 – 4 marca 1982 – Edward Polański (chargé d’affaires)
- 4 marca 1982 – 7 listopada 1986 – Ryszard Korczewski
- 26 lipca 1986 – 27 września 1986 – Leszek Guzik (chargé d’affaires)[61]
- 7 listopada 1986 – 18 września 1990 – Marian Renke
- 18 września 1990 – 29 listopada 1994 – Jan Kieniewicz
- 29 listopada 1994 – 14 lutego 2000 – Władysław Klaczyński
- 14 lutego 2000 – 20 lutego 2002 – Jerzy Maria Nowak
- 28 marca 2002 – 30 września 2007 – Grażyna Bernatowicz
- 1 października 2007 – 7 marca 2008 – Jadwiga Szpakowska (chargé d’affaires)
- 7 marca 2008 – 31 sierpnia 2008 – Barbara Sośnicka (chargé d’affaires)
- 31 sierpnia 2008 – 20 września 2012 – Ryszard Schnepf
- 20 września 2012 – 24 maja 2013 – Agnieszka Frydrychowicz-Tekieli (chargé d’affaires a.i.)
- 24 maja 2013 – 18 grudnia 2015 – Tomasz Arabski
- 13 października 2016 – 31 sierpnia 2021 – Marzenna Adamczyk
- 1 września 2021 – 30 czerwca 2022 – Karina Węgrzynowska (chargé d’affaires a.i.)
- 1 lipca 2022 – lipiec 2024 – Anna Sroka
- od października 2024 – Monika Krzepkowska(inne języki) (chargé d’affaires a.i.)

Ambasadorowie w Hiszpanii są jednocześnie akredytowani na Andorę.

## Holandia
- 1586 – Krzysztof Głoskowski
- 1597 – Paweł Działyński
- 1621 – Piotr Breński
- 1633 – Janusz książę Radziwiłł, ambasador nadzwyczajny
- 1635–1660 – Mikołaj de Bye
- 1637 – Andrzej Rey z Nagłowic
- 1639 – Krzysztof Gosiewski
- 1646 – Roncalli, minister
- 1655 – Henryk Canasilles, poseł; w okresie Potopu – Hieronim Pinocci
- 1665–1670 – Abraham de Wicquefort
- 1674 – W. Opacki
- 1677–1699 – F. Mollo, rezydent
- 1678 – Ritter Grafenthal
- 1679 – Władysław Szczęsny z Raciborska Morstin
- 1683–1684 – Gruński
- 1684 – Marquis de Bricassies
- 1685–1692 – Antoine Moreau
- 1698–1702 – W.A. von Guersdorff
- 1698 – Franciszek Zygmunt Gałecki (do Danii, Szwecji i Holandii)
- 1702–1719 – W.A. von Guersdorff
- 1720–1750 – Cl. Debrosz generał-major
- 1750–1763 – Kanderbach
- 1763 – Egbert Buys
- 1763 – Tadeusz Burzyński
- 1763–1764 – Józef Poniński (do Hagi, Londynu, Madrytu, Lizbony i Turynu)
- 1765–1767 – Wincenty Zawisza
- 1791 – Michał Kleofas Ogiński
- 1791–1795 – Augustyn Middleton
- 1 czerwca 1919 – 10 czerwca 1919 – Kazimierz Dłuski (odmówił przyjęcia urzędu) (poseł)
- 13 września 1919 – 12 marca 1920 – Jan Włodek (chargé d’affaires)
- 20 kwietnia 1920 – 19 października 1921 – Eugeniusz Rozwadowski (chargé d’affaires)
- 19 października 1921 – 1 grudnia 1924 – Józef Wierusz-Kowalski (poseł)
- 1 grudnia 1924 – 28 lutego 1927 – Stanisław Koźmiński (poseł)
- 25 maja 1927 – 7 maja 1931 – Stanisław Kętrzyński (poseł)
- 16 czerwca 1931 – 1 września 1944 – Wacław Babiński (poseł)
- 1 października 1944 – 5 lipca 1945 – Tytus Komarnicki (poseł)
- 25 lutego 1946 – 21 lutego 1948 – Benedykt Elmer (poseł)
- 21 lutego 1948 – 2 kwietnia 1948 – Marian Czerniecki (chargé d’affaires)
- 2 kwietnia 1948 – 28 sierpnia 1948 – Wojciech Chabasiński (chargé d’affaires)
- 28 sierpnia 1948 – 13 czerwca 1950 – Ksawery Pruszyński (poseł)
- 1 lipca 1950 – 10 września 1951 – Aleksander Leyfell (chargé d’affaires)
- maj – 23 sierpnia 1951 – Tadeusz Grodecki (chargé d’affaires)[61]
- 10 września 1951 – 4 października 1957 – Tadeusz Findziński (poseł)
- styczeń – 5 października 1957 – Jadwiga Siekierska (chargé d’affaires)[61]
- 4 października 1957 – 9 stycznia 1959 – Jan Balicki, poseł
- 18 grudnia 1958 – 15 lipca 1965 – Jan Balicki, ambasador
- 25 maja 1965 – 22 grudnia 1970 – Stanisław Albrecht
- 27 października 1970 – 18 czerwca 1974 – Włodzimierz Lechowicz
- 22 maja 1974 – 31 maja 1979 – Józef Okuniewski
- 12 maja 1979 – 9 listopada 1983 – Alojzy Bartoszek
- 6 października 1983 – 13 kwietnia 1989 – Jerzy Wojtecki
- 13 kwietnia 1989 – 15 lutego 1991 – Władysław Gwiazda
- 15 lutego 1991 – 16 października 1994 – Franciszek Morawski
- 24 października 1994 – 12 maja 1998 – Stanisław Jerzy Komorowski
- 12 maja 1998 – 30 września 2002 – Maria Wodzyńska-Walicka
- 15 października 2002 – 28 lutego 2007 – Jan Michałowski
- 3 października 2007 – po 30 marca 2012 – Janusz Stańczyk
- 6 czerwca 2012 – 28 lutego 2017 – Jan Borkowski
- 13 września 2017 – 31 maja 2022 – Marcin Czepelak
- od 16 stycznia 2023 – Margareta Kassangana

## Indie
- 1933–1944 – Eugeniusz Banasiński (konsul generalny)
- 1944–1946 – Jerzy Litewski
- 1949–1956 – Jan Fryling (nieoficjalny przedstawiciel Rządu RP na Uchodźstwie)
- 7 lipca 1954–1957 – Jerzy Grudziński[62]
- 2 sierpnia 1957 – 24 września 1962 – Juliusz Katz-Suchy
- 24 września 1962 – 25 września 1967 – Przemysław Ogrodziński
- 25 kwietnia 1967–1970 – Romuald Spasowski
- luty 1971 – Lucjan Mieczkowski (chargé d’affaires a.i.)
- 12 października 1971 – 1975 – Wiktor Kinecki
- 1 września 1975 – listopad 1975 – Andrzej Majkowski (chargé d’affaires a.i.)[58]
- 21 listopada 1975 – 1981 – Jan Czapla
- marzec – 29 czerwca 1981 Jan Wiśniewski (chargé d’affaires a.i.)[58]
- 29 czerwca 1981 – 1985 – Ryszard Fijałkowski
- 7 września 1985 – 1990 – Janusz Świtkowski
- 29 maja 1989 – 15 grudnia 1992 – Juliusz Biały
- 7 kwietnia 1993–1996 – Maria Krzysztof Byrski
- 10 stycznia 1997–2000 – Krzysztof Mroziewicz
- 11 grudnia 2001–2008 – Krzysztof Majka (także na Malediwach, w Nepalu i na Sri Lance)
- 8 sierpnia 2008 – 2009 – Piotr Opaliński (chargé d’affaires a.i.)
- 27 lutego 2009–2014 – Piotr Kłodkowski
- 2014–2017 – Tomasz Łukaszuk
- grudzień 2017 – 2023 – Adam Burakowski (z akredytacją na Bangladesz, Bhutan, Nepal, Sri Lankę, Malediwy i w Afganistan)
- 2023–2025 – Jarosław Groberek / Sebastian Domżalski (chargé d’affaires a.i.)[63][64]
- od stycznia 2025 – Piotr Świtalski (chargé d’affaires a.i.)

## Indonezja
- 1 września 1956 – 1958 – Włodzimierz Wink (chargé d’affaires a.i.)
- 11 października 1958 – 1961 – Edward Słuczański
- kwiecień 1961 – Jerzy Mikołajczyk (chargé d’affaires a.i.)
- 14 lipca 1961 – 1964 – Marian Stradowski
- 13 sierpnia 1964 – 1968 – Leonard Pohoryles
- 29 czerwca 1968 – 1972 – Jerzy Bociong
- 7 października 1972 – 1976 – Jerzy Markiewicz
- 18 grudnia 1976 – 1980 – Karol Rodek
- 22 listopada 1980–1984 – Lucjan Lik
- 22 września 1984 – 1987 – Czesław Muszalski
- 21 listopada 1987 – 1991 – Paweł Cieślar
- 28 listopada 1991 – 1995 – Mariusz Woźniak (chargé d’affaires a.i.)
- 2 czerwca 1995 – 1999 – Ksawery Burski (od 1998 akredytowany również w Singapurze)
- 18 kwietnia 2000 – 2005 – Krzysztof Szumski
- 29 marca 2005 – 2010 – Tomasz Łukaszuk
- 2011–2013 – Grzegorz Krzysztof Wiśniewski
- 2014–2017 – Tadeusz Szumowski
- luty 2018 – lipiec 2024 – Beata Stoczyńska
- od 2025 – Barbara Szymanowska

Ambasadorzy rezydujący w Dżakarcie akredytowani są również na Timor Wschodni.

## Irak
- 22 grudnia 1932 – 30 listopada 1938 – Stanisław Hempel (poseł w Iranie z akredytacją na Irak)
- 1 grudnia 1938 – 30 czerwca 1942 – Jan Karszo-Siedlewski (j.w.)
- 5 stycznia 1942 – 1 lipca 1942 – Henryk Malhomme (chargé d’ affaires a.i.)
- 1 lipca 1942 – 3 czerwca 1945 – Karol Bader (j.w.)
- 19 września 1958 – 26 października 1959 – Kazimierz Krawczyński(inne języki) (chargé d’affaires en pied)
- 26 października 1959 – 1 stycznia 1960 – Henryk Jaroszek
- 1 stycznia 1960 – 10 listopada 1963 – Mieczysław Dedo (chargé d’affaires a.i.)
- 10 listopada 1963 – 24 października 1967 – Eugeniusz Cerekwicki (chargé d’ affaires a.i.)
- 24 października 1967 – 6 sierpnia 1972 – Stanisław Turbański
- 6 sierpnia 1972 – 26 sierpnia 1976 – Lucjan Lik
- 26 sierpnia 1976 – 28 grudnia 1981 – Henryk Żebrowski
- 28 grudnia 1981 – 12 stycznia 1987 – Antoni Czarkowski
- 12 stycznia 1987 – 4 listopada 1990 – Witold Jurasz
- 4 listopada 1990 – 1996 – Krzysztof Płomiński
- 27 stycznia 1997 – 13 października 2002 – Roman Chałaczkiewicz
- 13 października 2002 – 23 października 2004 – Andrzej Biera
- 23 października 2004 – 14 listopada 2006 – Ryszard Krystosik
- 14 listopada 2006 – 25 kwietnia 2007 – Stanisław Smoleń (chargé d’ affaires a.i.)
- 25 kwietnia 2007 – 31 sierpnia 2008[65] Edward Pietrzyk
- 4 października 2008 – 15 czerwca 2010 – Stanisław Smoleń (chargé d’ affaires a.i.)
- 15 czerwca 2010 – Stanisław Smoleń[66]
- 2012 – 28 lutego 2014[67] – Lech Stefaniak zawieszenie ambasady
- sierpień 2016 – styczeń 2018 – Stanisław Smoleń (chargé d’affaires a.i.)
- styczeń 2018 – 31 marca 2020 – Beata Pęksa
- 24 września 2020 – 30 listopada 2024 – Marcin Kubiak
- 1 grudnia 2024 – 06 lutego 2025 – Michał Woźniacki (chargé d’affaires a.i.)
- od 7 lutego 2025 – Wojciech Bożek (chargé d’affaires a.i.)

## Iran
- 1 maja 1925 – 11 października 1928 – Stanisław Hempel (chargé d’ affaires a.i.)
- 11 października 1928 – 1 grudnia 1938 – Stanisław Hempel, od 1932 akredytowany również w Iraku
- 1 grudnia 1938 – 1 lipca 1942 – Jan Karszo-Siedlewski (poseł; z jednoczesną akredytacją w Afganistanie i Iraku)
- 1 lipca 1942 – 16 lutego 1945 – Karol Bader (jw.)
- 16 lutego 1945 – 14 sierpnia 1945 – Witold Okoński (chargé d’ affaires a.i.)
- 14 sierpnia 1945 – luty 1948 – Eugeniusz Milnikiel (chargé d’ affaires a.i., akredytowany również w Afganistanie)
- luty 1948 – wrzesień 1956 – Kazimierz Śmiganowski (chargé d’ affaires a.i., akredytowany również w Afganistanie)
- wrzesień 1956 – 20 grudnia 1956 – Ksawery Kocoń (chargé d’ affaires a.i.)
- 20 grudnia 1956 – 3 grudnia 1960 – Kazimierz Sidor (poseł)[68]
- 3 grudnia 1960 – 9 marca 1964 – Władysław Góralski (poseł, od 16 lipca 1962 ambasador)
- 9 marca 1964 – 8 października 1967 – Stanisław Kiryluk
- 8 października 1969 – 5 września 1973 – Bronisław Musielak
- 5 września 1973 – 6 stycznia 1976 – Bogusław Paszek
- 6 stycznia 1976 – 27 listopada 1979 – Henryk Łaszcz
- 27 listopada 1979 – 5 września 1983 – Józef Filipowicz
- 5 września 1983 – 18 października 1984 – Jan Słowikowski
- 17 października 1984 – 27 marca 1985 – Bolesław Bukowski (chargé d’ affaires a.i.)
- 27 marca 1985 – 8 listopada 1988 – Tadeusz Kohorewicz
- 8 listopada 1988 – 1994 – Stefan Szymczykiewicz
- 1994 – 26 lipca 1996 – Antoni Grzelak (chargé d’ affaires a.i.)
- 26 lipca 1996 – 1 sierpnia 1999 – Stefan Stefański (chargé d’ affaires a.i.)
- 1 sierpnia 1999 – 16 maja 2002 – Witold Waszczykowski
- 16 maja 2002 – 24 października 2002 – Andrzej Łysiak (chargé d’ affaires a.i.)
- 24 października 2002 – 1 września 2008 – Witold Śmidowski[69]
- 1 września 2008 – 16 marca 2010 – Romuald Skrzypecki (chargé d’ affaires a.i.)
- 16 marca 2010 – 1 października 2010 – Piotr Kozłowski (chargé d’ affaires a.i.)[70]
- październik 2010 – 2017 – Juliusz Jacek Gojło[71]
- wrzesień 2017 – 31 lipca 2018 – Jarosław Domański
- sierpień 2018 – czerwiec 2019 – Wojciech Unolt (chargé d’ affaires a.i.)
- 8 czerwca 2019 – lipiec 2024 – Maciej Fałkowski
- od 2024 – Marcin Wilczek (chargé d’ affaires a.i.)

## Irlandia
- 1929–1931 – Wacław Tadeusz Dobrzyński (konsul, od 1932 konsul honorowy)
- 1954–1957 – Zofia Zaleska (kierownik urzędu)
- 1957–1958 – Paweł Czerwiński (kierownik urzędu)

W 1958 rząd Irlandii przestał uznawać status dyplomatyczny placówki. We wrześniu 1976 Irlandia uznała rząd PRL i w marcu 1977 oficjalnie wznowiono stosunki dyplomatyczne między Irlandią a Polską na szczeblu ambasad.
- 23 marca 1977 – 15 marca 1979 – Stanisław Pichla
- 15 marca 1979 – 29 stycznia 1981 – Jerzy Feliksiak
- 29 stycznia 1981 – 28 marca 1984 – Alojzy Bartoszek
- 28 marca 1984 – 17 września 1987 – Stefan Staniszewski
- 1986 – 1987 – Kazimierz Dachowski (chargé d’affaires)[72]
- 17 września 1987 – 14 maja 1990 – Zbigniew Gertych
- 14 maja 1990 – 18 czerwca 1991 – Tadeusz de Virion
- 18 czerwca 1991–1995 – Ernest Bryll
- 1995–1996 – Marek Grela (chargé d’affaires)
- 17 kwietnia 1996 – 7 listopada 1997 – Stanisław Szymański
- 7 listopada 1997 – 15 lipca 2002 – Janusz Skolimowski
- 23 sierpnia 2002 – 11 kwietnia 2006 – Witold Sobków
- 11 kwietnia 2006 – 2 sierpnia 2006 – Włodzimierz Anioł (chargé d’affaires)
- 2 sierpnia 2006 – sierpień 2010 – Tadeusz Szumowski
- 2010 – 2014 – Marcin Nawrot
- 1 sierpnia 2014 – 24 marca 2015 – Piotr Rakowski (chargé d’affaires)
- 25 marca 2015 – 30 czerwca 2018 – Ryszard Sarkowicz
- 1 lipca 2018 – wrzesień 2019 – Łukasz Chimiak (chargé d’affaires)
- wrzesień 2019 – sierpień 2023 – Anna Sochańska
- 1 września 2023 – lipiec 2024 – Arkady Rzegocki
- od 2024 – Artur Michalski (chargé d’affaires a.i.)

## Islandia
- 1 kwietnia 2013–2017 – Lech Mastalerz (chargé d’affaires a.i.)
- grudzień 2017 – lipiec 2024 – Gerard Pokruszyński
- od stycznia 2025 – Aleksander Kropiwnicki (chargé d’affaires a.i.)

Do 31 marca 2013 akredytację na Islandię posiadał ambasador w Norwegii. W l. 2007–2013 na Islandii funkcjonował konsulat generalny.

## Izrael
- 1923 – 1924 – Jerzy Adamkiewicz (konsul RP przy Mandacie Palestyńskim)[73]
- 1925[74]– 1927 Otton Sas-Hubicki (konsul generalny RP przy Mandacie Palestyńskim)
- 1927 – 1930[75] Tytus Zbyszewski (konsul generalny RP przy Mandacie Palestyńskim)
- 1931 – 1936 – Kazimierz Kurnikowski (konsul generalny RP przy Mandacie Palestyńskim)[76]
- 1936 – 1940 – Witold Hulanicki
- 1 grudnia 1940 – 1 marca 1943 – Witold Ryszard Korsak
- 1943 – 1945 – Aleksy Wdziękoński
- 1 lipca 1946 – 16 sierpnia 1946 – Rafał Łoc (delegat rządu)
- 16 sierpnia 1946 – 1949 – Rafał Łoc (konsul generalny, od 1948 konsul generalny RP w Izraelu)
- 1949 – 1952 – Marek Thee
- 21 grudnia 1954 – 4 grudnia 1957 – Zygfryd Wolniak (poseł)
- 4 grudnia 1957 – 14 października 1963 – Antoni Bida
- 14 października 1963 – 1967 – Józef Puta
- 14 października 1986 – 5 października 1989 – Stefan Kwiatkowski (szef Sekcji Interesów PRL)
- 5 października 1989 – 27 lutego 1990 – Czesław Jackowski (szef Sekcji Interesów PRL)
- 27 lutego 1990 – 11 grudnia 1990 – Czesław Jackowski (chargé d’affaires a.i.)
- 11 grudnia 1990 – 12 września 1995 – Jan Dowgiałło
- 12 września 1995 – 16 lipca 1999 – Wojciech Adamiecki
- 16 lipca 1999 – 18 listopada 2003 – Maciej Kozłowski
- 18 listopada 2003 – 16 czerwca 2006 – Jan Wojciech Piekarski
- 16 czerwca 2006 – 31 stycznia 2012 – Agnieszka Magdziak-Miszewska
- 2012–2018 – Jacek Chodorowicz
- 2018–2021 – Marek Magierowski
- 2021 – Katarzyna Rybka-Iwańska (chargé d’affaires a.i.)
- 2022–2024 – Agata Czaplińska (chargé d’affaires a.i.)
- od 2024 – Maciej Hunia (do kwietnia 2025 jako chargé d’affaires a.i.)

## Japonia
- 7 kwietnia 1920 – 31 stycznia 1921 – Józef Targowski (chargé d’affaires a.i., z jednoczesną akredytacją w Chinach)
- 1 lutego 1921 – 15 września 1921 – Otton Sas-Hubicki (chargé d’affaires a.i.)
- 24 września 1921 – 15 lutego 1925 – Stanisław Patek (poseł)
- 1 maja 1925 – 1928 – Wacław Jędrzejewicz (chargé d’affaires a.i.)
- 1 maja 1928 – 1 kwietnia 1930 – Zdzisław Okęcki (poseł)
- 1 kwietnia 1930 – 30 września 1930 Jan Fryling (chargé d’affaires a.i.)
- 1 października 1930 – 30 września 1933 – Antoni Jażdżewski (chargé d’affaires a.i.)
- 10 czerwca 1933 – 30 listopada 1936 – Michał Mościcki
- październik 1936 – 1937 – Jacek Trawiński (chargé d’affaires a.i.)
- 1 lutego 1937 – 4 października 1941 – Tadeusz Romer (poseł, od 1 października 1937 ambasador)
- 14 sierpnia 1957 – 1957 – Jerzy Bryn (chargé d’affaires a.i.)
- 25 listopada 1957 – 1964 – Tadeusz Żebrowski
- 27 kwietnia 1964 – 1968 – Władysław Domagała
- 30 października 1968 – 1969 – Henryk Łaszcz (chargé d’affaires a.i.)
- 22 września 1969 – 1972 – Zygmunt Furtak
- 1 marca 1972 – 1975 – Zdzisław Regulski
- 7 października 1975 – 1976 – Stefan Szymczykiewicz (chargé d’affaires a.i.)
- 27 kwietnia 1976 – 1980 – Stefan Perkowicz
- 23 lutego 1981 – 23 grudnia 1981[77] – Zdzisław Rurarz
- 6 grudnia 1981 – 1983 – Stanisław Skowron (chargé d’affaires a.i.)
- 3 listopada 1983 – 1987 – Wojciech Chabasiński
- listopad 1986 – marzec 1987 – Mirosław Kowalczyk (chargé d’affaires a.i.)[78]
- 16 lutego 1987 – 1991 – Ryszard Frąckiewicz
- 1 lutego 1992 – 1996 – Henryk Lipszyc
- 11 kwietnia 1997[79] – 2002 – Jerzy Pomianowski
- 11 lipca 2003 – 2008 – Marcin Rybicki
- 1 sierpnia 2008 – 2008 – Mirosław Zasada (chargé d’affaires a.i.)
- 25 listopada 2008 – czerwiec 2012 – Jadwiga Rodowicz-Czechowska
- wrzesień 2012 – wrzesień 2016 – Cyryl Kozaczewski
- 9 lutego 2017 – 31 lipca 2019 – Jacek Izydorczyk
- 15 października 2019 – Paweł Milewski

## Jemen (Jemen Północny)
- 13 lipca 1958 – 1962 – Aleksander Krajewski (minister pełnomocny)
- 31 stycznia 1962 – 1963 – Kazimierz Sidor (poseł)
- 20 lipca 1963 – 1966 – Kazimierz Sidor
- 20 października 1966 – 1972 – Albert Morski
- 18 maja 1972 – 1975 – Janusz Lewandowski
- 23 października 1975 – 1977 – Tadeusz Olechowski
- 25 maja 1977 – 1982 – Stanisław Turbański
- 10 stycznia 1982 – 15 grudnia 1985 – Antoni Pierzchała
- 15 grudnia 1985 – 1988 – Tadeusz Zaręba
- 8 lipca 1989 – 22 maja 1990 – Tadeusz Wujek

## Jemen Południowy
- 29 maja 1972 – 1975 – Janusz Lewandowski
- 27 kwietnia 1975 – 1977 – Tadeusz Olechowski
- 26 lutego 1977 – 1981 – Stanisław Turbański
- 11 grudnia 1981 – 1985 – Bogusław Ludwikowski
- 18 listopada 1985 – 1989 – Andrzej Konopacki
- 26 stycznia 1989 – 22 maja 1990 – Tadeusz Wujek

## Republika Jemeńska
- 3 września 1991 – 1996 – Mieczysław Stępiński
- 12 października 1996 – 2000 – Krzysztof Suprowicz
- 2001–2003 – b.d.
- 6 października 2003 – 1 lipca 2006 – Tadeusz Strójwąs (jednocześnie akredytowany w Erytrei)
- 1 lipca 2006 – 31 sierpnia 2008 – Henryk Piaszczyk[14]

Placówka w Sanie została zlikwidowana 31.08.2008. Jej kompetencje przejęła ambasada RP w Rijadzie.

- 13 grudnia 2009 – Adam Kułach

## Jordania
- 11 stycznia 1965 – 9 maja 1966 – Witold Skuratowicz
- 11 stycznia 1965 – Franciszek Onichowski (chargé d’ affaires a.i.)
- 9 maja 1966 – 1970 – Zdzisław Wójcik
- 1 stycznia 1970 – 1971 – Paweł Stafer (chargé d’ affaires a.i.)
- 1 grudnia 1971 – 1973 – Edward Czapula (chargé d’ affaires a.i.)
- 28 marca 1973 – 1 maja 1974 – Tadeusz Wujek
- 1 maja 1974 – 21 czerwca 1975 – Tadeusz Krzemiński (chargé d’ affaires a.i.)
- 21 czerwca 1975 – 29 czerwca 1977 – Antoni Pierzchała
- 29 czerwca 1977 – 15 listopada 1982 – Stanisław Matosek
- 15 listopada 1982 – 1 sierpnia 1984 – Bogusław Kaczyński
- 1 sierpnia 1984 – 31 października 1986 – Jacek Szydłowski (chargé d’ affaires a.i.)
- 31 października 1986 – 18 marca 1987 – Marian Dąbrowski (chargé d’ affaires a.i.)
- 18 marca 1987 – 19 lipca 1987 – Ludwik Janczyszyn
- 19 lipca 1987 – 7 czerwca 1989 – Marian Dąbrowski (chargé d’ affaires a.i.)
- 7 czerwca 1989 – 10 lipca 1990 – Józef Baryła
- 10 lipca 1990 – 16 października 1991 – Edmund Pawlak (chargé d’ affaires a.i.)
- 16 października 1991 – 12 września 1995 – Krzysztof Baliński
- 12 września 1995 – 20 lutego 1997 – Bogusław Rękas (chargé d’ affaires a.i.)
- 20 lutego 1997 – 5 lipca 1999 – Stanisław Pawlak
- 5 lipca 1999 – 21 września 2003 – Mariusz Woźniak (chargé d’ affaires a.i.)
- 21 września 2003 – 9 grudnia 2003 – Magdalena Renata Pieńkos (chargé d’ affaires a.i.)
- 9 grudnia 2003 – 7 maja 2009 – Andrzej Biera[82]
- 7 maja 2009 – wrzesień 2016 – Krzysztof Bojko (chargé d’ affaires a.i., od 2012 jako ambasador)
- 23 września 2016 – 30 września 2020 – Andrzej Świeżaczyński
- od 2021 – Lucjan Karpiński

## Jugosławia
W latach 1918–1929 Królestwo Serbów, Chorwatów i Słoweńców (SHS)
- od 1 stycznia 1919 – marzec 1919 – Czesław Pruszyński (chargé d’affaires w Królestwie Serbów, Chorwatów i Słoweńców)
- 26 września 1919 – 20 marca 1920 – Erazm Piltz (poseł nadzwyczajny i minister pełnomocny w Królestwie Serbów, Chorwatów i Słoweńców)
- 20 marca 1920 – 1 sierpnia 1921 – Zygmunt Stefański (chargé d’affaires w Królestwie Serbów, Chorwatów i Słoweńców)
- 1 sierpnia 1921 – 1 lutego 1928 – Zdzisław Okęcki (poseł nadzwyczajny i minister pełnomocny w Królestwie Serbów, Chorwatów i Słoweńców)
- 11 lutego 1928 – 31 stycznia 1929 – Michał Kwapiszewski (chargé d’affaires w Królestwie Serbów, Chorwatów i Słoweńców)
- 19 stycznia 1929 – 30 maja 1931 – Wacław Babiński (poseł nadzwyczajny i minister pełnomocny w Królestwie Serbów, Chorwatów i Słoweńców, a od 3 października 1929 w Królestwie Jugosławii)
- 16 czerwca 1931 – 15 maja 1935 – Władysław Günther-Schwarzburg (poseł nadzwyczajny i minister pełnomocny w Królestwie Jugosławii)
- 30 maja 1935 – 6 kwietnia 1941 – Kazimierz Roman Dębicki (poseł w Królestwie Jugosławii)
- 10 sierpnia 1941 – 30 sierpnia 1942 – Kazimierz Roman Dębicki (przy rządzie Królestwa Jugosławii na emigracji w Londynie i Kairze)
- 1 września 1942 – 5 lipca 1945 – Mieczysław Marchlewski (przy rządzie Królestwa Jugosławii w Londynie i Kairze)
- 1945–1950 – Jan Karol Wende
- 1950–1954 – Władysław Lewandowski (chargé d’affaires)[78]
- 1954–1959 – Henryk Grochulski[83]
- 1959–1965 – Aleksander Małecki
- 1966–1967 – Józef Czyrek (chargé d’affaires)[78]
- 1967–1971 – Tadeusz Findziński
- 1971–1978 – Janusz Burakiewicz
- 1981–1985 – Wiktor Kinecki
- 1986–1987 – Krzysztof Kostyrko (chargé d’affaires)[78]
- 1986–1989 – Czesław Piotrowski
- 1989–1990 – Tadeusz Porębski
- 1990–1991 – Antoni Juniewicz (chargé d’affaires)[78]
- 27 lutego 1991 – wrzesień 1996 – Jerzy Chmielewski
  - 31 lipca 1992 – wrzesień 1996 – Julian Sutor (formalne zastępstwo jako chargé d’affaires a.i.)
- wrzesień 1996 – 2001 – Sławomir Dąbrowa
- 23 listopada 2001 – 2005 – Tadeusz Diem

Przekształcenie Jugosławii w Serbię i Czarnogórę.

## Kambodża
- 31 października 1956 – 1960 – Zygfryd Wolniak (poseł)
- 20 czerwca 1960 – 1962 – Mieczysław Gołąb (chargé d’affaires a.i.)[84]
- styczeń 1962 – 1963 – Aleksander Skrzyniarz (chargé d’affaires a.i.)[84]
- 20 stycznia 1960 – 1964 – Kazimierz Krawczyński(inne języki) (do 25 marca 1963 jako poseł)
- 20 marca 1964 – listopad 1964 – Aleksander Skrzyniarz (chargé d’affaires a.i.)[84]
- 23 listopada 1964 – 1968 – Mieczysław Włodarek
- 27 stycznia – 5 listopada 1968 – Bolesław Iwankow (chargé d’affaires a.i.)[84]
- 5 listopada 1968 – 1970 – Zdzisław Pachowski
- 5 lipca 1970 – 1971 – Bolesław Iwankow (chargé d’affaires a.i.)
- 11 lipca 1971 – 1973 – Franciszek Mliczek (chargé d’affaires a.i.)
- 26 czerwca 1973 – 1974 – Zygmunt Grabowski (chargé d’affaires a.i.)
- 16 sierpnia 1974 – marzec 1975 – Jan Miaskowski (chargé d’affaires a.i.)
- 2 lipca 1979 – 1982 – Sergiusz Mikulicz
- 7 października 1982 – 1986 – Ludwik Klockowski
- 16 października 1986 – 1988 – Józef Kobiałka
- 2 marca 1992 – 1994 – Krzysztof Kocel
- 23 stycznia 1995 – 1998 – Grzegorz Przysiężny (chargé d’affaires a.i.)
- 6 maja 1998 – 1999 – Wiesław Scholz
- 5 lipca 1999 – 2005 – Kazimierz Duchowski[85] (chargé d’affaires a.i., od 17 września 2002 ambasador)
- 25 lipca 2005 – 2008 – Ryszard Olszewski[14]
- 14 listopada 2007 – 2009 – Leszek Bednarek (chargé d’affaires a.i.)
- 11 marca 2009[35] – Jerzy Bayer

W latach 1979–1989 państwo funkcjonowało pod nazwą Ludowa Republika Kampuczy. Ambasadę w Phnom Penh zamknięto w 2008.

## Kamerun
- 1 marca 1973 – 1974 – Bohdan Karol Ostrowski (chargé d’affaires en pied)
- 25 stycznia 1974 – 1979 – Mieczysław Jabłoński (chargé d’affaires en pied)
- 26 stycznia 1979 – 1984 – Edmund Maciaszek (chargé d’affaires en pied)
- 30 marca 1984[87] – 26 stycznia 1989 – Mieczysław Cielecki
- 26 sierpnia 1989 – 30 września 1991[88] – Józef Filipowicz[89]
- 21 października 1993[35] – 1998 – Kazimierz Gutkowski
- 15 września 1998[36] – 28 sierpnia 2000 – Jan Padlewski
- 4 czerwca 2003[36] – 2009 – Grzegorz Waliński
- 6 maja 2009[36] – Przemysław Niesiołowski

## Kanada
- 1938–1941 – Tadeusz Brzeziński (konsul generalny)
- 1 II 1942 – 1 IX 1944 – Wiktor Podoski (poseł)
- 1 XI 1944 – 5 VII 1945 – Wacław Babiński
- 1946–1947 – Alfred Fiderkiewicz
- 1947–1948 – Zygmunt Bielski (chargé d’affaires a.i.)[89]
- 1948–1950 – Eugeniusz Milnikiel
- 1950–1951 – Eugeniusz Markowski (chargé d’affaires a.i.)
- 1951–1952 – Zygfryd Wolniak (chargé d’affaires a.i.)[89]
- 1952–1955 – Eugeniusz Markowski (chargé d’affaires a.i.)
- 1955–1957 – Edward Kołek (chargé d’affaires a.i.)
- 1957–1961 – Mieczysław Sieradzki (chargé d’affaires a.i.)
- 1961–1967 – Zygfryd Wolniak
- 1967–1971 – Marian Stradowski
- 1971–1978 – Józef Czesak
- 1978–1983 – Stanisław Pawlak
- 1983–1987 – Andrzej Kacała
- 1987–1992 – Alojzy Bartoszek
- 1992–1997 – Tadeusz Diem
- 1997–2000 – Bogdan Grzeloński
- 2002–2004 – Paweł Dobrowolski
- 2004–2010 – Piotr Ogrodziński
- 2010–2013 – Zenon Kosiniak-Kamysz
- 2013–2016 – Marcin Bosacki
- 2016–2017 – Łukasz Weremiuk (chargé d’affaires a.i.)
- 2017–2022 – Andrzej Kurnicki
- od 2022 – Witold Dzielski

## Katar
- 16 października 1995 – 2002 – Andrzej Kapiszewski
- 4 kwietnia 2002 – 2006 – Mirosław Adamczyk (chargé d’affaires a.i.)
- 29 sierpnia 2006 – 2014 – Robert Rostek (chargé d’affaires a.i., od 11 listopada 2008 ambasador)
- 2014 – 2017 – Krzysztof Suprowicz
- 2017 – 2018 – Maciej Kubicki (chargé d’affaires a.i.)
- 2018 – 2024 – Janusz Janke
- od 2024 – Tomasz Sadziński (do kwietnia 2025 jako chargé d’affaires a.i.)

## Kazachstan
- 27 kwietnia 1994 – 1995 – Piotr Borawski (chargé d’affaires a.i.)
- 10 stycznia 1995 – 2000 – Marek Gawęcki[90]
- 9 listopada 2000 – 2004 – Zdzisław Nowicki[91]
- 17 sierpnia 2004[35] – 2007 – Władysław Jan Sokołowski (z akredytacją na Kirgistan)
- 2006 – Jan Drożdż (chargé d’affaires a.i.)
- 19 czerwca 2007 – wrzesień 2010 – Paweł Cieplak
- kwiecień 2010 – luty 2011 – Mieczysław Łapanowski (chargé d’affaires a.i.)
- luty 2011 – 31 sierpnia 2015 – Jacek Kluczkowski[92]
- 28 października 2015 – 2016 Maciej Lang (z akredytacją na Kirgistan)
- czerwiec 2017 – 15 listopada 2023 – Selim Chazbijewicz (z akredytacją na Kirgistan)
- 2023–2024 – Tomasz Kollat / Grzegorz Stykowski (chargé d’affaires a.i.)
- od 2024 – Michał Łabenda (chargé d’affaires a.i.)

## Kenia
- 22 kwietnia 1964 – 28 listopada 1965 – Władysław Dłuski (chargé d’affaires a.i.)[93]
- 28 listopada 1965 – 4 lipca 1969 – Henryk Leśniewski (chargé d’affaires a.i.)
- 4 lipca 1969 – 22 stycznia 1974 – Emil Hachulski
- 22 stycznia 1974 – 17 stycznia 1979 – Zdzisław Lesiak
- 17 stycznia 1979 – 3 maja 1983 – Jan Witek
- 1979? – Wiesław Dębski (chargé d’affaires a.i.)[89]
- czerwiec 1982 – luty 1983 – Kazimierz Kurowski (chargé d’affaires a.i.)[89]
- 3 maja 1983 – 14 stycznia 1988 – Eugeniusz Wiśniewski
- 14 stycznia 1988 – 5 sierpnia 1992 – Tadeusz Janicki
- 5 sierpnia 1992 – 2 czerwca 1996 – Adam Kowalewski
- 2 czerwca 1996 – 1 lipca 1997 – Roman Kojder (chargé d’affaires a.i.)
- 1 lipca 1997 – 22 października 2002 – Andrzej Olszówka
- 22 października 2002 – 19 października 2007 – Wojciech Jasiński
- 19 października 2007 – 1 czerwca 2012 – Anna Grupińska[94] (ambasador z akredytacją na Komorach, Seszelach (od 2009)[5], Burundi, Mauritiusie, Somali, Tanzanii, Ugandzie (od 2010)[95] oraz na Madagaskar, w Rwandzie, Stały Przedstawiciel RP przy UNEP i UN-HABITAT)
- 2012 – 2015 – Marek Ziółkowski (dodatkowo akredytowany w kilku innych państwach afrykańskich oraz Stały Przedstawiciel RP przy UNEP i UN-HABITAT)[96][97]
- 2015 – 2016 – Katarzyna Jaworowska (chargé d’affaires a.i.)
- 2016 – 2018 – Sergiusz Wolski(inne języki) (chargé d’affaires a.i.)
- marzec 2018 – 31 marca 2023 – Jacek Bazański (akredytowany również w Madagaskarze, Mauritiusie, Seszelach, Ugandzie i Somalii)
- od 2023 – Mirosław Gojdź

## Kirgistan
- 16 czerwca 1994 – 1995 – Piotr Borawski (chargé d’affaires a.i.)
- 11 maja 1995[35] – 2001 – Marek Gawęcki
- 9 sierpnia 2001[35] – 2004 – Zdzisław Nowicki
- 9 grudnia 2004 – 2006 – Władysław Jan Sokołowski
- 2006 – Jan Drożdż (chargé d’affaires a.i.)
- 16 października 2007 – 2010 – Paweł Cieplak

## Kolumbia
- 1942–1946 – Mieczysław Chałupczyński (poseł; z jednoczesną akredytacją w Ekwadorze i Wenezueli)
- 1946–1952 – Kazimierz Eiger (chargé d’affaires Rządu RP na Uchodźstwie)
- 1946–1951 – Jan Marceli Drohojowski (poseł Polski Ludowej)
- 1969–1973 – Witold Jurasz (ambasador)[84]
- 1971?–1975? – Czesław Słowakiewicz (chargé d’affaires a.i.)[84]
- 1973–1975 – Zdzisław Szewczyk[84]
- 1975–1980 – Tadeusz Wegner
- 1980–1983 – Edward Wychowaniec
- 1983–1987 – Andrzej Tadeusz Jedynak
- 1986–1987 – Mikołaj Wieremiejuk (chargé d’affaires a.i.)[98]
- 1987–1992 – Mieczysław Biernacki
- 1992–1997 – Adam Elbanowski
- 1997–2002 – Paweł Kulka Kulpiowski
- 2002–2008 – Henryk Kobierowski
- 2008–2012 – Jacek Perlin (od 2009 akredytacja na Dominikanę, Haiti, Panamę i Saint Lucia)
- 2012–2016 – Maciej Ziętara (akredytacja na Dominikanę, Haiti, Panamę i Saint Lucia)
- wrzesień 2016 – 31 sierpnia 2020 – Agnieszka Frydrychowicz-Tekieli (z krajami akredytacji: Saint Lucia, Antigua i Barbuda)
- 1 września 2020 – lipiec 2024 – Paweł Woźny (jw.)
- od stycznia 2025 – Barbara Sośnicka (do kwietnia 2025 jako chargé d’affaires a.i.)

## Komory
- 26 lipca 2006 – 2 stycznia 2008 – Ryszard Malik
- 2 stycznia 2008 – Wojciech Bożek

## Republika Konga
- 2 grudnia 1961 – 29 września 1964 – Bogdan Wasilewski (chargé d’affaires a.i.)[98]
- 1 V/13 IX? 1964 – 1 sierpnia 1966 – Emil Hachulski (chargé d’affaires a.i.)[98]
- 1 sierpnia 1966 – 30 czerwca 1967 – Eugeniusz Wiśniewski (chargé d’affaires a.i.)[98]
- kwiecień 1967 – luty 1971? – Wacław Klimas (chargé d’affaires a.i.)[98]
- 9 czerwca 1971 – 4 marca 1978 – Lucjan Wolniewicz (od 16 listopada 1974 jako ambasador, wcześniej jako poseł)[98]
- 4 marca 1978 – 1979 – Jerzy Wiechecki
- 29 grudnia 1986 – 29 maja 1989 – Jan Słowiński (chargé d’affaires a.i.)[98]
- 31 lipca 1989 – Teofil Stanisławski[20]
- 19 grudnia 1991 – Andrzej Łupina
- 1997 – Jan Słowiński (chargé d’affaires a.i.)
- 7 października 2005 – Bogusław Nowakowski

## Korea Południowa
Opracowano na podstawie materiału źródłowego
- 22 grudnia 1989 – 1990 – Romuald Deryło (chargé d’affaires a.i.)
- 10 września 1990 – 1994 – Jędrzej Krakowski
- 6 listopada 1994 – 2001 – Janusz Świtkowski
- 9 maja 2001 – 2005 – Tadeusz Chomicki
- 26 sierpnia 2005 – 2007 – Andrzej Derlatka
- 14 marca 2007 – 2011 – Marek Całka
- 11 lutego 2011 – 31 marca 2017 – Krzysztof Majka
- 2017 – Joanna Wasiewska (chargé d’affaires a.i.)
- wrzesień 2017 – lipiec 2024 – Piotr Ostaszewski
- od 2025 – Bartosz Wiśniewski(inne języki)

## Korea Północna
- 9 lipca 1950 – 1950 – Stanisław Dodin (chargé d’affaires a.i.)
- 24 grudnia 1950 – 1952 – Juliusz Burgin
- styczeń 1951 – kwiecień 1951 – Marian Drewniak (chargé d’affaires a.i.)
- 1952? – Józef Góra (chargé d’affaires a.i.)[98]
- 29 czerwca 1952 – 1954 – Stanisław Kiryluk
- 1954? – Eugeniusz Cerekwicki (chargé d’affaires a.i.)[98]
- 14 września 1954 – 1959 – Jerzy Siedlecki
- 30 września 1959 – 1964 – Józef Dryglas
- 12 lutego 1964 – 1968 – Władysław Napieraj
- 4 września 1968 – 1971 – Józef Dryglas
- 21 października 1971 – 1978 – Tadeusz Białkowski
- 5 lipca 1978 – 1981 – Jerzy Pękala
- 30 grudnia 1981 – 1986 – Leon Tomaszewski
- 1 lutego 1986 – 1990 – Mieczysław Dedo
- marzec – 30 października 1990 – Andrzej Karp (chargé d’affaires a.i.)[98]
- 30 października 1990 – 1991 – Piotr Matuszewski (chargé d’affaires a.i.)
- 5 maja 1991 – 1995 – Ryszard Baturo
- 31 października 1995 – 1996 – Hubert Kuśnierz (chargé d’affaires a.i.)
- 23 sierpnia 1996 – 2001 – Mieczysław Dedo (chargé d’affaires a.i., po ochłodzeniu stosunków na linii Pjongjang-Warszawa osoba pełniąca obowiązki ambasadora)
- 6 listopada 2001 – 2005 – Wojciech Kałuża
- 6 października 2005 – 2009 – Roman Iwaszkiewicz
- 12 stycznia 2010 – 2014 – Edward Pietrzyk
- 2014 – 2019 – Krzysztof Ciebień
- luty 2019 – sierpień 2020 – Damian Mikołajczyk, chargé d’affaires
- wrzesień 2020 – grudzień 2020 – Andrzej Sikorski, chargé d’affaires
- od ok. 2023 – Radosław Flisiuk (chargé d’affaires a.i. rezydujący w Pekinie)[100]

## Kostaryka
- 18.11.1933 – Zygmunt Merdinger, chargé d’affaires
- 01.09.1936 – Mieczysław Marchlewski, chargé d’affaires
- 01.11.1942 – Władysław Neuman, poseł
- 16.02.1945 – Zygmunt Merdinger, poseł
- 25.05.1946 – Jan Drohojowski, poseł
- 11.01.1952 – 30.01.1955 – Bolesław Jeleń, poseł
- 31.10.1955 – 1958? – Bernard Bogdański (chargé d’affaires a.i.)[98]
- 16.05.1958 – Mieczysław Włodarek, poseł
- 01.02.1963 – Jerzy Grudziński, poseł
- 1966 – 1967 – Eugeniusz Spyra (chargé d’affaires a.i.)[98]
- 18.05.1967 – Ryszard Majchrzak, poseł
- 15.08.1971 – 11.1972 – Ryszard Plesner (chargé d’affaires a.i.)[98]
- 11.12.1972 – Mieczysław Grad
- 23.03.1976 – Józef Klasa
- 09.10.1976 – 5.11.1979 – Eugeniusz Ciuruś, ambasador 4.08.1980
- 05.04.1985 – Mieczysław Rysiński
- 20.10.1988 – Bronisław Wilczak
- 01.08.1990 – Zdzisław Sośnicki (chargé d’affaires)
- 17.10.1991 – Kazimierz Duchowski
- 01.08.1996 – Przemysław Marzec (chargé d’affaires)
- 01.09.1997 – 2001 – Mieczysław Biernacki
- 28.03.2003 – 2005 – Ryszard Schnepf
- 14.10.2005 – 31 grudnia 2008[101] – Andrzej Braiter (także w Republice Belize, Republice Gwatemali, Republice Hondurasu oraz Republice Salwadoru)

Zamknięcie ambasady w San José w 2008.

## Królestwo Neapolu
- 1735 – ks. Wincenty (agent)
- 1763 – Maciej Józef Łubieński (Rzym, Neapol i Wenecja)

## Kuba
- 1942–1959 – Kazimierz Roman Dębicki (poseł; także w Dominikanie i na Haiti od 1946 chargé d’affaires Rządu RP na Uchodźstwie)
- 1960 – Wiktor Lerczak
- 1960–1964 – Bolesław Jeleń
- 1964–1970 – Tadeusz Strzałkowski
- 1970–1971 – Józef Klasa
- 1971–1976 – Marian Renke
- 1976–1980 – Ryszard Majchrzak
- 1981–1982 – Jan Janiszewski (chargé d’affaires)[89]
- 1982–1985 – Stanisław Jarząbek
- 1985–1989 – Czesław Dęga
- 1989? – Stanisław Szafraniec(inne języki) (chargé d’affaires)[89]
- 1989–1991 – Wojciech Barański
- 1991–1997 – Sławomir Klimkiewicz
- 1997–2001 – Jan Janiszewski
- 2001–2005 – Tomasz Turowski
- 2005–2007 – Daniel Gromann (chargé d’affaires)
- 2007–2010 – Marzenna Adamczyk
- 2011–30 września 2014 – Małgorzata Galińska-Tomaszewska[102]
- 1 października 2014 – 11 marca 2015 – Tomasz Gos (chargé d’affaires a.i.)
- 2015–2020 – Anna Pieńkosz
- 2020–2023 – Michał Faryś (chargé d’affaires)
- od 2023 – Joanna Kozińska-Frybes

## Kuwejt
- 14 stycznia 1964 – 11 marca 1964 – Witold Skuratowicz
- 11 marca 1964 – 14 września 1965 – Jerzy Raczyński (chargé d’affaires a.i.)
- 14 września 1965 – 10 grudnia 1968 – Zdzisław Wójcik
- 10 grudnia 1968 – 2 maja 1971 – Zdzisław Osiadacz (chargé d’affaires a.i.)
- 2 maja 1971 – 19 listopada 1972 – Stanisław Turbański
- 19 listopada 1972 – 1 grudnia 1972 – Lucjan Lik
- 1 grudnia 1972 – 15 października 1975 – Stanisław Maksymowicz (chargé d’affaires a.i.)
- 15 października 1975 – listopad 1976 – Tadeusz Klejnocki (chargé d’affaires a.i.)
- listopad 1976 – 3 marca 1982 – Henryk Żebrowski
- 3 marca 1982 – 18 września 1986 – Antoni Czarkowski
- 18 września 1986 – 11 lutego 1987 – Stanisław Łańcucki (chargé d’affaires a.i.)
- 11 lutego 1987 – 21 sierpnia 1991 – Witold Jurasz
- 21 sierpnia 1991 – 7 grudnia 1994 – Janusz Dworak
- 7 grudnia 1994 – listopad 2000 – Jan Natkański (z jednoczesną akredytacją w Bahrajnie i Omanie)
- 17 stycznia 2001 – 30 sierpnia 2005 – Wojciech Bożek (z jednoczesną akredytacją w Bahrajnie)
- 30 sierpnia 2005 – 1 maja 2007 – Kazimierz Romański (z jednoczesną akredytacją w Bahrajnie)
- 1 maja 2007 – 9 stycznia 2008 – Robert Dziedzic (chargé d’affaires a.i.)
- 9 stycznia 2008 – 2012 – Janusz Szwedo (z jednoczesną akredytacją w Bahrajnie)
- 2012 – 2017 – Grzegorz Olszak (z jednoczesną akredytacją w Bahrajnie)
- grudzień 2017 – 15 czerwca 2023 – Paweł Lechowicz (z jednoczesną akredytacją w Bahrajnie)
- 2023–2024 – Anna Godoj-Ciszkowska (chargé d’affaires a.i.)
- od listopada 2024 – Michał Cholewa (do kwietnia 2025 jako chargé d’affaires a.i.)

## Laos
- 23 stycznia 1963 – 1968 – Kazimierz Krawczyński(inne języki)
- 13 lipca 1964 – 2 sierpnia 1968 – Mieczysław Włodarek (chargé d’affaires a.i.)[89]
- 27 grudnia 1968 – 1972 – Zdzisław Pachowski
- 2 marca 1972 – 1974 – Władysław Domagała
- 8 października 1974 – 1979 – Franciszek Mliczek (do 30 grudnia 1975 chargé d’affaires a.i.)
- 24 czerwca 1979 – 1983 – Marek Czurlej
- 21 stycznia 1983 – 1986 – Józef Puta
- 18 sierpnia 1986 – 28 maja 1991 – Marian Fronczek
- 24 lipca 1991 – 1996 – Marian Ejma-Multański
- 25 kwietnia 1997 – 2001 – Henryk Goik (chargé d’affaires a.i.)
- 23 sierpnia 2001 – 2004 – Tomasz Gerlach (chargé d’affaires a.i.)
- 2004–2008 – Tomasz Gerlach[14]

Zamknięcie ambasady w Wientianie 30 września 2008, jej czynności w odniesieniu do Laosu przejęła Ambasada RP w Tajlandii, z siedzibą w Bangkoku.
- 11 marca 2009 – Jerzy Bayer

## Lesotho
- 17 sierpnia 1989 – 6 marca 1995 – Mirosław Dackiewicz
- 6 marca 1995 – 1999 – Stanisław Cieniuch
- 8 czerwca 1999 – 2001 – Tomasz Wasilewski (chargé d’affaires a.i.)
- 28 stycznia 2001[35] – Krzysztof Śliwiński
- 1 lipca 2010[36] – Marcin Kubiak

## Liban
- 1933–1939 – Kazimierz Korczyński (do 1936 jako agent konsularny RP, od 1936 jako wicekonsul honorowy RP)
- 1 marca 1943 – Karol Bader (konsul generalny RP)[103]
- 1 lipca 1942 – Jan Karszo-Siedlewski (konsul generalny RP)
- 1 marca 1943 – Witold Ryszard Korsak (konsul generalny RP)
- 15 grudnia 1943 – 1956 – Zygmunt Zawadowski (agent dyplomatyczny, od 1 sierpnia 1944 poseł; od 1945 jako poseł Rządu RP na Uchodźstwie)[104]
- 6 grudnia 1956 – 14 października 1960 – Włodzimierz Paszkowski (poseł PRL)
- 14 października 1960 – 1965 – Witold Skuratowicz, poseł PRL, od 15 lutego 1963 ambasador PRL
- 21 maja 1965 – 11 czerwca 1971 – Zdzisław Wójcik
- 11 czerwca 1971 – 13 grudnia 1974 – Tadeusz Wujek
- 13 grudnia 1974 – 1975 – Antoni Pierzchała
- wrzesień 1976 – październik 1977 – Józef Mieczyński (chargé d’affaires a.i.)[89]
- 29 października 1977 – 15 marca 1981 – Janusz Zabłocki
- 1 sierpnia – 4 listopada 1981 – Dominik Kofman (chargé d’affaires a.i.)[89]
- 6 listopada 1981 – marzec 1982 – Andrzej Biera (chargé d’affaires a.i.)[89]
- 15 marca 1982 – 22 listopada 1984 – Krzysztof Antczak (chargé d’affaires a.i.)
- 19 sierpnia 1983 – październik 1984 – Bolesław Iwanków (chargé d’affaires a.i.)[105]
- 22 listopada 1984 – 16 września 1987 – Zbigniew Żelazowski (chargé d’affaires a.i.)
- 16 września 1987 – 1 czerwca 1989 – Bogusław Rękas (chargé d’affaires a.i.)
- 1 czerwca 1989 – 20 września 1990 – Jan Witek (chargé d’affaires a.i.)
- 20 września 1990 – 1 stycznia 1991 – Witold Dynowski (chargé d’affaires a.i.)
- 1 stycznia 1991 – 1995 – Piotr Kowalski (chargé d’affaires a.i.)
- 1995 – 1997 – Henryk Piaszczyk (chargé d’affaires a.i.)
- 18 grudnia 1997 – 1999 – Tadeusz Strulak
- 1999 – 2002 – Lidia Milka-Wieczorkiewicz (chargé d’affaires a.i.)
- 26 listopada 2002 – 31 sierpnia 2006 – Waldemar Markiewicz
- 14 listopada 2006 – 11 grudnia 2006 – Michał Murkociński (chargé d’affaires a.i.)
- 11 grudnia 2006 – 11 lipca 2007 – Sławomir Krajczyński (chargé d’affaires a.i.)
- 11 lipca 2007 – 13 listopada 2008 – Sławomir Kowalski (chargé d’affaires a.i.)
- 13 listopada 2008 – 2 września 2013 – Tomasz Niegodzisz
- 2 września 2013 – 20 grudnia 2017 – Wojciech Bożek
- luty 2018 – sierpień 2024 – Przemysław Niesiołowski
- od listopada 2024 – Aleksandra Bukowska-McCabe (do kwietnia 2025 chargé d’affaires a.i.)

## Libia
- 1962–1964? – Edwin Patyna (chargé d’affaires a.i.)[105]
- 1964–1966 – Kazimierz Sidor[105]
- 1966–1971 – Albert Morski[105]
- 1971? – Janusz Thomas (chargé d’affaires a.i.)[105]
- 1971 – Tadeusz Dęborski (chargé d’affaires a.i.)[105]
- 1971–1975 – Janusz Lewandowski
- 1975–1979 – Tadeusz Mulicki
- 1979–1982 – Sykstus Olesik
- 1982 – Stanisław Trębicki[105]
- 1982–1986 – Włodzimierz Sawczuk
- 1986–1990 – Stanisław Kukuryka
- 1990–1995 – Stefan Staniszewski
- 1996–2001 – Witold Jurasz
- 2001–2003 – Jakub T. Wolski
- 2004–2009 – Józef Osas
- 2009–2012 – Wojciech Bożek[82] (z akredytacją na Czad i Niger)
- 2013–2017 – Piotr Ciećwierz (akredytowany także w Nigrze i Czadzie)
- 2017–31 sierpnia 2019 – Jean Azouri (chargé d’affaires a.i., rezydujący w Tunisie)
- 1 września 2019–2022 – Justyna Porazińska (chargé d’affaires a.i., rezydująca w Tunisie)
- 2022–2023 – Dariusz Niderla (chargé d’affaires a.i., rezydujący w Tunisie)[106]
- od 2023 – Grzegorz Olszak (chargé d’affaires a.i., rezydujący w Tunisie)

## Liga Narodów
- 15 listopada 1920 – 10 czerwca 1921 – Ignacy Jan Paderewski (Stały Delegat i Minister Pełnomocny RP)
- 15 listopada 1921 – 11 lipca 1923 – Szymon Askenazy
- 11 lipca 1923 – 6 maja 1924 – Konstanty Skirmunt
- 6 maja 1924 – 3 marca 1925 – Aleksander Skrzyński
- 3 marca 1925 – 7 grudnia 1925 – Kajetan Dzierżykraj-Morawski
- 14 stycznia 1926 – 31 marca 1932 – Franciszek Sokal
- 1 kwietnia 1932 – 8 listopada 1932 – Tadeusz Gwiazdoski (chargé d’affaires)
- 8 listopada 1932 – 22 listopada 1934 – Edward Bernard Raczyński
- 22 listopada 1934 – 31 października 1938 – Tytus Komarnicki
- 1939 – Sylwin Strakacz
- 1940–1945 – Stanisław Albrecht Radziwiłł (chargé d’affaires)

Zamknięcie Stałej Delegatury w związku z rozwiązaniem Ligi Narodów.

## Litwa
- 30 marca 1938 – 16 października 1939 – Franciszek Charwat (poseł)

16 października 1939 – likwidacja placówki wobec ustania stosunków dyplomatycznych
- 1 października 1991 – 27 maja 1992 – Mariusz Maszkiewicz (chargé d’affaires)
- 7 kwietnia 1992 – 29 października 1996 – Jan Widacki
- 29 października 1996 – 16 marca 2001 – Eufemia Teichmann
- 16 marca 2001 – 26 stycznia 2005 – Jerzy Bahr
- 21 lutego 2005 – 31 maja 2013 – Janusz Skolimowski
- 17 lipca 2013 – 31 maja 2017 – Jarosław Czubiński
- 1 czerwca 2017 – 23 sierpnia 2017 – Maria Ślebioda (chargé d’affaires)
- 23 sierpnia 2017 – 19 marca 2023 – Urszula Doroszewska
- 18 kwietnia 2023 – 31 lipca 2024 – Konstanty Radziwiłł
- od stycznia 2025 – Grzegorz Marek Poznański (chargé d’affaires a.i.)

## Lotaryngia
- 1763 – Franciszek Bieliński (do Wersalu i Lunéville)

## Luksemburg
- 1 września 2005 – 31 lipca 2010 – Barbara Labuda[108]
- 2010 – 2011 – Ewa Sufin-Jacquemart(inne języki) (chargé d’affaires a.i.)
- czerwiec 2011 – lipiec 2016 – Bartosz Jałowiecki
- styczeń 2017 – sierpień 2024 – Piotr Wojtczak
- od stycznia 2025 – Rafał Hykawy(inne języki) (chargé d’affaires a.i.)

## Łotwa
- 2 września 1919 – 1 sierpnia 1920 – Bronisław Bouffałł (delegat misji)
- 1 sierpnia 1920 – 1 listopada 1921 – Witold Kamieniecki (poseł)
- 1 listopada 1921 – 1 października 1923 – Witold Jodko-Narkiewicz (poseł)
- 1 grudnia 1923 – 6 sierpnia 1926 – Aleksander Ładoś (poseł)
- 12 października 1926 – 23 stycznia 1929 – Juliusz Łukasiewicz (poseł)
- 30 kwietnia 1929 – 19 grudnia 1932 – Mirosław Arciszewski (poseł)
- 21 stycznia 1933 – 20 września 1935 – Zygmunt Beczkowicz (poseł)
- 1 stycznia 1936 – 29 marca 1938 – Franciszek Charwat (poseł)
- 5 kwietnia 1938 – 1 lipca 1938 – Jerzy Tadeusz Kłopotowski (chargé d’affaires)
- 1 lipca 1938 – 5 października 1939 – Jerzy Tadeusz Kłopotowski (poseł)

5 października 1939 – likwidacja placówki na żądanie ZSRR wobec rządu Łotwy
- 25 września 1991 – 7 stycznia 1997 – Jarosław Lindenberg (do 20 października 1992 jako chargé d’affaires)
- 7 stycznia 1997 – 15 lipca 2001 – Jarosław Bratkiewicz
- 16 lipca 2001 – 3 czerwca 2005 – Tadeusz Fiszbach
- 22 września 2005 – listopad 2009 – Maciej Klimczak
- 23 marca 2010 – 2014 – Jerzy Marek Nowakowski[109]
- 10 marca 2015 – 20 grudnia 2017 – Ewa Dębska
- 2017–2018 – Ewelina Brudnicka (chargé d’affaires)
- 2 września 2018 – 31 maja 2024 – Monika Michaliszyn
- od lutego 2025 – Tomasz Szeratics(inne języki) (chargé d’affaires a.i.)

## Macedonia Północna
- 10 września 1997 – 20 stycznia 2000 – Władysław Bilut (chargé d’affaires)
- 20 stycznia 2000 – 20 grudnia 2006 – Andrzej Dobrzyński (do 16 września 2003 jako chargé d’affaires)
- 20 grudnia 2006 – 9 grudnia 2007 – Grzegorz Mazek (chargé d’affaires)
- 9 grudnia 2007 – 15 sierpnia 2011 – Karol Bachura
- 15 sierpnia 2011 – 2013 – Przemysław Czyż
- 3 lutego 2014[110] – 2018 – Jacek Multanowski
- 27 września 2018 – 15 marca 2023 – Wojciech Tyciński
- kwiecień 2023 – lipiec 2024 – Krzysztof Grzelczyk
- od grudnia 2024 – Mariusz Brymora (chargé d’affaires a.i.)

Do 2019 państwo funkcjonowało pod nazwą Macedonia.

## Malezja
- 10 grudnia 1971 – 29 sierpnia 1972 – Jerzy Bociong
- 29 sierpnia 1972 – 21 marca 1973 – Andrzej Wasilewski (chargé d’affaires a.i.)
- 21 marca 1973 – 10 maja 1974 – Jerzy Markiewicz
- 10 maja 1974 – 22 listopada 1978 – Lesław Porębski (chargé d’affaires a.i.)
- 22 listopada 1978 – 24 września 1982 – Janusz Świtkowski
- 24 września 1982 – 6 lutego 1985 – Grzegorz Nobis (chargé d’affaires a.i.)
- 5 listopada 1983 – 25 sierpnia 1984 – Józef Orewczuk (chargé d’affaires a.i. – niezaakceptowany przez rząd Malezji)[105]
- 6 lutego 1985 – 3 października 1985 – Zygmunt Łyszczek (chargé d’affaires a.i.)
- 3 października 1985 – 22 stycznia 1990 – Jan Gorzelańczyk
- 22 stycznia 1990 – 31 lipca 1994 – Andrzej Żor
- 31 lipca 1994 – 27 lutego 1996 – Tomasz Kozłowski (chargé d’affaires a.i.)
- 27 lutego 1996 – 18 listopada 2003 – Marek Paszucha
- 18 listopada 2003 – 1 października 2009 – Eugeniusz Sawicki
- 1 października 2009 – 17 lutego 2011 – Katarzyna Wilkowiecka (chargé d’affaires a.i.)
- 17 lutego 2011 – 15 września 2014 – Adam W. Jelonek
- 15 września 2014 – 20 lipca 2015 – Monika Krzewicka (chargé d’affaires a.i.)
- 20 lipca 2015 – 1 lipca 2017 – Marcin Kubiak
- 1 lipca 2017 – 5 sierpnia 2017 – Monika Krzewicka (chargé d’affaires a.i.)
- 5 sierpnia 2017 – 5 września 2018 – Maciej Tumulec (chargé d’affaires a.i.)
- 5 września 2018 – 31 maja 2023 – Krzysztof Dębnicki
- od 2023 – Krzysztof Dobrowolski

## Malta
- 1 grudnia 2014 – marzec 2019 – Jolanta Janek (ambasador wizytująca, na stałe rezydująca w MSZ RP)
- 27 lutego 2020 – lipiec 2025 – Tomasz Czyszek

## Maroko
- 1959–1966 – Stefan Wilski
- 1966–1968 – Janusz Zambrowicz(inne języki)
- 1968–1972 – Feliks Niedbalski
- 1972–1973 – Janusz Żebrowski (chargé d’affaires)
- 1973–1977 – Zdzisław Pachowski
- 1977–1982 – Czesław Ciapa
- 1982–1986 – Józef Klasa
- 1986–1990 – Mirosław Wojciechowski
- 1990 – Piotr Nurowski (chargé d’affaires)[111]
- 1990–1994 – Krzysztof Śliwiński
- 1994–1999 – Piotr Szymanowski
- 1999–2005 – Mieczysław Stępiński
- 30 czerwca 2005 – 31 sierpnia 2010 – Joanna Wronecka (od 2006 także w Mauretanii, później również w Gambii, Gwinei Bissau, Republice Zielonego Przylądka i Senegalu)
- 22 września 2010 – 31 lipca 2015 – Witold Spirydowicz (także w Gambii, Gwinei Bissau, Mauretanii, Republice Zielonego Przylądka i Senegalu)
- 4 sierpnia 2015 – 30 listopada 2018 – Marek Ziółkowski (także w Mauretanii, Republice Zielonego Przylądka i Senegalu)
- 1 grudnia 2018 – 20 lipca 2020 – Beata Podgórska (chargé d’affaires a.i.)[112]
- 21 lipca 2020 – lipiec 2024 – Krzysztof Karwowski
- od stycznia 2025 – Tomasz Orłowski (chargé d’affaires a.i.)

## Meksyk
- 1928–1931 – Zygmunt Merdinger (konsul generalny RP)
- 1930 – Tytus Filipowicz, z siedzibą w Waszyngtonie
- 1931–1936 – Zygmunt Merdinger (poseł RP; od 1933 także w Kolumbii i Wenezueli)
- 24 września 1936 – 24 maja 1940 – Mieczysław Marchlewski (chargé d’affaires z akredytacją na Haiti i w Gwatemali)
- 25 maja 1940 – 31 października 1942 – Mieczysław Marchlewski (poseł; także w Dominikanie, Hondurasie, Kolumbii, Kostaryce, Nikaragui i Panamie)
- 1942–1945 – Władysław Neuman (poseł; także w Gwatemali, Hondurasie, Kostaryce, Nikaragui, Panamie)
- 1945 – Zygmunt Merdinger
- 1945–1949 – Jan Drohojowski (poseł)
- 1952–1955 – Bolesław Jeleń (poseł)
- 1955–1957 – Bernard Bogdański (chargé d’affaires a.i.)[111]
- 1957–1958 – Aleksander Bekier (chargé d’affaires a.i.)[111]
- 1958–1961 – Mieczysław Włodarek (ambasador; do 1960 poseł)
- 1961–1962 – Jan Wasiluk (chargé d’affaires a.i.)[111]
- 1962 – Aleksander Bekier (chargé d’affaires a.i.)[111]
- 1962–1966 – Jerzy Grudziński
- 1967–1972 – Ryszard Majchrzak
- 1972 – Roman Czyżycki (chargé d’affaires a.i.)[111]
- 1972–1975 – Mieczysław Grad
- 1975–1980 – Józef Klasa
- 1980 – Eugeniusz Trzepizur (chargé d’affaires a.i.)[111]
- 1980–1981 – Włodzimierz Janiurek
- 1981–1982 – Eugeniusz Trzepizur (chargé d’affaires a.i.)[111]
- 1982–1985 – Zdzisław Szewczyk
- 1985 – Andrzej Załucki (chargé d’affaires a.i.)[111]
- 1985–1989 – Henryk Łaszcz (od 1987 także akredytowany w Kostaryce)
- 1989–1993 – Irena Gabor-Jatczak
- 1993–1999 – Joanna Kozińska-Frybes
- 2000–2004 – Gabriel Beszłej (także akredytowany na Saint Lucia)
- 2004–2007 – Wojciech Tomaszewski (jw.)
- 2009–2013 – Anna Niewiadomska (także akredytacja w Belize, Gwatemali, Hondurasie, Kostaryce, Nikaragui i Salwadorze)
- grudzień 2013–luty 2018 – Beata Wojna
- 25 sierpnia 2018 – lipiec 2024 – Maciej Ziętara
- od 2024 – Agnieszka Frydrychowicz-Tekieli (do kwietnia 2025 jako chargé d’affaires a.i.)

## Mjanma (d. Birma)
- 30 sierpnia 1956 – 1959 – Zygfryd Wolniak
- 1 lipca – wrzesień 1959 – Emil Machulski (chargé d’affaires a.i.)[25]
- 2 listopada 1959 – 1964 – Kazimierz Krawczyński(inne języki)
- marzec – maj 1964 – Bogusław Rękas (chargé d’affaires a.i.)[25]
- 22 maja 1964 – 1969 – Mieczysław Włodarek
- 1968 – 1969 – Leon Raczyński (chargé d’affaires a.i.)[25]
- 18 stycznia 1969 – 1971 – Zdzisław Pachowski[113]/Stanisław Dąbrowski[25]
- 3 lipca 1971 – 1974 – Tadeusz Kozak (chargé d’affaires a.i.)
- 2 lutego 1974 – 1975 – Zbigniew Byszewski[114]
- 1 listopada 1975 – 1976 – Bonifacy Całusiński (chargé d’affaires a.i.)
- 15 lutego 1976 – 1979 – Stanisław Gugała
- 21 grudnia 1979 – 1980 – Zygmunt Janusz Cieślak (chargé d’affaires a.i.)
- 9 marca 1980 – 1984 – Władysław Domagała
- 13 czerwca 1984 – 1988 – Andrzej Majkowski[115]
- 12 stycznia 1988 – Lucjan Mieczkowski
- 2 stycznia 1997 – 2000 – Krzysztof Szumski
- 10 listopada 2000 – 2004 – Jerzy Surdykowski
- 19 listopada 2004 – 2010 – Bogdan Góralczyk
- 5 lutego 2010 – Jerzy Bayer

Ambasada została zamknięta. Obecnie ambasador RP w Republice Związku Mjanmy rezyduje w Bangkoku. W Mjanmie znajduje się Biuro Przedstawicielstwa Rzeczypospolitej Polskiej w Bangkoku z siedzibą w Rangunie podległe Ambasadzie RP w Bangkoku.

## Mołdawia
- 8 kwietnia 1994 – 8 sierpnia 1994 – Jan Domański (chargé d’affaires a.i.)
- 8 sierpnia 1994 – 30 czerwca 2000 – Wiktor Ross
- 24 sierpnia 2000 – 30 czerwca 2005 – Piotr Marciniak
- 5 października 2005 – 30 listopada 2009 – Krzysztof Suprowicz
- 2009 – 2010 – Marcin Nosal (chargé d’affaires a.i.)
- 15 września 2010 – 31 maja 2012 – Bogumił Luft
- 11 października 2012 – 30 czerwca 2017 – Artur Michalski
- 18 października 2017 – 28 lutego 2022 – Bartłomiej Zdaniuk
- od 16 marca 2022 – Tomasz Kobzdej

## Mongolia
- 30 czerwca 1953 – 1957 – Wacław Lewikowski
- 15 kwietnia 1957 – 1959 – Tadeusz Gede
- 6 kwietnia 1960 – 1966 – Stanisław Tkaczow
- 23 listopada 1966 – 1969 – Władysław Kakietek
- 24 listopada 1969 – 1974 – Franciszek Nowak
- 4 lipca 1974 – 1980 – Roman Gajzler
- 4 kwietnia 1980 – 1984 – Stanisław Stawiarski
- 1 marca 1984 – 1987 – Józef Urbanowicz
- 22 marca 1988 – 1991 – Stanisław Zaczkowski
- 7 marca 1991 – 1995 – Stanisław Godziński
- 26 lipca 2000 – 2001 – Leszek Wiącek (chargé d’affaires a.i.)
- 5 grudnia 2001 – 2005 – Krzysztof Dębnicki
- 12 grudnia 2005[116] – 31 lipca 2009[117] – Zbigniew Kulak

2009 – zamknięcie placówki w Ułan Bator
- 18 stycznia 2010 – Tadeusz Chomicki
- 7 lipca 2015–wrzesień 2018 – Michał Łabenda (ambasador wizytujący; na stałe rezydujący w Warszawie)
- od 2019 – Krzysztof Bojko (do 18 marca ambasador wizytujący, od 18 marca ambasador rezydujący w Ułan Bator)

## Mozambik
- 1978–1983 – Mieczysław Biernacki (chargé d’affaires a.i.)
- 1983–1984 – Mieczysław Brzozowski (chargé d’affaires a.i.)
- 1984–1987 – Władysław Malik(inne języki) (chargé d’affaires a.i.)
- 1987–1989 – Eugeniusz Szadurski(inne języki) (chargé d’affaires a.i.)
- 1989–19?? – Mirosław Dackiewicz

## NATO
- 1992–1997 – Andrzej Krzeczunowicz (ambasador, Stały Przedstawiciel RP przy NATO i Unii Zachodnioeuropejskiej)
- 1997–2002 – Andrzej Towpik
- 2002–2007 – Jerzy Maria Nowak
- 2007–2011 – Bogusław Winid
- 2011–2016 – Jacek Najder
- maj 2017 – 31.03.2019 Marek Ziółkowski[118]
- 31 marca 2019–22 lipca 2019 – Michał Polaków (chargé d’affaires a.i.)[119]
- 23 lipca 2019 – 31 maja 2024 – Tomasz Szatkowski
- od 2024 – Jacek Najder (do kwietnia 2025 jako chargé d’affaires a.i.)

## Nepal
- 31 sierpnia 1960 – 1962 – Juliusz Katz–Suchy
- 21 października 1962[120] – 1968 – Przemysław Ogrodziński
- 3 października 1968 – 1972 – Romuald Spasowski
- 21 marca 1972 – 1974 – Wiktor Kinecki
- 8 maja 1974 – 1976 – Aleksy Dębnicki (chargé d’affaires a.i.)
- 24 czerwca 1976 – 1977 – Jan Czapla
- 1 października 1977 – 1982 – Andrzej Wawrzyniak (chargé d’affaires a.i.)
- 12 maja 1982 – 1986 – Ryszard Fijałkowski
- 8 października 1986 – 1989 – Janusz Świtkowski
- 17 listopada 1989 – 1994 – Juliusz Biały
- 18 marca 1994 – 1997 – Maria Krzysztof Byrski
- 28 stycznia 1997[35] – 2003 – Krzysztof Mroziewicz
- 5 grudnia 2003 – 2008 – Krzysztof Majka
- 2008 – Ryszard Sosiński (chargé d’affaires a.i.)
- 8 sierpnia 2008 – 2009 – Piotr Opaliński (chargé d’affaires a.i.)
- 4 lutego 2009 – Piotr Kłodkowski

Obecnie akredytowany na Nepal jest ambasador w Indiach.

## Niemcy
- 1 lutego 1919 – 8 marca 1920 – Franciszek Charwat (konsul generalny w Berlinie, kierownik poselstwa)
- 8 marca 1920 – 1 października 1920 – Ignacy Szebeko (chargé d’affaires)
- 14 października 1920 – 1 sierpnia 1921 – Alfred Wysocki (chargé d’affaires)
- 1 września 1921 – 3 września 1921 – Jerzy Madeyski (chargé d’affaires)
- 3 września 1921 – 1 maja 1923 – Jerzy Madeyski (poseł)
- 1 maja 1923 – 7 czerwca 1923 – Tadeusz Jackowski (chargé d’affaires)
- 7 czerwca 1923 – 26 czerwca 1928 – Kazimierz Olszowski (poseł)
- 1 lipca 1928 – 31 grudnia 1930 – Roman Knoll (poseł)
- 10 stycznia 1931 – 2 lipca 1933 – Alfred Wysocki (poseł)
- 3 lipca 1933 – 28 października 1934 – Józef Lipski (poseł)
- 29 października 1934 – 1 września 1939 – Józef Lipski (ambasador)

1 września 1939 – likwidacja placówki w związku z agresją III Rzeszy na Polskę i zerwaniem stosunków dyplomatycznych.
- 20 października 1972 – 6 lipca 1978 – Wacław Piątkowski
- 20 czerwca 1978 – 31 października 1981 – Jan Chyliński
- 31 października 1981 – 10 grudnia 1982 – Mirosław Wojtkowski (chargé d’affaires)
- 10 grudnia 1982 – 5 lipca 1983 – Witold Sędziwy (chargé d’affaires)
- 7 kwietnia 1983 – 11 kwietnia 1986 – Tadeusz Olechowski
- 11 kwietnia 1986 – 11 sierpnia 1987 – Tadeusz Nestorowicz
- 11 sierpnia 1987 – 24 sierpnia 1990 – Ryszard Karski
- 24 sierpnia 1990 – 12 lipca 1995 – Janusz Reiter
- 27 listopada 1995 – 15 marca 2001 – Andrzej Byrt
- 2 kwietnia 2001 – 5 listopada 2002 – Jerzy Kranz
- 25 listopada 2002 – 10 sierpnia 2006 – Andrzej Byrt
- od 18 sierpnia 2006 – 2012 – Marek Prawda
- 8 lutego 2013 – 2016 – Jerzy Margański
- 5 lipca 2016 – 31 stycznia 2022 – Andrzej Przyłębski
- 22 listopada 2022 – lipiec 2024 – Dariusz Pawłoś
- od 2024 – Jan Tombiński (chargé d’affaires a.i.)

## Niemiecka Republika Demokratyczna
- 1955 – Stanisław Albrecht
- 1956–1961 – Roman Piotrowski
- 1961–1969 – Feliks Baranowski
- 1969–1973 – Tadeusz Gede
- 1973–1977 – Marian Dmochowski
- 1980 – Stefan Olszowski
- 1981–1986 – Maciej Wirowski
- 1986–1990 – Janusz Obodowski

Zamknięcie placówki w związku z połączeniem NRD z RFN.

## Nigeria
- 1963–1967 – Bronisław Musielak
- 1967–1971 – Mieczysław Dedo (także w Dahomeju, i Togo)
- 1971–1975 – Józef Filipowicz
- 1975–1978 – Zbigniew Sołuba
- 1978–1983 – Witold Jurasz
- 1983–1987 – Mieczysław Cielecki
- 1987–1989 – Ryszard Majchrzak (chargé d’affaires)
- 26 stycznia 1989 – 30 września 1991 – Józef Filipowicz
- 1991–1997 – Kazimierz Mikołaj Gutkowski (także w Beninie, Ghanie, Kamerunie i Nigrze)
- 27 stycznia 1998 – 28 sierpnia 2000 – Jan Padlewski
- 2002–2009 – Grzegorz Waliński (także w Beninie, Ghanie, Gwinei Równikowej, Kamerunie i Nigrze)
- 28 maja 2009 – czerwiec 2015 – Przemysław Niesiołowski (jw. i od 2010 akredytowany w Togo)
- lipiec 2015 – październik 2017 – Andrzej Dycha
- wrzesień 2018 – lipiec 2024 – Joanna Tarnawska
- od 2025 – Michał Cygan(inne języki)

## Nikaragua
- 1980–1985 – Eugeniusz Ciuruś
- 1985–1988 – Mieczysław Rysiński
- 1988–1990 – Bronisław Wilczak
- 1990–1992 – Zdzisław Sośnicki (chargé d’affaires)

## Norwegia
- czerwiec 1919 – 1 kwietnia 1921 – Czesław Pruszyński (poseł)
- 1 kwietnia 1921 – 15 listopada 1924 – Henryk Sokolnicki (chargé d’affaires)
- 15 listopada 1924 – 31 marca 1927 – Michał Kwapiszewski (chargé d’affaires)
- 1 kwietnia 1927 – 16 czerwca 1931 – Leszek Malczewski (poseł)
- 30 czerwca 1931 – 31 października 1942 – Władysław Neuman (poseł)
- 1 listopada 1942 – 5 lipca 1945 – Władysław Günther-Schwarzburg (poseł)
- 1946–1948 – Mieczysław Rogalski
- 14 września 1948 – 9 lipca 1954 – Józef Giebułtowicz (poseł)
- 9 lipca 1954 – 1 września 1956 – Stanisław Antczak (poseł)
- 1 września 1956 – 28 maja 1957 – Mieczysław Gumkowski (chargé d’affaires)
- 17 kwietnia 1957 – 1 czerwca 1959 – Albert Morski (poseł)
- 1 czerwca 1959 – 31 października 1961 – Halina Kowalska (chargé d’affaires)
- 8 maja 1961 – 7 maja 1963 – Kazimierz Dorosz (do 26 marca 1963 jako poseł)
- 7 maja 1963 – 2 października 1963 – Bolesław Piasecki (chargé d’affaires)
- 2 października 1963 – 16 maja 1967 – Wiktor Jabczyński (chargé d’affaires)'
- 29 września 1966 – 15 października 1969 – Mieczysław Łobodycz
- 3 maja 1969 – 1 maja 1973 – Przemysław Ogrodziński
- 1 maja 1973 – 1 sierpnia 1974 – Czesław Godek (chargé d’affaires)
- 1 sierpnia 1974 – 1 kwietnia 1975 – Tadeusz Wianecki (chargé d’affaires)
- 1 kwietnia 1975 – 29 kwietnia 1975 – Antoni Szymanowski (chargé d’affaires)
- 6 lutego 1975 – 12 kwietnia 1978 – Romuald Poleszczuk
- 5 stycznia 1978 – 14 września 1979 – Jerzy Roszak
- 14 lipca 1979 – 1 grudnia 1979 – Henryk Wendrowski
- 1 grudnia 1979 – 15 kwietnia 1982 – Henryk Jęsiak
- 9 listopada 1981 – 11 czerwca 1985 – Karol Nowakowski
- 1984 – 1985 – Dionizy Such (chargé d’affaires)[121]
- 25 stycznia 1985 – 29 czerwca 1988 – Franciszek Stachowiak
- 29 czerwca 1988 – 7 kwietnia 1992 – Karol Nowakowski
- 19 maja 1991 – 30 listopada 1996 – Lech Sokół
- 1 grudnia 1996 – 25 kwietnia 2001 – Stanisław Czartoryski
- 2 kwietnia 2001 – 2005 – Andrzej Jaroszyński
- 17 sierpnia 2005 – 28 lutego 2007 – Ryszard Czarny
- 28 lutego 2007 – 30 maja 2007 – Włodzimierz Anioł (chargé d’affaires)
- 30 maja 2007 – 1 czerwca 2012 – Wojciech Kolańczyk
- 13 czerwca 2012 – 2016 – Stefan Czmur
- 1 sierpnia 2016 – 9 lutego 2018 – Marian Siemakowicz (chargé d’affaires)
- 15 marca 2018 – 15 listopada 2023 – Iwona Woicka-Żuławska
- 2023–2024 – Marcin Czech / Tomasz Orłowski (chargé d’affaires)
- od 2024 – Małgorzata Kosiura-Kaźmierska(inne języki) (do kwietnia 2025 jako chargé d’affaires)

Do 2013 ambasador w Norwegii akredytowany był także na Islandię.

## Nowa Zelandia
- 1.12.1940–1945 – Kazimierz Antoni Wodzicki (konsul generalny)[122]
- 18 lipca 1973 – 1974 – Jerzy Bogdanowicz (chargé d’affaires a.i.)
- 26 kwietnia 1974 – 1976 – Eugeniusz Wiśniewski
- 11 sierpnia 1976 – 1978 – Edmund Młynarz (chargé d’affaires a.i.)
- 13 grudnia 1978 – 1980 – Ryszard Frąckiewicz
- grudzień 1980 – 1984 – Jan Kościński (chargé d’affaires a.i.)
- 13 czerwca 1984 – 1987 Ireneusz Kossakowski
- maj 1987 – wrzesień 1990 – Tomasz Antoniewicz (chargé d’affaires a.i.)[123]
- 1990 – 1993 – Antoni Pierzchała (ambasador w Australii)[123]
- 12 czerwca 1991 – 1993 – Stanisław Amanowicz (chargé d’affaires a.i.)
- 16 grudnia 1993 – 1998 – Agnieszka Morawińska
- 14 grudnia 1998 – 1999 – Tadeusz Szumowski
- 1 grudnia 1999 – 2003 – Andrzej Sołtysiński (chargé d’affaires a.i.)
- 27 marca 2003 – 2004 – Jerzy Więcław
- 8 grudnia 2004 – kwiecień 2009 – Lech Mastalerz
- 21 kwietnia 2009 – 30 czerwca 2014 – Beata Stoczyńska (chargé d’affaires a.i., od 25 lutego 2010 ambasador)
- 18 sierpnia 2014 – 30 września 2020 – Zbigniew Gniatkowski
- 5 listopada 2020 – lipiec 2024 – Grzegorz Kowal
- od 2025 -- Patryk Błaszczak

## Organizacja Narodów Zjednoczonych

### Przedstawiciele przyBiurze ONZ w Nowym Jorku
- 1946–1947 – Oskar Lange
- 1947–1951 – Juliusz Katz-Suchy
- 1951–1956 – Henryk Birecki
- 1956–1960 – Jerzy Michałowski
- 1960–1966 – Bohdan Lewandowski
- 1966 – Eugeniusz Wyzner (chargé d’affaires a.i.)[124]
- 1966–1968 – Bohdan Tomorowicz
- 1969–1975 – Eugeniusz Kułaga
- 1975–1980 – Henryk Jaroszek
- 1980–1981 – Ryszard Frelek
- 1981–1982 – Eugeniusz Wyzner
- 1982 – Jerzy Maria Nowak (chargé d’affaires a.i.)[124]
- 1982–1985 – Włodzimierz Natorf
- 1985–1989 – Eugeniusz Noworyta
- 1989 – Mieczysław Górajewski (chargé d’affaires a.i.)[124]
- 1989–1991 – Stanisław Pawlak
- 1991–1992 – Robert Mroziewicz
- 1993–1997 – Zbigniew Włosowicz
- 1998–1999 – Eugeniusz Wyzner
- 2000–2004 – Janusz Stańczyk
- 2004–2010 – Andrzej Towpik
- 2010–2012 – Witold Sobków
- 2012–2014 – Ryszard Sarkowicz
- 2014–2017 – Bogusław Winid
- 2017–2021 – Joanna Wronecka
- od 2021 – Krzysztof Szczerski

### Przedstawiciele przyBiurze ONZ w Genewie
- 1948–1949 – Jacek Rudziński (delegat rządu)[124]
- 1956–1957 – Jerzy Jurkiewicz[124]
- 1957–1965 – Adam Meller
- 1965–1969 – Henryk Jaroszek[124]
- 1969–1973 – Włodzimierz Natorf
- 1973–1978 – Eugeniusz Wyzner
- 1979–1983 – Bogumił Sujka
- 1984–1987 – Stanisław Turbański
- 1987–1989 – Bogumił Sujka
- 1989–1992 – Stanisław Przygodzki
- 1992–1997 – Ludwik Dembiński
- 1997–2004 – Krzysztof Jakubowski
- 2004–2010 – Zdzisław Rapacki
- 2010–2015 – Remigiusz Henczel
- 2015–2017 – Piotr Stachańczyk
- 2018–2024 – Zbigniew Czech
- od 2024 – Mirosław Broiło (do kwietnia 2025 jako chargé d’affaires a.i.)

### Przedstawiciele przy Biurze ONZ w Wiedniu
- 1984–1987 – Stanisław Przygodzki
- 1987–1990 – Tadeusz Strulak
- 1990–1992 – ?
- 1992–1997 – Jerzy Maria Nowak
- 1997–2000 – Adam Kobieracki
- 2000–2004 – Henryk Szlajfer
- 2004–2007 – Jacek Bylica
- 2009–2014 – Przemysław Grudziński
- 2014–2019 – Adam Bugajski
- 2020–2024 – Dominika Krois
- od 2025 – Marek Szczygieł (chargé d’affaires a.i.)

Do 2020 i od 2024 przedstawiciel przy Biurze ONZ w Wiedniu akredytowany także przy OBWE.

### Przedstawiciele przyUNESCOw Paryżu
- od września 1946 – Henryk Birecki
- 1955–1956 – Jerzy Wiechecki[125]
- 1956–1965 – Mirosław Żuławski
- 1965–1969 – Wojciech Kętrzyński
- 1969–1971 – Jerzy Sochanik
- 1971–1974 – Bogdan Ileczko[125]
- 1974–1979 – Czesław Wiśniewski
- 1979–1981 – Ignacy Gajewski[125]
- 1981–1986 – Leon Waściński
- 1986–1989 – Janusz Zabłocki
- 1989–1991 – Władysław Neneman
- 1991–1995 – Jolanta Rostworowska
- 1995–2000 – Alicja Ciężkowska
- 2000–2003 – Małgorzata Dzieduszycka-Ziemilska
- 2004–2009 – Maria Wodzyńska-Walicka
- 2009–2013 – Krzysztof Kocel
- 2014–2015 – Dariusz Karnowski[125]
- 2015–2018 – Krystyna Żurek
- 2020–2022 – Magdalena Marcinkowska
- od 2022 – Mariusz Lewicki(inne języki)

W latach 2009–2013 przedstawicielstwo przy UNESCO funkcjonowało jako osobna placówka; przed i po tym okresie jako jednostka w ramach Ambasady w Paryżu.

### Przedstawiciele przyFAO,WFPiIFADw Rzymie
- 1967 – 1972 – Wojciech Chabasiński[47]
- 1972 – 1977 – Kazimierz Sidor[47]
- 1977 – 1981 – Stanisław Trepczyński[47]
- 1981 – 1984 – Emil Wojtaszek[126]
- 1984 – 1989 – Józef Wiejacz[126]
- 1990 – 1995 – Bolesław Michałek[126]
- 2002–2004 – Romuald Szuniewicz
- 2004–2008 – ?
- 2008–2013 – Wojciech Ostrowski
- 2014–2016 – Andrzej Hałasiewicz
- 2016–2024 – Artur Pollok
- od 2025 – Aleksander Iwanicki[127]

Od 2022 przy Organizacjach Narodów Zjednoczonych w Rzymie.

### Przedstawiciele przyUNIDO
Za źródłem:
- 1971–1974 – Mieczysław Cielecki
- 1974–1978 – Ryszard Karski
- 1978–1980 – Andrzej Jedynak
- 1980–1983 – Franciszek Adamkiewicz
- 1983–1986 – Marian Krzak
- 1986–1990 – Tadeusz Strulak
- 1990–1997? – Jerzy Maria Nowak

## Organizacja Bezpieczeństwa i Współpracy w Europie
- 20 stycznia 2020 – lipiec 2024 – Adam Hałaciński

Przed 2020 i po 2024 włączone w skład Stałego Przedstawicielstwa przy Biurze ONZ w Wiedniu.

## Organizacja Współpracy Gospodarczej i Rozwoju
Opracowano na podstawie materiału źródłowego.
- 31 grudnia 1996 – 13 maja 1997 – Mieczysław Szostak (chargé d’affaires, Radca – Minister Pełnomocny)
- 13 maja 1997 – 29 października 2001 – Jan Woroniecki (ambasador – Stały Przedstawiciel RP przy OECD)
- 29 października 2001 – 5 grudnia 2005 – Jan Bielawski (jw.)
- 5 grudnia 2005 – 11 sierpnia 2010 – Jan Woroniecki (jw.)
- 11 sierpnia 2010 – 2014 – Paweł Wojciechowski (jw.)
- 2014–2016 – Jakub Wiśniewski
- 1 września 2016 – 31 października 2023 – Aleksander Surdej
- od 2025 – Jacek Rostowski

## Pakistan
- 25 stycznia 1963 – 1964 – Tadeusz Kozak (chargé d’affaires a.i.)
- 29 maja 1964 – 1967 – Edmund Pszczółkowski
- 10 kwietnia 1967 – 1970 – Włodzimierz Wink
- 21 października 1970 – 1975 – Alojzy Bartoszek[129]
- 29 sierpnia 1976 – 1980 – Ryszard Pospieszyński
- 10 lutego 1980 – 1984 – Władysław Neneman
- 27 września 1984 – 1989 – Jan Wojciech Piekarski
- 6 marca 1989 – 1992 – Dyonizy Gliński
- 18 września 1992 – 1995 – Jan Majewski (chargé d’affaires a.i.)
- 15 stycznia 1995 – Henryk Korczyński (chargé d’affaires a.i.)
- 15 października 1995 – 1996 – Jacek Najder (chargé d’affaires a.i.)
- 5 czerwca 1996 – 2001 – Lucjan Mieczkowski
- 13 września 2001 – 2004 – Tomasz Kozłowski
- 25 sierpnia 2004 – 2006 – Bogdan Marczewski
- października 2006–2007 – Wiesław Kucharek (chargé d’affaires a.i.)
- 1 grudnia 2007 – 2010 – Krzysztof Dębnicki
- 18 stycznia 2011 – 2015 – Andrzej Ananicz
- 2015–2021 – Piotr Opaliński
- od 2021 – Maciej Pisarski

## Palestyna (Palestyńska Władza Narodowa)
- 1945 – 1946 – Romuald Gadomski (przedstawiciel Rządu RP w Palestynie i Jordanii)
- 2005 – 2009 – Piotr Puchta
- ok. 2010 – 2014 – Bogusław Ochodek(inne języki)[130]
- luty 2014 – 31 lipca 2019 – Aleksandra Bukowska-McCabe
- 1 sierpnia 2019 – sierpień 2024 – Przemysław Czyż
- od 2024 – Wiesław Kuceł

## Panama
- ok. 1991–1992 – Tadeusz Janik (chargé d’affaires a.i.)
- 2001 – Marcin Popławski (chargé d’affaires a.i.)
- 22 lipca 2004 – 2008 – Marek Makowski
- 2017 – 31 grudnia 2023 – Leszek Biały
- 2024 – Joanna Zakrzewska / Agata Błaszczyk (chargé d’affaires a.i.)
- od 2025 – Jolanta Janek

W l. 2008–2017 ambasada w Panamie była zamknięta.

## Papua-Nowa Gwinea
- 16 września 1978[131] – 1981 – Karol Rodek
- 25 listopada 1981[132] – 1986 – Lucjan Lik
- 2 grudnia 1986 – 1989 – Czesław Muszalski
- 27 kwietnia 1989 – 1994 – Paweł Cieślar
- 9 sierpnia 1994 – 1998 – Agnieszka Morawińska
- 10 kwietnia 1998[133] – 2003 – Tadeusz Szumowski
- 26 sierpnia 2003 – 2009 – Jerzy Więcław
- 22 września 2009 – Andrzej Jaroszyński

## Peru
- 1929 – Władysław Mazurkiewicz, poseł
- 01.03.1937 – Kazimierz Kurnikowski, poseł
- 01.01.1941 – Oswald Kermenić, poseł
- 01.04.1942 – Władysław Mazurkiewicz, poseł
- 01.10.1944 – 1945 – Oswald Kermenić, poseł
- 28.02 – 01.09.1948 – Aleksander Bekier, chargé d’affaires en pied[134]
- 02.07.1969 – Witold Jurasz, ambasador
- 01.08.1969 – Marian Leśniewski, chargé d’affaires a.i.
- 01.12.1970 – Jerzy Linka, chargé d’ affaires a.i.
- 24.01.1973 – Eugeniusz Szleper
- 10.1975 – 01.1976 – Tadeusz Strzałkowski, chargé d’ affaires a.i.
- 29.01.1976 – 1980 – Stanisław Jarząbek, ambasador akredytowany w tym samym okresie także w Boliwii
- 07.10.1980 – Edwin Wiśniewski
- 7.12.1982 – 1987 – Bolesław Polak
- 27.05.1987 – Bernard Bogdański
- 22.07.1991 – Tadeusz Mulicki
- 29.09.1993 – Jarosław Spyra, chargé d’affaires a.i.
- 06.03.1995 – Wojciech Tomaszewski, chargé d’affaires a.i., 10.04.1997 – ambasador
- 16.07.2002 – Mieczysław Rutkowski, chargé d’affaires a.i.
- 27.02.2004 – Zdzisław Sośnicki
- 11.04.2006 – Przemysław Marzec, ambasador od 19 grudnia 2005, od 2006 także w Boliwii i Ekwadorze
- sierpień 2010 – 27 listopada 2010 – Jarosław Spyra[135] (jw.)
- od listopada 2010 – Robert Krzyżanowski (chargé d’affaires a.i.)[136] (jw.)
- od sierpnia 2012 – Dariusz Latoszek (chargé d’affaires a.i.)
- 23 stycznia 2013 – grudzień 2017 – Izabela Matusz
- 2018 – 31 maja 2024 – Antonina Magdalena Śniadecka-Kotarska
- od 2025 – Anna Pieńkosz (chargé d’affaires a.i.)

Ambasador w Peru akredytowany jest także w Boliwii i Ekwadorze.

## Portugalia
- 12 maja 1922 – 1 lipca 1923 – Ksawery Orłowski
- 1923–1924 – Konstanty Jeleński (chargé d’affaires)
- 2 października 1924 – 1 marca 1927 – Władysław Sobański
- 1 marca 1927 – 31 maja 1933 – Jan Perłowski
- 10 czerwca 1933 – 1 marca 1935 – Marian Szumlakowski
- 1 kwietnia 1935 – 31 stycznia 1937 – Tadeusz Romer
- 1937 – 31 sierpnia 1943 – Karol Dubicz-Penther (poseł)
- 1 września 1943 – czerwiec 1944 Józef Alfred Potocki (chargé d’affaires)
- czerwiec 1944 – 1 października 1951 – Gustaw Potworowski (poseł) (od 1945 nieoficjalny przedstawiciel Rządu RP na Uchodźstwie)
- 2 grudnia 1974 – 1979 – Wojciech Chabasiński (pierwszy reprezentant PRL)
- 1979–1983 – Eugeniusz Szleper
- 1983–1986 – Bogusław Zakrzewski
- 1987–1989 – Zygmunt Pietrusiński
- 26 września 1989 – 1991 – Edward Sabik
- 29 maja 1991 – 30 lipca 1992 – Jerzy Marendziak
- 31 lipca 1992 – 1996 – Janusz Rymwid-Mickiewicz
- 4 lipca 1996 – 1999 – Roman Czyżycki
- 2000–2004 – Adam Halamski
- 2004–2007 – Janusz Rydzkowski
- 2007–2012 – Katarzyna Skórzyńska
- 2012–2016 – Bronisław Misztal
- 2016–2020 – Jacek Junosza Kisielewski
- 2020–2021 – Katarzyna Słoniewicz, chargé d’affaires a.i.
- 2021–2024 – Joanna Pilecka
- od 2024 – Dorota Barys, chargé d’affaires a.i.

## Rada Europy
Opracowano na podstawie materiałów źródłowych.
- 4 maja 1992 – 31 stycznia 1997 – Jerzy Regulski (ambasador – Stały Przedstawiciel RP przy Radzie Europy)
- 24 lutego 1997 – 15 sierpnia 2001 – Marcin Rybicki (jw.)
- 10 września 2001 – 10 października 2005 – Krzysztof Kocel (jw.)
- 24 października 2005 – 31 sierpnia 2010 – Piotr Świtalski (jw.)
- 3 lutego 2011 – 30 listopada 2014 – Urszula Gacek (jw.)
- lipiec 2015 – 31 lipca 2020 – Janusz Stańczyk (jw.)
- sierpień 2020 – lipiec 2024 – Jerzy Baurski (jw.)
- od grudnia 2024 – Aleksander Pociej (p.o.)

## Republika Południowej Afryki
- 1993–1997 – Stanisław Cieniuch
- 1997–1999 – Zofia Kuratowska
- 2000–2004 – Krzysztof Śliwiński
- 31 lipca 2004 – 31 sierpnia 2008[139] – Romuald Szuniewicz
- 31 grudnia 2008[140] – 15 grudnia 2012 – Marcin Kubiak (akredytowany także w Botswanie, Lesotho, Malawi, Mozambiku, Namibii, Suazi, Zambii i Zimbabwe)
- 24 grudnia 2012 – 2017 – Anna Raduchowska-Brochwicz (akredytowana także w Botswanie, Mozambiku i Namibii)
- luty 2017 – 2023 – Andrzej Kanthak (akredytowany także w Botswanie, Lesotho, Mozambiku, Namibii, Suazi, Zambii i Zimbabwe)
- kwiecień 2023 – grudzień 2024 – Adam Burakowski (akredytowany także w Botswanie, Lesotho, Mozambiku, Namibii, Eswatini, Zambii i Zimbabwe)
- od stycznia 2025 – Jacek Chodorowicz (chargé d’affaires a.i.; jw)

## Rumunia
- 10 listopada 1918 – 17 czerwca 1919 – Marian Linde (chargé d’affaires a.i.)
- 17 czerwca 1919 – 16 grudnia 1922 – Aleksander Skrzyński (poseł)
- 16 grudnia 1922 – 2 maja 1923 – Paweł Juriewicz (chargé d’affaires a.i.)
- 2 maja 1923 – 13 listopada 1923 – Paweł Juriewicz (poseł)
- 13 listopada 1923 – 4 listopada 1926 – Józef Wielowieyski
- 16 lutego 1927 – 4 listopada 1932 – Jan Szembek
- 15 grudnia 1932 – 30 kwietnia 1938 – Mirosław Arciszewski
- 15 maja 1938 – 4 listopada 1940 – Roger Adam Raczyński (ambasador)

4 listopada 1940 – likwidacja placówki na żądanie III Rzeszy wobec rządu Królestwa Rumunii.
- 8 kwietnia 1946 – 14 sierpnia 1947 – Stefan Wengierow (chargé d’affaires)
- 14 sierpnia 1947 – 13 lutego 1951 – Piotr Szymański
- 13 lutego 1951 – 10 czerwca 1955 – Wojciech Wrzosek
- 10 czerwca 1955 – 5 listopada 1957 – Jan Izydorczyk
- 5 listopada 1957 – 26 kwietnia 1963 – Janusz Zambrowicz(inne języki)
- 26 kwietnia 1963 – 13 lutego 1968 – Wiesław Sobierajski
- 13 lutego 1968 – 15 listopada 1973 – Jaromir Ochęduszko
- 15 listopada 1973 – 12 maja 1979 – Władysław Wojtasik
- 12 maja 1979 – 22 stycznia 1981 – Jerzy Kusiak
- 22 stycznia 1981 – 19 maja 1988 – Bolesław Koperski
- 19 maja 1988 – 29 sierpnia 1990 – Jerzy Woźniak
- 7 września 1990 – 1 września 1992 – Zygmunt Komorowski
- 21 stycznia 1993 – 30 kwietnia 1999 – Bogumił Luft
- 17 sierpnia 1999 – 30 sierpnia 2003 – Michał Klinger
- 25 września 2003 – 31 sierpnia 2008 – Krystyn Jacek Paliszewski
- 31 sierpnia 2008[141] – 2010 – Wojciech Zajączkowski
- 28 czerwca 2011 – 14 sierpnia 2015 – Marek Szczygieł
- 10 września 2015 – 31 sierpnia 2019 – Marcin Wilczek
- 29 lipca 2020 – 5 lutego 2023 – Maciej Lang
- od sierpnia 2023 – Paweł Soloch

## Rwanda
- 2022–2024 – Tomasz Gajc (chargé d’affaires a.i.)[142][143]
- od 2025 – Grzegorz Morawski (chargé d’affaires a.i.)

## Sabaudia (Królestwo Sardynii – Turyn)
- 1763 – Józef Poniński (do Hagi, Londynu, Madrytu, Lizbony i Turynu)

## Saksonia
- od 1724 – Jan Aleksander Lipski (wielokrotnie)
- 1763 – Teodor Potocki

## Senegal
- 1963–1965 – Stanisław Anielewski (chargé d’affaires a.i.)
- 1965–1969 – Witold Stasinowski (chargé d’affaires a.i.)
- 1969–1973 – Henryk Bojarski (chargé d’affaires a.i.)
- 1973–1977 – Mirosław Żuławski
- 1977–1981 – Marian Stradowski
- 1981–1982 – Czesław Lech
- 1982–1987 – Stanisław Baran (chargé d’affaires a.i.)
- 1987–1989 – Bolesław Iwanków (chargé d’affaires a.i.)
- 1989–1991 – Krzysztof Antczak (chargé d’affaires a.i.)
- 1991–1996 – Janusz Mrowiec (chargé d’affaires a.i.)
- 1996–2000 – Janusz Mrowiec
- 2000–2004 – Tomasz Niegodzisz
- 16 lutego 2005 – 31 grudnia 2008[144] – Andrzej Łupina

W l. 2008–2015 Ambasada RP w Dakarze była zamknięta.
- 31 maja 2016 – 31 maja 2017 – Michał Radlicki (chargé d’affaires a.i.)
- 1 czerwca 2017 – 22 stycznia 2018 – Wojciech Korobowicz (chargé d’affaires a.i.)
- listopad 2017 – 12 listopada 2022 – Margareta Kassangana (z akredytacją na Burkina Faso, Gambię, Gwineę, Gwineę Bissau, Mali, Wybrzeże Kości Słoniowej i Republice Zielonego Przylądka)
- 2023 – lipiec 2024 – Bartłomiej Zdaniuk
- od grudnia 2024 – Julita Baś(inne języki) (chargé d’affaires a.i.)

## Serbia
- 2005 – 13 lipca 2009 – Maciej Szymański
- październik 2009 – 31 stycznia 2014[145] – Andrzej Jasionowski
- 3 lutego 2014 – 22 stycznia 2016[146][147] – Aleksander Chećko
- sierpień 2016 – 30 września 2018 – Tomasz Niegodzisz
- 1 października 2018 – 15 lipca 2020 – Andrzej Kindziuk (chargé d’affaires a.i.)[148]
- 16 lipca 2020 – lipiec 2024 – Rafał Perl
- od 2024 – Kamilla Duda-Kawecka (chargé d’affaires a.i.)

Wcześniej Serbia i Czarnogóra (2003–2006) oraz Jugosławia (przed 2003).

## Singapur
- 30 grudnia 1969 – 1972 – Romuald Spasowski
- 22 sierpnia 1972 – 1973 – Wiktor Kinecki
- 28 sierpnia 1973–1974 – Kazimierz Żuk (chargé d’affaires a.i.)
- 1 sierpnia 1974 – 1977 – Stanisław Konik (chargé d’affaires a.i.)
- 23 września 1977 – 1977 – Karol Rodek
- październik 1977 – styczeń 1979 – Henryk Jurgiel (chargé d’affaires a.i.)
- styczeń 1979 – 1982 – Stanisław Dąbkowski (chargé d’affaires a.i.)
- 22 czerwca 1982 – 24 lipca 1982 – Krzysztof Kijak (chargé d’affaires a.i.)
- 24 lipca 1982 – 1986 – Lucjan Lik
- 18 października 1986 – 1987 – Czesław Muszalski
- 17 października 1987 – 12 listopada 1987 – Zygmunt Janusz Cieślak (chargé d’affaires a.i.)
- 12 listopada 1987 – 1991 – Paweł Cieślar
- 13 lutego 1991 – 1997 – Krzysztof Kijak (chargé d’affaires a.i.)
- 1 lipca 1997 – 1998 – Stefan Gębicki (chargé d’affaires a.i.)
- 12 maja 1998 – 2000 – Ksawery Burski
- 2 listopada 2000 – 2003 – Krzysztof Szumski
- 8 grudnia 2003 – 2004 – Andrzej Jerzy Sajkiewicz
- 30 grudnia 2004 – 2008 – Bogusław Marcin Majewski
- 26 marca 2009 – 15 listopada 2013 – Waldemar Dubaniowski (dziekan korpusu dyplomatycznego w Singapurze)[149]
- 30 lipca 2014 – 20 lipca 2018 – Zenon Kosiniak-Kamysz (dziekan korpusu dyplomatycznego w Singapurze[150])[151]
- 24 sierpnia 2018 – 18 sierpnia 2023 – Magdalena Bogdziewicz
- 2023–2024 – Ilona Korchut(inne języki) (chargé d’affaires a.i.)
- od 2024 – Tadeusz Chomicki (do kwietnia 2025 jako chargé d’affaires)

## Słowacja
- 16 marca 1939 – 1 września 1939 – Mieczysław Chałupczyński (chargé d’affaires)

1 września 1939 – likwidacja placówki wobec agresji III Rzeszy i Słowacji na Polskę i zerwania stosunków dyplomatycznych.
- 1990–1996 – Jerzy Korolec, do 31 grudnia 1992 jako konsul generalny
- 16 kwietnia 1996 – 18 lipca 2003 – Jan Komornicki
- 18 lipca 2003 – 1 lipca 2007[152] – Zenon Kosiniak-Kamysz
- 1 lipca 2007 – 25 sierpnia 2008 – Bogdan Wrzochalski (chargé d’affaires a.i.)[153]
- sierpień 2008[154] – 11 stycznia 2009 – Andrzej Krawczyk (chargé d’affaires a.i.)
- 12 stycznia 2009 – 14 grudnia 2012 – Andrzej Krawczyk
- 8 stycznia 2013 – 2015 – Tomasz Chłoń
- sierpień 2015–2018 – Leszek Soczewica
- 20 sierpnia 2018 – sierpień 2023 – Krzysztof Strzałka
- 2023–2024 – Maciej Ruczaj
- od 2024 – Piotr Samerek(inne języki) (chargé d’affaires a.i.)

## Słowenia
- 1996–1998 – Jan Tombiński
- 1998–2002 – Maciej Szymański
- 2002–2006 – Janusz Jesionek
- 2006 – 1 września 2010[155] – Piotr Kaszuba
- 2010–2015 – Cezary Król
- 2015–2020 – Paweł Czerwiński
- 2020–2024 – Krzysztof Olendzki
- od 2024 – Łukasz Paprotny (chargé d’affaires a.i.)

## Sri Lanka
- 18 kwietnia 1958 – 1 listopada 1958 – Juliusz Katz–Suchy
- 1 listopada 1958 – 17 października 1959 – Stanisław Rozbicki (chargé d’affaires a.i.)
- 17 października 1959 – 1963 – Marian Stradowski (chargé d’affaires a.i.)
- 12 lutego 1963 – 16 czerwca 1963 – Przemysław Ogrodziński
- 16 czerwca 1963 – 1 września 1965 – Józef Charkiewicz (chargé d’affaires a.i.)
- 1 września 1965 – 8 stycznia 1968 – Janusz Spaliński (chargé d’affaires a.i.)
- 8 stycznia 1968 – 1 listopada 1969 – Romuald Spasowski
- 1 listopada 1969 – 12 lutego 1972 – Maciej Barszcz (chargé d’affaires a.i.)
- 12 lutego 1972 – 29 stycznia 1974 – Wiktor Kinecki[156]
- 29 stycznia 1974 – 6 lipca 1976 – Janusz Witomski (chargé d’affaires a.i.)
- 6 lipca 1976 – wrzesień 1977 – Jan Czapla
- wrzesień 1977 – 15 lutego 1982 – Andrzej Jenke (chargé d’affaires a.i.)
- 15 lutego 1982 – 18 listopada 1982 – Ryszard Fijałkowski
- 18 listopada 1982 – 23 kwietnia 1986 – Apolinary Drożdź (chargé d’affaires a.i.)
- 23 kwietnia 1986 – 21 września 1989 – Janusz Świtkowski
- 21 września 1989 – 16 września 1993 – Juliusz Biały
- 16 września 1993 – 28 stycznia 1997 – Ksawery Burski
- 28 stycznia 1997 – 31 marca 2003 – Krzysztof Mroziewicz
- 31 marca 2003 – 2008 – Krzysztof Majka
- 2008 – Ryszard Sosiński (chargé d’affaires a.i.)
- 8 sierpnia 2008 – 26 maja 2009 – Piotr Opaliński (chargé d’affaires a.i.)
- 26 maja 2009 – Piotr Kłodkowski

## Stany Zjednoczone
- 1919–1922 – Kazimierz Lubomirski (poseł)
- 1923–1925 – Władysław Wróblewski (poseł)
- 1925–1929 – Jan Ciechanowski (poseł)
- 1929–1932 – Tytus Filipowicz (od 1930 ambasador)
- 1932–1933 – Władysław Sokołowski (chargé d’affaires)[157]
- 1933–1935 – Stanisław Patek
- 1935–1936 – Władysław Sokołowski (chargé d’affaires)[157]
- 1936–1940 – Jerzy Potocki[158]
- 1940–1945 – Jan Ciechanowski[158]
- 1945 – Janusz Żółtowski (chargé d’affaires)[158]
- 1945–1947 – Oskar Lange[158]
- 1947–1955 – Józef Winiewicz[158]
- 1955–1961 – Romuald Spasowski[158]
- 1961–1967 – Edward Drożniak[158]
- 1967–1972 – Jerzy Michałowski[158]
- 1972–1977 – Witold Trąmpczyński[158]
- 1978–1982 – Romuald Spasowski[158]
- 1982–1988 – Zdzisław Ludwiczak (chargé d’affaires)[158]
- 1988–1990 – Jan Kinast[158]
- 1990–1993 – Kazimierz Dziewanowski[158]
- 1993–1994 – Maciej Kozłowski (chargé d’affaires a.i.)[158]
- 1994–2000 – Jerzy Koźmiński[158]
- 2000–2005 – Przemysław Grudziński
- 2005–2008 – Janusz Reiter
- 2008–2012 – Robert Kupiecki
- 2012–2016 – Ryszard Schnepf
- 2016–2021 – Piotr Wilczek
- 2021–2024 – Marek Magierowski
- od 2024 – Bogdan Klich (chargé d’affaires a.i.)

## Stolica Apostolska
- X wiek Lambert (wysłannik Bolesława Chrobrego)[159]
- między 1414 a 1418 – Paweł Włodkowic (w czasie Soboru w Konstancji)[160]
- 1419–1422 – Branda Castiglione (kardynał protektor Władysława Jagiełły)
- Jakub Kiełbasa
- XV w. – Jakub z Dębna
- Jan Gosłupski
- XV w. – Filip Kallimach
- 1505, 1520 – Erazm Ciołek (wysłannik Aleksandra Jagiellończyka i Zygmunta Starego)
- 1505–1511 – Pietro Isvalies (kardynał protektor)
- 1512–1523 – Achille Grassi (kardynał protektor)
- 1523–1531 – Lorenzo Pucci (kardynał protektor)
- 1532–1544 – Antonio Pucci (kardynał protektor)
- 1544–1589 – Alessandro Farnese (kardynał protektor)
- 1543–1544 – Marcin Kromer
- 1569–1579 – Stanisław Hozjusz (poseł Zygmunta Augusta)
- 1589–1623 – Alessandro Peretti de Montalto (kardynał protektor)
- 1623–1642 – Cosimo de Torres (kardynał protektor)
- 1633 – Jerzy Ossoliński[161]
- 1642–1644 – Giulio Savelli (kardynał protektor)
- 1644–1650 – Gaspare Mattei (kardynał protektor)
- 1650–1676 – Virginio Orsini (kardynał protektor)
- 1676–1681 – Pietro Vidoni (kardynał protektor)
- 1681–1704 – Carlo Barberini (kardynał protektor)
- 1682–1697 – Jan Kazimierz Denhoff (minister pełnomocny Jana III Sobieskiego)
- XVII w. – Michał Kazimierz Radziwiłł (poseł polski)
- XVII w. – Jan Stanisław Zbąski (poseł polski)
- 1712–1751 – Annibale Albani (kardynał protektor)
- XVIII w. – Jan Tarło
- XVIII w. – Maciej Józef Łubieński
- 1734–1737 – Józef Jędrzej Załuski (wysłannik Stanisława Leszczyńskiego)
- 1734–1735 – Adam Stanisław Grabowski (wysłannik Augusta III)
- 1751–1795 – Giovanni Francesco Albani (kardynał protektor)
- 1763 – Maciej Józef Łubieński (Rzym, Neapol i Wenecja)
- 1766–1795 – Tommaso Antici (chargé d’affaires)
- 1830 – Sebastian Badeni (Przedstawiciel Rządu Narodowego)
- sierpień 1917 – Konstanty Skirmunt (przedstawiciel paryskiego Komitetu Narodowego Polskiego przy królu Włoch i Stolicy Świętej)[162]
- 1919–1921 – Józef Wierusz-Kowalski (poseł)
- 1921–listopad 1924 – Władysław Skrzyński (poseł)
- listopad 1924 – 1937 – Władysław Skrzyński (ambasador)
- 1937–1939 – Stanisław Janikowski (chargé d’affaires a.i.)
- 15 lipca 1939 – styczeń 1959 – Kazimierz Papée (ambasador)
- styczeń 1959 – 19 października 1972 – Kazimierz Papée (chargé d’affaires a.i.)[163][164]
- 1972–1976 – Kazimierz Papée (nieoficjalny przedstawiciel Rządu RP na Uchodźstwie)[163]
- 1974–1982 – Kazimierz Szablewski (szef Zespołu ds. Stałych Kontaktów Roboczych między PRL a Stolicą Apostolską)
- 1982–1989 – Jerzy Kuberski (kierownik zespołu do spraw kontaktów roboczych ze Stolica Apostolską przy ambasadzie polskiej w Rzymie)
- 1989–1990 – Jerzy Kuberski
- 1990–1994 – Henryk Kupiszewski
- 1994 – Ewa Sałkiewicz-Munnerlyn (chargé d’affaires a.i.)
- 1994–1995 – Antoni Kapliński (chargé d’affaires a.i.)
- 1995–2001 – Stefan Frankiewicz
- 2001–2013 – Hanna Suchocka
- 2013–2016 – Piotr Nowina-Konopka
- 2016–2022 – Janusz Kotański
- 2022 – Marek Sorgowicki (chargé d’affaires a.i.)
- od 2022 – Adam Kwiatkowski

Ambasadorowie przy Stalicy Apostolskiej są jednocześnie akredytowani na Zakon Maltański

## Sudan
Na podstawie źródła
- 26 lipca 1956 – 17 września 1960 – Aleksander Krajewski
- 13 listopada 1956 – 17 września 1960 – Witold Skuratowicz (chargé d’affaires a.i.)
- 16 grudnia 1960 – 1963 – Włodzimierz Wink (chargé d’affaires a.i.)
- lipiec 1963 – 1964 – Stefan Walaszczyk (chargé d’affaires a.i.)
- 1 sierpnia 1964 – 29 listopada? 1966 – Jan Jakubowski (chargé d’affaires a.i.)
- 1 sierpnia 1968 – listopad 1971 – Janusz Kłoszewski (chargé d’affaires a.i.)
- 14 listopada 1972 – luty 1974 – Jan Tybura (chargé d’affaires a.i.)
- 21 czerwca 1973 – 8 marca 1975 – Janusz Lewandowski
- 1975 – 22 kwietnia 1976 – Tadeusz Olechowski
- 3 października 1976 – grudzień 1980 – Zdzisław Furmankiewicz (chargé d’affaires a.i.)
- 12 maja 1979 – 13 września 1979 – Stanisław Turbański
- grudzień 1980 – styczeń 1984 – Donat Ławnicki (chargé d’affaires a.i.)
- 9 maja 1981 – 27 września 1984 – Antoni Pierzchała
- 15 listopada 1984 – 1988 – Piotr Grzelak (chargé d’affaires a.i.)
- 10 listopada 1985 – 3 lipca 1988 – Tadeusz Zaręba
- 5 czerwca 1989 – 12 grudnia 1994 – Roman Czyżycki
- sierpień 1989 – marzec 1990 – Waldemar Popiołek (chargé d’affaires a.i.)
- 1994–? – ?
- 2019–2024 – Michał Murkociński

## Syria
- 1956–1961 – Stefan Wilski (poseł)
- 1961–1963 – Florian Ratajczak (chargé d’affaires ad interim)
- 1963–1977 – Ryszard Sługocki
- 1967–1972 – Longin Arabski
- 1972–1976 – Stefan Bożym
- 1976–1980 – Stanisław Matosek
- 1980 – Teodor Palimąka
- 1981–1986 – Bogusław Kaczyński (z jednoczesną akredytacją w Jordanii)
- 1986–1988 – Ludwik Janczyszyn (z jednoczesną akredytacją w Jordanii)
- 1988–1990 – Józef Baryła
- 1991–1994 – Krzysztof Baliński (z jednoczesną akredytacją w Jordanii)
- 29 września 1994 – 7 marca 1996 – Wojciech Bożek (chargé d’affaires a.i.)
- 1997–2001 – Stanisław Pawlak
- 2002 – 31 sierpnia 2008 – Jacek Chodorowicz (do 2003 roku akredytowany również w Jordanii)
- 31 sierpnia 2008–2012 – Michał Murkociński
- kwiecień 2017–2021 – Krzysztof Czapla, chargé d’affaires a.i.
- od 2021 – Błażej Lis / Robert Rokicki, chargé d’affaires a.i.

Od 2012 do 2017 działalność ambasady w Damaszku była zawieszona.

## Szwajcaria
- 1919 – August Zaleski (chargé d’affaires)
- 1919–1938 – Jan Modzelewski (poseł)
- 1938–1940 – Tytus Komarnicki
- 1940–1945 – Aleksander Ładoś (chargé d’affaires)
- 1945–1947 – Jerzy Putrament (chargé d’affaires)
- 1947–1951 – Julian Przyboś (chargé d’affaires)
- 1958–1964 – Józef Koszutski
- 1964–1970 – Tadeusz Kropczyński
- 1970–1972 – Edward Pietkiewicz
- 1972–1973 – Czesław Kaliski (chargé d’affaires a.i.)[166]
- 1973–1974 – Jerzy Raczkowski (chargé d’affaires a.i.)[166]
- 1973–1976 – Stefan Wilski
- 1975–1976 – Kazimierz Walczak (chargé d’affaires a.i.)[166]
- 1976–1980 – Bernard Bogdański
- 1980 – Józef Tejchma
- 1980 – Stefan Styczyński (chargé d’affaires a.i.)[166]
- 1980–1983 – Lucjan Motyka
- 1982–1983 – Antoni Dobrowolski (chargé d’affaires a.i.)[166]
- 1983–1986 – Marian Dmochowski
- 1986–1990 – Zdzisław Czeszejko-Sochacki
- 1990–1991 – Janusz Szmyt (chargé d’affaires a.i.)[166]
- 1991–1994 – Marek Łatyński
- 1995–2001 – Marek Jędrys
- 2001–2005 – Jerzy Margański
- 2005–2007 – Janusz Niesyto
- 2008–2015 – Jarosław Starzyk
- 2015–2016 – Jaromir Sokołowski
- 2016–2020 – Jakub Kumoch
- 2020–2024 – Iwona Kozłowska
- od 2024 –  Marek Minarczuk (chargé d’affaires a.i.)

Ambasadorzy w Szwajcarii akredytowani są również na Liechtenstein.

## Szwecja
- 1582 – Domenico Alamani
- 1698 – Franciszek Zygmunt Gałecki (do Danii, Szwecji i Holandii).
- 1702 – Feliks Aleksander Lipski
- 1704 – Stanisław Leszczyński (jako poseł Konfederacji Warszawskiej do Karola XII)
- 1720 – Jarosław Lubomirski (dla utwierdzenia rozejmu polsko/sasko-szwedzkiego z 1719 roku).
- 1791 – Jerzy Michał Potocki
- 1919–1924 – Zygmunt Michałowski
- 1924–1928 – Alfred Wysocki
- 1928–1934 – Konstanty Rozwadowski
- 1934–1936 – Antoni Roman
- 1936 – 31 października 1942 – Gustaw Potworowski
- 1 stycznia 1943 – 5 lipca 1945 – Henryk Sokolnicki (chargé d’affaires a.i.)
- 21 lipca 1945 – 20 września 1945 – Jerzy Pański (chargé d’affaires a.i.)
- 21 września 1945[167] – 27 lutego 1948 – Adam Ostrowski
- 12 maja 1948[168]–25 września 1950[169] – Czesław Bobrowski
- 25 września 1950[170]–27 marca 1954[171] – Eugeniusz Jan Milnikiel
- 27 marca 1953–16 grudnia 1957 – Józef Koszutski (do 26 września 1957 poseł, następnie ambasador)
- 16 grudnia 1957[172]–29 marca 1965 – Antoni Szymanowski
- 29 marca 1965[173]–22 października 1969 – Michał Kajzer
- 22 października 1969[174]–1 listopada 1972 – Stanisław Bejm
- 1 listopada 1972[175]–26 stycznia 1978 – Stefan Staniszewski
- 26 stycznia 1978[176]–13 kwietnia 1983 – Paweł Cieślar
- 13 kwietnia 1983[177]–17 grudnia 1987 – Maria Regent-Lechowicz
- 17 grudnia 1987[178]–31 sierpnia 1991 – Sławomir Dąbrowa
- 10 października 1991[179]–18 sierpnia 1997 – Barbara Tuge-Erecińska
- 15 września 1997[180]–10 października 2001 – Ryszard Czarny
- 2 listopada 2001[181]–30 września 2005 – Marek Prawda
- 30 listopada 2005[182]–2010 – Michał Czyż
- 2010–2014 – Adam Hałaciński
- 2015–2018 – Wiesław Tarka
- 2020–2024 – Joanna Hofman
- od 2024 – Karolina Ostrzyniewska (do kwietnia 2025 jako chargé d’affaires a.i.)

## Święte Cesarstwo Rzymskie Narodu Niemieckiego
- 1711 – Józef Kos (na sejm Rzeszy – Frankfurt nad Menem)

## Tadżykistan
- 19 lutego 2002 – 2 lutego 2006 – Zenon Kuchciak (rozszerzona akredytacja ambasadora RP w Uzbekistanie, z siedzibą w Taszkencie)
- 2 lutego 2006 – 11 września 2007 – Marian Orlikowski (chargé d’affaires a.i.)
- 11 września 2007 – Jerzy Stankiewicz (chargé d’affaires a.i.)

## Tajlandia
- 3 lipca 1974 – 26 marca 1979 – Bogusław Zakrzewski (chargé d’affaires a.i., od 1 lutego 1977 ambasador)
- 26 marca 1979 – 8 marca 1983 – Jan Majewski
- 8 marca 1983 – 11 czerwca 1987 – Andrzej Majkowski
- 11 czerwca 1987 – 9 lutego 1993 – Lucjan Mieczkowski
- 1991–1992 – Wiesław Scholz (chargé d’affaires a.i.)
- 9 lutego 1993 – 1997 – Krzysztof Szumski
- 18 sierpnia 1997 – 1999 – Władysław Wsiewołod Strażewski (chargé d’affaires a.i.)
- 1999 – 17 lutego 2003 – Jerzy Surdykowski (także Filipiny i Mjanma)
- 1 lutego 2003 – 22 sierpnia 2008[183] Bogdan Góralczyk (jw.)
- 22 sierpnia 2008 – 2 czerwca 2009 – Zygmunt Langer (chargé d’affaires a.i.)
- 2 czerwca 2009 – 30 listopada 2013[184] – Jerzy Bayer (jw., a także w Kambodży, Laosie, ale bez akredytacji na Filipiny, gdyż ta została przeniesiona na ambasadora RP w Malezji)
- 21 lutego 2014[185] – 31 grudnia 2016[186] – Zenon Kuchciak (akredytowany także na Kambodżę, Laos i Mjanmę)
- 10 grudnia 2017–31 maja 2023 – Waldemar Dubaniowski (akredytowany także na Kambodżę, Laos i Mjanmę)
- 2023–2024 – Artur Dmochowski (akredytowany także na Kambodżę, Laos i Mjanmę)
- od 2024 – Monika Krzewicka (chargé d’affaires a.i.)

## Tajwan
- 1995–2001 – Florian S. Buks
- 2001–2005 – Tomasz Nowacki
- 2005–2010 – Władysław Wsiewołod Strażewski
- 2010–2015 – Marek Wejtko
- 2015–2019 – Maciej Gaca
- 2019–2021 – Bartosz Ryś, p.o.
- 2021–2025 – Cyryl Kozaczewski
- od 2025 – Janusz Bilski

Polska oficjalnie nie uznaje państwowości Republiki Chińskiej (na Tajwanie), jednak od lat 90. utrzymuje rozwijające się, przyjazne stosunki nieformalne i współpracę na poziomie agencji rządowych, grup parlamentarnych i quasi-dyplomatyczne. W 1995 otwarto biura przedstawicielskie obu państw w Tajpej, stolicy Tajwanu, i Warszawie, które pełnią także funkcje konsularne. Dyrektor Biura Polskiego w Tajpej posiada status dyplomatyczny i rangę szefa misji. Protokół Dyplomatyczny Ministerstwa Spraw Zagranicznych RP wymienia Biuro Przedstawicielskie Tajpej w Warszawie i jej szefa na liście „organizacji międzynarodowych i innych podmiotów”. Zob. Stosunki polsko-tajwańskie.

## Tanzania
- 1962–1964 – Janusz Lewandowski (chargé d’affaires)
- 1964–1968 – Henryk Brzeziński (chargé d’affaires)
- 1968–1969 – Józef Żytek (chargé d’affaires)
- 1969–1974 – Jan Witek
- 1974–1975 – Julian Tworóg
- 1975–1976 – Ryszard Kurowski (chargé d’affaires)
- 1976–1980 – Wacław Klimas
- 1980–1982 – Emil Hachulski
- 1982–1986 – Stanisław Szymański
- 1987–1989 – Mieczysław Klimek[187]
- 1990–1992 – Kazimierz Tomaszewski (chargé d’affaires)[187]
- 1992–1995 – ?
- 1995–1999 – Eugeniusz Rzewuski (chargé d’affaires)
- 2000–2004 – Roman Strzemiecki
- 2005–2007 – Ryszard Malik[14]
- 2007–2008 – Wojciech Bożek[6]

2008–2017 – zamknięcie ambasady w Dar es Salaam.
- listopad 2017–2024 – Krzysztof Buzalski
- od 2025 – Sergiusz Wolski(inne języki) (chargé d’affaires a.i.)

## Timor Wschodni
- 2003 – 2005 – Krzysztof Szumski
- 21 grudnia 2005 – Tomasz Łukaszuk

## Tunezja
- 1960–1967 – Stefan Wilski
- 1967–1969 – Jerzy Wiechecki
- 1970–1971 – Edward Wychowaniec
- 1971 – Grzegorz Korczyński
- 1975–1980 – Henryk Sokolak
- 1980–1981 – Stanisław Kociołek
- 1981–1985 – Marian Janicki
- 1985–1990 – Mieczysław Majewski
- 1990–1995 – Janusz Fekecz
- 1995–1996 – Witold Dynowski (chargé d’affaires a.i.)
- 1996–2000 – Tadeusz Mulicki
- 2000–2004 – Rafał Karpiński
- 2004–2007 – Zdzisław Raczyński
- 2007 – Julita Baś (chargé d’affaires a.i.)
- 2007 – Ryszard Krzyśków (chargé d’affaires a.i.)
- 2007–2008 – Julita Baś (chargé d’affaires a.i.)
- 2008 – Dariusz Szewczyk (chargé d’affaires a.i.)
- 2008 – Lidia Raciborska (chargé d’affaires a.i.)
- 31 sierpnia 2008 – 31 stycznia 2012 Krzysztof Olendzki
- 31 stycznia 2012 – 25 października 2012 Zbigniew Chmura (chargé d’affaires a.i.)
- 25 października 2012 – 31 lipca 2016 – Iwo Byczewski
- 3 sierpnia 2016–2022 – Lidia Milka-Wieczorkiewicz
- od 1 lipca 2022 – Justyna Porazińska

## Turkmenistan
- 5 czerwca 1998[35] – 2001 – Jerzy Bahr
- 2000–2004 – Wojciech Zajączkowski, (chargé d’affaires a.i.)
- 29 września 2001[188] – 2005 – Marek Ziółkowski
- 27 kwietnia 2005 – 2007 – Witold Śmidowski
- 18 kwietnia 2007 – 2009 – Maciej Lang[6]
- 2009 – Robert Rokicki (chargé d’affaires a.i.)
- 2009–2012 – Stefan Radomski

W 2012 ambasada w Aszchabadzie została zlikwidowana.

## Układ Ogólny w sprawie Taryf Celnych i Handlu (GATT)
- Bohdan Łączkowski (15 sierpnia 1965 – grudzień 1969; jako minister pełnomocny)
- Zdzisław Rurarz (listopad 1969 – 31 października 1971)
- Tadeusz Jodko (1 listopada 1972 – 20 grudnia 1977)
- Zdzisław Krzysztofowicz (1 października 1977 – luty/sierpień 1982)
- Janusz Kaczurba (1981 – 1986)
- Piotr Freyberg (1 sierpnia 1986 – 20 stycznia 1991)

Z siedzibą w Genewie jako stali przedstawiciele

## Ukraina
- 1918 – Stanisław Wańkowicz (przedstawiciel Rady Regencyjnej w Hetmanacie)
- 1918 – marzec 1919 – Bohdan Kutyłowski (chargé d’affaires RP w Ukraińskiej Republice Ludowej)
- 3 września 1921 – czerwiec 1922 – Franciszek Jan Pułaski (chargé d’affaires RP w Ukraińskiej SRR)
- 10 lipca 1922 – 26 sierpnia 1923 – Franciszek Charwat (chargé d’affaires w Ukraińskiej SRR)
- 1 września 1923 – 31 grudnia 1923 – Marceli Szarota (chargé d’affaires w Ukraińskiej SRR)

Poselstwo RP w Charkowie zostało zniesione 1 marca 1924, w związku z utworzeniem ZSRR i likwidacją odrębnej służby dyplomatycznej Ukraińskiej SRR. W latach 1924–1991 pomiędzy Polską a Ukrainą nie istniały stosunki dyplomatyczne, zostały nawiązane po proklamacji niepodległości Ukrainy w 1991.
- 1991 – 13 czerwca 1996 – Jerzy Kozakiewicz (ambasador na Ukrainie)
- 1996–2001 – Jerzy Bahr
- 2001–2005 – Marek Ziółkowski
- wrzesień 2005 – listopad 2010 – Jacek Kluczkowski
- 31 maja 2011 – 31 sierpnia 2016 – Henryk Litwin
- 26 października 2016 – 31 stycznia 2019 – Jan Piekło
- 8 marca 2019 – 31 październia 2023 – Bartosz Cichocki
- październik 2023 – lipiec 2024 – Jarosław Guzy
- od 1 września 2024 – Piotr Łukasiewicz (chargé d’affaires a.i.)

## Unia Europejska
- 1990–1996 – Jan Kułakowski (ambasador i szef Misji RP przy Wspólnotach Europejskich)
- 1996–2001 – Jan Truszczyński (ambasador RP przy Unii Europejskiej)
- 2001–2002 – Iwo Byczewski
- 2002–2006 – Marek Grela
- 2006–2007 – Piotr Wojtczak (chargé d’affaires a.i.)
- 2007–2012 – Jan Tombiński
- 1 września 2012 – 29 lutego 2016 – Marek Prawda[189]
- 2016 – 6 października 2017 – Jarosław Starzyk[190][191]
- 6 października 2017–2018 – Sebastian Barkowski – chargé d’affaires a.i.[192]
- 2018 – 13 grudnia 2023 – Andrzej Sadoś
- od 13 grudnia 2023 do października 2024 – Piotr Serafin (p.o.)
- od 2024 – Agnieszka Bartol

## Urugwaj
- 1 III 1937 – 1 I 1941 Kazimierz Kurnikowski
- ? – 1 I 1942 – Mieczysław Chałupczyński (chargé d’affaires)
- 1 I 1942 – 15 VII 1943 – Mirosław Arciszewski (poseł)
- 1 VI 1942 – 5 VII 1945 – Konstanty Rozwadowski (chargé d’affaires)
- 29 sierpnia 1951 – 27 kwietnia 1962 – Edward Bartol (poseł)[121]
- 1 października 1960 – 1961 – Marian Ufnal (chargé d’affaires a.i.)
- 21 lutego 1961 – 1 maja 1965 – Marian Wieczorek (chargé d’affaires a.i.)
- 16 kwietnia 1965 – 27 grudnia 1967 – Leon Szybek (chargé d’affaires a.i.)
- 27 grudnia 1967 – marzec 1968 – Antoni Rudziński (chargé d’affaires a.i.)
- 13 marca 1968 – 3 czerwca 1971 – Bernard Bogdański
- 22 sierpnia 1971 – maj 1972 – Aleksander Januszkiewicz (chargé d’affaires a.i.)
- 10 maja 1972 – 5 lutego 1976 – Mieczysław Włodarek
- 15 grudnia 1974 – 1976 – Tadeusz Strzałkowski (chargé d’affaires a.i.)
- 26 listopada 1976 – 11 września 1980 – Henryk Skrobisz
- 29 czerwca 1979 – 24 maja 1982 – Leon Janulewicz (chargé d’affaires a.i.)
- 5 sierpnia 1981 – 16 października 1985 – Czesław Limont[193]
- 1983–1987 – Witold Dynowski (do 1985 jako chargé d’affaires)
- 1987 – Zbigniew Faltus (chargé d’affaires a.i.)[193]
- 1987–1991 – Eugeniusz Trzepizur
- sierpień 1990 – 1992? – Jan Zeyda (chargé d’affaires a.i.)[193]
- 1991–1996 – Ryszard Schnepf
- 1996–1999 – Roman Polański (chargé d’affaires a.i.)
- 1999–2003 – Jarosław Gugała
- 2003 – 31 lipca 2008[194] – Lech Kubiak

W 2008 ambasadę w Montevideo zamknięto; akredytowany na Urugwaj jest ambasador w Argentynie.

## Uzbekistan
- 20 listopada 1995 – 2001 – Bogusław Kaczyński (chargé d’affaires a.i., od 20 listopada 1996 ambasador)
- 21 czerwca 2001 – 30 czerwca 2005 – Zenon Kuchciak
- 30 czerwca 2005 – 16 lutego 2006 – Janusz Wawrzyniuk (chargé d’affaires a.i.)
- 16 lutego 2006 – 21 sierpnia 2007 – Marian Orlikowski (chargé d’affaires a.i.)
- 21 sierpnia 2007 – 2010 – Jerzy Stankiewicz (chargé d’affaires a.i.)
- 2011–2015 – Marian Przeździecki[71]
- 23 października 2015 – 31 października 2020 – Piotr Iwaszkiewicz[195]
- 2021–2024 – Radosław Gruk
- od 2024 – Marcin Wakar (chargé d’affaires a.i.)

## Wenezuela
- 18.11.1933–1936 – Zygmunt Merdinger (chargé d’affaires a.i.)
- 24.09.1936–1942 – Mieczysław Marchlewski, (chargé d’affaires a.i., od 1940 poseł)
- 01.04.1942–1946 – Mieczysław Chałupczyński, poseł
- 1.05.1944 – Aleksander Wiesiołowski, chargé d’affaires a.i.
- 23.11.1960 – Bernard Bogdański, chargé d’affaires a.i.
- 15.01.1964 – Zygmunt Pietrusiński, chargé d’affaires a.i.; od 26.01.1965 – ambasador
- 23.10.1968–1973 – Witold Jurasz
- 19.11.1973 – Zdzisław Szewczyk
- 22.09.1977 – Henryk Sobieski
- 27.05.1982 – Mieczysław Włodarek
- 10.09.1987 – Edward Polański
- 15.07.1991 – Sławomir Klimkiewicz, chargé d’affaires a.i.
- 28.10.1991 – Krzysztof Rómmel
- 01.03.1993 – Andrzej Krzanowski
- 09.10.1998 – Jacek Perlin
- 03.02.2003 – Adam Skrybant
- 04.09.2006 – Anna Pieńkosz, chargé d’affaires a.i.
- 27.10.2007 – 2012 – Krzysztof Jacek Hinz
- 3.08.2012 – 31.12.2016 – Piotr Kaszuba[196]
- 1.01.2017–2023 – Milena Łukasiewicz, chargé d’affaires a.i.
- 2023–06.2024 – Michał Faryś, chargé d’affaires a.i.
- od 07.2024 – Daniel Gromann, chargé d’affaires a.i.

Ambasador w Wenezueli akredytowany jest także na Barbados, Saint Kitts i Nevis, Grenadę, Jamajkę, Gujanę, Surinam, Trynidad i Tobago, Saint Vincent i Grenadyny, Dominikę.

## Węgry
- 1354 – Andrzej Jastrzębiec
- 1503 – Mikołaj Firlej (poseł)
- I 1919 – 21 X 1921 – Jan Szembek (delegat rządu RP)
- 21 X 1921 – 19 IX 1924 – Jan Szembek (poseł)
- 1 IX 1924 – 24 XII 1924 – Jerzy Tomaszewski (chargé d’affaires a.i.)
- 24 XII 1924 – 31 VII 1928 – Zygmunt Michałowski (poseł, nominowany 1 XII 1924)
- 1.VIII 1928 – 3 XI.1928 – Jerzy Ciechanowiecki (chargé d’affaires a.i.)[197]
- 3 XI 1928 – 1929 – Ignacy Matuszewski (poseł, nominowany 1 IX 1928)
- w 1929 – Jerzy Ciechanowiecki (chargé d’affaires a.i.)[197]
- 21 VI 1929 – 22 V 1931 – Otmar Łazarski (chargé d’affaires a.i.)
- 22 V 1931 – 15 V 1936 – Stanisław Łepkowski (poseł)
- 15 V 1936 – 31 XII 1940 – Leon Orłowski (poseł)

31 grudnia 1940 – likwidacja placówki na żądanie III Rzeszy wobec rządu Królestwa Węgier
- 8 VII 1946 – 27 VIII 1947 – Piotr Szymański (chargé d’affaires a.i.)
- 27 VIII 1947 – 1 VII 1949 – Alfred Fiderkiewicz (poseł)
- 1 VII 1949 – 29 III 1954 – Henryk Minc (chargé d’affaires a.i., od 30 V 1951 poseł)
- 29 III 1954 – 14 VII 1955 – Bogdan Hamera
- 14 VII 1955 – 12 X 1959 – Adam Willmann
- 12 X 1959 – 4 VII 1964 – Henryk Grochulski
- 4 VII 1964 – 2 lipca 1969 – Jan Kiljańczyk
- 2 VII 1969 – 31 I 1975 – Tadeusz Hanuszek
- 31 I 1975 – 17 III 1978 – Stefan Jędrychowski
- 17 III 1978 – 20 V 1983 – Tadeusz Pietrzak
- 20 V 1983 – 27 VIII 1986 – Jerzy Zieliński
- 27 VIII 1986 – 11 X 1990 – Tadeusz Czechowicz
- 11 X 1990 – 1 XII 1996 – Maciej Koźmiński
- 1 XII 1996 – 20 VIII 1997 – Roman Kowalski (chargé d’affaires a.i.)
- 20 VIII 1997 – 15 V 2001 – Grzegorz Łubczyk
- 1 III 2001 – 15 V 2001 – Roman Kowalski (chargé d’affaires a.i.)
- 15 V 2001 – 12 XII 2005 – Rafał Wiśniewski
- 12 XII 2005 – 1 XII 2009 – Joanna Stempińska
- 1 XII 2009 – 21 VI 2010 – Michał Andrukonis (chargé d’affaires a.i.)
- 21 VI 2010 – 1 X 2016 – Roman Kowalski
- 1 X 2016 – 23 XI 2016 – Michał Andrukonis (chargé d’affaires a.i.)
- 23 XI 2016 – 31 III 2022 – Jerzy Snopek
- 19 IV 2022 – 15 VII 2025 – Sebastian Kęciek (w grudniu 2024 wezwany na bezterminowe konsultacje do Warszawy)
- od 16 VII 2025 – Jacek Śladewski (chargé d’affaires a.i.; de facto od grudnia 2024)

## Wietnam
- 25 grudnia 1954 – 1959 (wyjechał do Polski w sierpniu 1956 roku) – Tomasz Piętka
- 1955 – 1957? – Eugeniusz Mosur (chargé d’affaires a.i.)[198]
- Sierpień 1956 – 1958 – Florian Ratajczak (chargé d’affaires a.i.)
- 1958 – 1959 – Józef Kratko (chargé d’affaires a.i.)
- 3 lutego 1960 – 30 listopada 1962 – Tadeusz Findziński
- 1962 – 1963 – Kazimierz Chodorek (chargé d’affaires a.i.)[198]
- 13 czerwca 1963 – 1967 – Jerzy Siedlecki
- 21 lutego 1967 – 1971 – Bogdan Wasilewski
- 8 czerwca 1971 – 1975 – Władysław Domagała
- 28 sierpnia 1975 – 1979 – Józef Puta (do 2 lipca 1976 akredytowany na Demokratyczną Republikę Wietnamu)
- 4 stycznia 1979 – 1982 – Jan Śliwiński
- 23 marca 1982 – 1985 – Bronisław Musielak
- 14 października 1985 – 1989 – Marian Ejma-Multański
- 27 września 1989 – 1992 – Stanisław Gębala
- 1 października 1993 – 1995 – Mirosław Gajewski (chargé d’affaires a.i.)
- 21 lutego 1994 – 1997 – Krzysztof Kocel
- 3 grudnia 1997 – 2003 – Wiesław Scholz
- 10 lutego 2004 – 2009 – Mirosław Gajewski
- 1 października 2009 – 2010 – Janusz Bilski (chargé d’affaires a.i.)[199]
- 22 stycznia 2010 – 2013 – Roman Iwaszkiewicz[200]
- 1 sierpnia 2013 – 2014 – Jacek Kasprzyk (chargé d’affaires a.i.)[199]
- 16 marca 2014 – 2018[201] – Barbara Szymanowska
- 5 sierpnia 2018 – grudzień 2022 – Wojciech Gerwel
- 2023 – lipiec 2024 – Aleksander Surdej
- od 2024 – Joanna Skoczek (chargé d’affaires a.i.)

Nawiązanie stosunków dyplomatycznych pomiędzy Polską a Wietnamem nastąpiło 4 lutego 1950. 25 grudnia 1954 na ręce Prezydenta Demokratycznej Republiki Wietnamu – Ho Chi Minha – listy uwierzytelniające przekazał pierwszy ambasador Polski – Tomasz Piętka. Polska utrzymywała wówczas stosunki dyplomatyczne na szczeblu ambasad jedynie z DRW. Po włączeniu w 1976 Republiki Wietnamu do DRW i powstaniu w ten sposób Socjalistycznej Republiki Wietnamu (SRW), przyjęto zasadę ciągłości stosunków dyplomatycznych – SRW stało się bezpośrednim następcą prawnym DRW. W związku z powyższym Józef Puta został pierwszym polskim ambasadorem w SRW.

## Wybrzeże Kości Słoniowej
- 1976 – Mieczysław Krokier (chargé d’affaires a.i.)[198]
- 1976 – 1980 – Witold Szukszta (chargé d’affaires a.i.)[198]
- 1980? – 1984 – Władysław Koperczyński (chargé d’affaires a.i.)[198]
- 1984 – ? – Stanisław Smysło (chargé d’affaires a.i.)[198]
- 1990 – 1994 – Krzysztof Śliwiński[198]
- ok. 1991–1992 – Andrzej Kulesza (chargé d’affaires a.i.)
- 1993–2001 – Piotr Myśliwiec (chargé d’affaires a.i.)

## Zimbabwe
- 1985–1987 – Maksymilian Romanowski
- 1987–1990 – Mirosław Dackiewicz[202]
- 2 października 1990 – 4 sierpnia 1992 – Bogusław Miernik
- 1992–1995 – Andrzej Kasprzyk (chargé d’affaires a.i.)
- 1995–1999 – Jacek Chodorowicz (chargé d’affaires a.i.)
- 2000 – 2007 – Jan Wieliński[14] (od 27 kwietnia 2005 jako ambasador)[203]
- wrzesień 2007 – grudzień 2008 – Marcin Kubiak[204]

W 2008 zamknięto ambasadę w Harare.

## Zjednoczone Emiraty Arabskie
Opracowany na podstawie materiału źródłowego
- 17 kwietnia 1991 – 11 listopada 1991 – Wojciech Bożek (chargé d’affaires a.i)
- 11 listopada 1991 – czerwiec 1997 – Andrzej Kapiszewski (chargé d’affaires a.i, a od 1995 ambasador z akredytacją na Sułtanat Omanu i Katar)
- czerwiec 1997 – 2001 – Kazimierz Mordaszewski (chargé d’affaires, akredytacje jw.)
- 2001–2005 – Mirosław Adamczyk (chargé d’affaires)
- 26 września 2005 – 31 lipca 2010 – Roman Chałaczkiewicz (do 2006 akredytowany również w Katarze)
- 2 marca 2011–2015 – Adam Krzymowski
- 2016–2020 – Robert Rostek
- 2020–2024 – Jakub Sławek (do 2022 jako chargé d’affaires a.i.)
- od 2024 – Grzegorz Gawin(inne języki) (chargé d’affaires a.i.)